# Bad Kreuznach
Bad Kreuznach (bis 1924 Kreuznach) ist eine Kurstadt und der Sitz der Kreisverwaltung des Landkreises Bad Kreuznach in Rheinland-Pfalz. Als Mittelzentrum mit Teilfunktionen eines Oberzentrums ist sie administratives, kulturelles und wirtschaftliches Zentrum einer Region mit mehr als 150.000 Einwohnern. Bad Kreuznach ist Sitz der Verbandsgemeinde Bad Kreuznach, gehört ihr als große kreisangehörige Stadt jedoch nicht an. Zudem ist sie Sitz einer Bundes- und mehrerer Landesbehörden, eines Amts- und eines Landgerichts sowie der Landwirtschaftskammer Rheinland-Pfalz.

## Geographie

### Geographische Lage

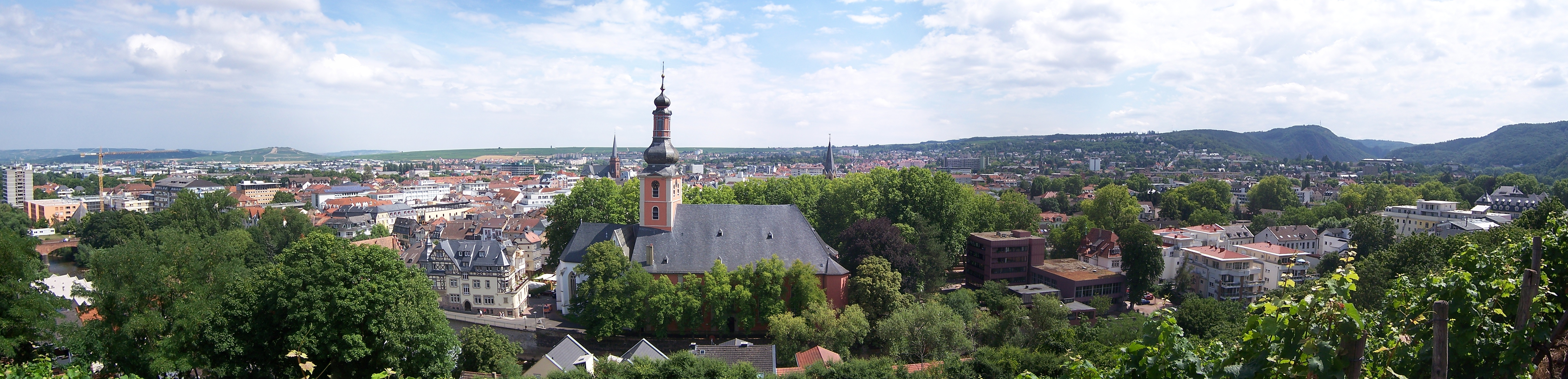
Blick von der Kauzenburg

Bad Kreuznach befindet sich zwischen Hunsrück, Rheinhessen und Nordpfälzer Bergland etwa 14 km (Luftlinie) südsüdwestlich von Bingen. Die rheinland-pfälzische Landeshauptstadt Mainz liegt ca. 30 Kilometer nordöstlich der Stadt. Bad Kreuznach liegt an der Einmündung des Ellerbachs in den Unterlauf der Nahe.

### Ortsbezirke
Die fünf Ortsbezirke bzw. Stadtteile sind Bosenheim, Ippesheim, Planig, Winzenheim und das zum 1. Juli 2014 eingemeindete Bad Münster am Stein-Ebernburg.

### Klima

Niederschlagsdiagramm (1961 bis 1990)

Der Jahresniederschlag beträgt 517 mm. Nur 5 % der Messorte des Deutschen Wetterdienstes zeigen niedrigere Werte an. Der trockenste Monat ist der Januar. Im niederschlagreichsten Monat fällt ca. 80 % mehr Regen als im trockensten Monat. Am meisten regnet es im Juni. Die jahreszeitlichen Niederschlagschwankungen liegen im unteren Drittel. In nur 7 % aller Orte schwankt der monatliche Niederschlag weniger. Am 30. Juni 2019 wurde in Bad Kreuznach mit 39,3 Grad die höchste jemals in Rheinland-Pfalz gemessene Temperatur in einem Juni festgestellt.
Da Bad Kreuznach ein Kurort ist, muss dieser eine hohe Güte an Luftqualität nachweisen. Grenzwerte dürfen zum Gesundheitsschutz nur bis zu 60 % ausgeschöpft werden. Vorherrschend in Bad Kreuznach ist ein maritimes Klima mit milden Wintern und nicht zu heißen Sommern. Die klimatisch milde Situation ist günstig für den großflächigen Weinbau, der in Bad Kreuznach betrieben wird. Der Hunsrück und das Nordpfälzer Bergland schirmen die Kurstadt vor Regenwolken aus der Richtung Westen ab. Bad Kreuznach wird vor Wind aus dem Osten geschützt, woraus ein sehr trockenes Klima resultiert. Von März bis Oktober herrschen Tagestemperaturen von mindestens 20 Grad Celsius im Schnitt. In den Monaten Mai bis August scheint die Sonne durchschnittlich 6,4 bis 6,9 Stunden am Tag .
|                        | Jan  | Feb  | Mär  | Apr  | Mai  | Jun  | Jul  | Aug  | Sep  | Okt  | Nov  | Dez  |   |       |
| Mittl. Temperatur (°C) | 0,5  | 1,9  | 5,3  | 9,1  | 13,5 | 16,7 | 18,4 | 17,8 | 14,4 | 9,7  | 4,8  | 2,0  | ⌀ | 9,5   |
|                        |      |      |      |      |      |      |      |      |      |      |      |      |   |       |
| Niederschlag (mm)      | 32,8 | 34,6 | 33,8 | 37,3 | 47,1 | 59,0 | 50,3 | 55,4 | 40,0 | 40,0 | 45,8 | 41,0 | Σ | 517,1 |
|                        |      |      |      |      |      |      |      |      |      |      |      |      |   |       |
| Sonnenstunden (h/d)    | 1,1  | 2,5  | 3,7  | 5,2  | 6,4  | 6,6  | 6,9  | 6,5  | 5,0  | 3,1  | 1,6  | 1,1  | ⌀ | 4,1   |

|  |

|  |

|  |

|  |

|  |

|  |

|  |

|  |

|  |

|  |

|  |

|  |

|  |

|  |

|  |

|  |

|  |

|  |

|  |

|  |

|  |

|  |

|  |

|  |

| N i e d e r s c h l a g | 32,8 | 34,6 | 33,8 | 37,3 | 47,1 | 59,0 | 50,3 | 55,4 | 40,0 | 40,0 | 45,8 | 41,0 |
|                         | Jan  | Feb  | Mär  | Apr  | Mai  | Jun  | Jul  | Aug  | Sep  | Okt  | Nov  | Dez  |

## Geschichte

### Vorgeschichte und Römerzeit

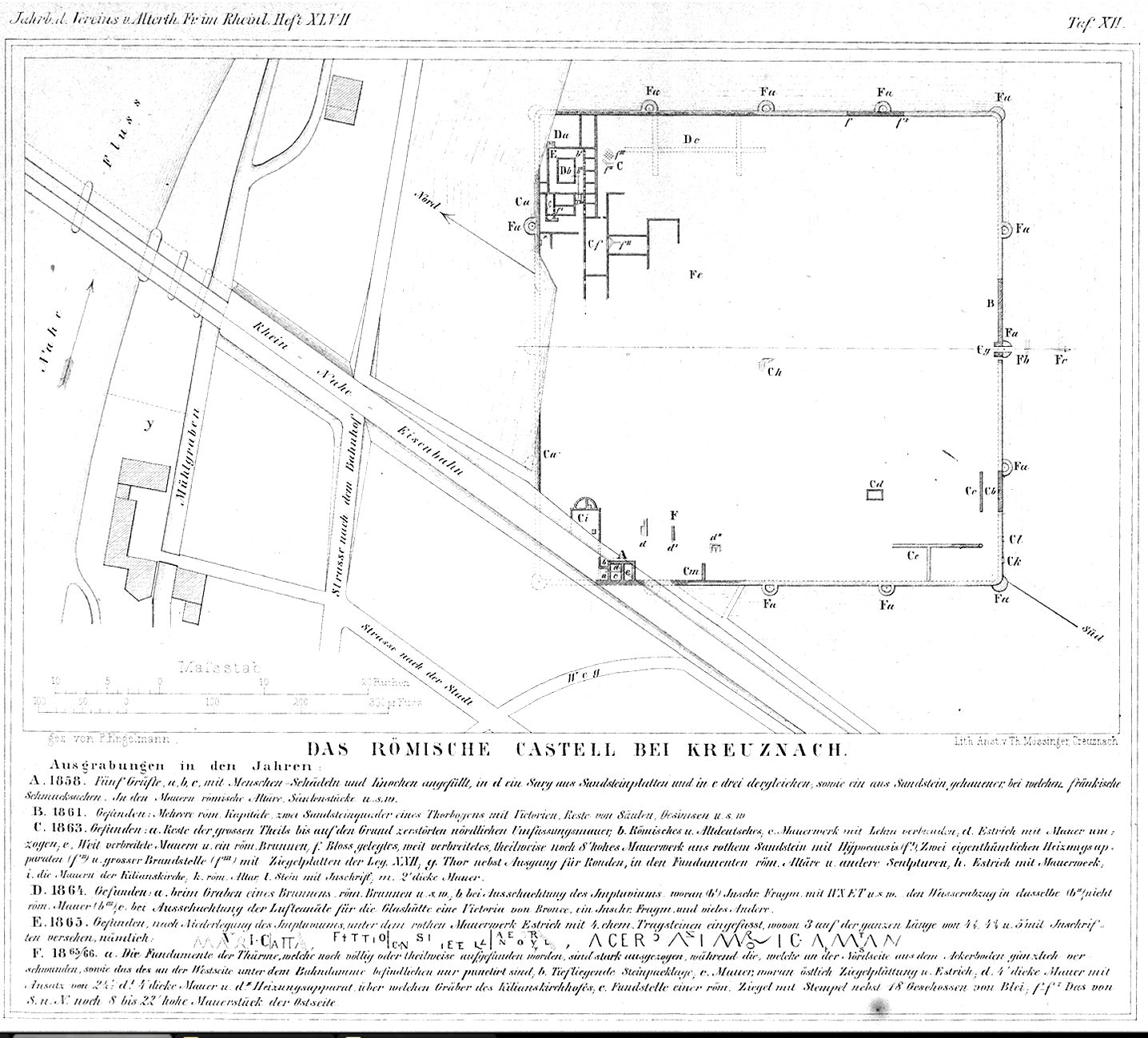
Befundplan der Ausgrabungen am spätrömischen Kastell (Cruciniacum?), 1858–1866.

Bereits im 5. Jh. v. Chr. ist auf der heutigen Gemarkung die Existenz einer keltischen Siedlung belegt. Um das Jahr 58 v. Chr. wurde das Gebiet Bestandteil des römischen Reiches, es entstand ein römischer Vicus, angeblich benannt nach dem Kelten Cruciniac, der den Römern einen Teil seines Landes für die zu errichtende Versorgungsstation zwischen Mainz (Mogontiacum) und Trier (Augusta Treverorum) überließ. Kreuznach lag an der Römerstraße, die von Metz (Divodurum) über den Saarübergang bei Dillingen-Pachten (Contiomagus) und den Vicus Wareswald bei Tholey nach Bingen (Bingium) führte. Weitere römische Straßen vom Knotenpunkt Kreuznach aus werden über Wöllstein und Flonheim nach Alzey (Alteium) / Worms (Borbetomagus), über Gensingen, Ockenheim und Ingelheim nach Mainz oder über Waldböckelheim, Sobernheim, Kirchberg bzw. Denzen (Dumno), Wederath (Belginum) und Neumagen (Noviomagus Treverorum) nach Trier vermutet.

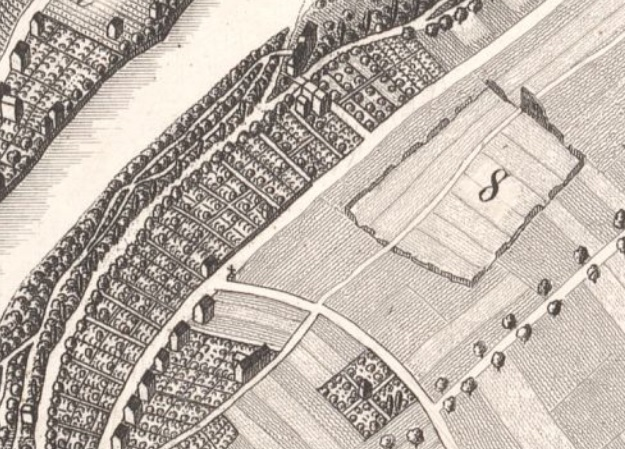
Die „Heidenmauer“ bei Kreuznach; Stahlstich von Peter Borniger (Ausschnitt), 1843

Auf dem Gelände eines römischen Urnen-Friedhofs an der Lämmerbrücke wurden 1885/86 kleine Fluchtäfelchen aus Blei gefunden, die aus dem Anfang des 2. Jahrhunderts n. Chr. stammen. Die genannten Personennamen zeigen, dass zu dieser Zeit Vollbürger aus Italien, Kelten aus Gallien, Spanien und den Alpengebieten, Griechen, Thraker, Kleinasiaten, Syrer und Angehörige anderer orientalischer Völker in der Siedlung wohnten, als Berufe werden ein Kupferschmied, ein Färber und ein Holzhändler erwähnt.
Um das Jahr 234 erfolgte der Bau eines großen, in seinen Abmessungen von 81 m × 71 m nördlich der Alpen einzigartigen und ebenso luxuriösen Palastes im Stil einer Peristylvilla, welche alleine im Erdgeschoss 50 Räume umfasste. Die Funde sind heute im Museum Römerhalle ausgestellt. Spolien, die nahe der „Heidenmauer“ gefunden wurden, lassen darauf schließen, dass es ein Mercurius- und Maia-Heiligtum und ein damit verbundenes gallo-römisches Provinztheater gab. Auch der Kult der Kybele in der Siedlung ist belegt.
Nach einer aus dem Ende des 3. Jahrhunderts stammenden Inschrift und Ziegelplatten, die in Bad Kreuznach gefunden wurden, war dort eine Vexillation (Abteilung) der Legio XXII Primigenia stationiert. Im Zuge von Grenzsicherungsmaßnahmen gegen die immer wieder von jenseits des Limes in das römische Reich einfallenden germanischen Stämme der Alemannen errichtete man 370 ein Auxiliarkastell unter Kaiser Valentinian I. (Kastell Bad Kreuznach). Die handschriftliche Überlieferung des um 371 entstandenen Reiseberichtes „Mosella“ des Dichters Ausonius beginnt mit der Überquerung des nebeligen Flusses „Nava“ (Nahe) an einer neu ummauerten alten Siedlung („vicus“). „Vicus“ wird in den modernen Textausgaben meistens zu „Vinco“ = Bingium (Bingen) „verbessert“, ist jedoch verschiedentlich auch als früher literarischer Hinweis auf Kreuznach gedeutet worden. Ausonius lokalisiert eine verlustreiche Schlacht (ein „Cannae“) der Gallier in der Nähe dieser Siedlung.

### Mittelalter
Nach dem Zerfall des Römischen Reiches wurde Kreuznach im Jahr 500 Königshof und Reichsdorf des sich neu entwickelnden fränkischen Reiches. Es folgte der Bau einer ersten Kirche, die dem Heiligen Martin geweiht war. Diese lag wohl auf dem Martinsberg nördlich der Nahe. Weniger wahrscheinlich war sie identisch mit der späteren Kirche in den Mauern des römischen Kastells, die dem Hl. Kilian, dem Apostel Unterfrankens, geweiht war und 1590 abgebrochen wurde. Um 741/42 soll die St.-Martins-Kirche in Kreuznach nach einer Urkunde Ludwigs des Frommen von 822, der sich auf eine Vorurkunde Karls des Großen berief, durch seinen Vorfahren Karlmann dem 742 in unsicherer Gegend neu gegründeten Bistum Würzburg zum Unterhalt geschenkt worden sein. Auch die Würzburger Chronik berichtet, dass Bischof Burkard mit 24 anderen Kirchen von Karlmann die „S. Martins Kirche zu Creützenach“ erhielt. Einhard erwähnt einen Aufenthalt des Kaisers – gemeint ist Ludwig der Fromme, Sohn Karls des Großen († 814) – 819 in Cruciniacum.
Entsprechen dieser Notiz wird Kreuznach urkundlich erwähnt in den Annales regni Francorum und den Annales Bertiniani als königliche Pfalz, in der sich Ludwig der Fromme 819 und 839 zur Jagd, vermutlich im nahe gelegenen Reichsforst Soonwald, aufhielt. Ludwig der Fromme (823 „villa Cruciniacus“ 825 und 839 „Cruciniacum castrum“ oder „Cruciniacum palatium regium“), Ludwig der Deutsche (845 „villa Cruzinacha“, 868 „villa Cruciniacum“), Karl III. „der Dicke“ (882 „C[h]rucinachum, Crutcinacha, Crucenachum“), Arnulf von Kärnten (889), Karl III. der Einfältige (911 „villa Crustiacum“, Varianten „Cruztiacum, Cruztiacolum“), Heinrich I. (923), Otto I. (962 „Cruciniacus“), Otto II. (977 „Krucinacha“) oder Friedrich I. (1179 „Cruczennach“) erwähnen Kreuznach in ihren Urkunden. „Crucinaha“ in Urkunden Kaiser Otto III. aus dem Jahr 1000 (Verleihung eines Jahrmarktes; Münzrecht) wird dagegen heute eher auf das luxemburgische Christnach (Ortsteil von Waldbillig) bezogen. In lateinischen Quellen des Mittelalters und der Frühen Neuzeit wurde Kreuznach nicht nur als Crucenacum, Crucin[i]acum o. ä., sondern auch als Stauronesus, Stauronesum (zu σταυρός „Kreuz“ und νῆσος „Insel“) oder Naviculacrucis (zu navicula „Nachen“ und crux „Kreuz“) bezeichnet. Als Abkürzungen begegnen „Xnach“, „{\displaystyle {\mathfrak {X}}}nach“ (Fraktur-X mit Querbalken) oder „†nach“.
Im (ursprünglich karolingischen) Lorscher Urbar des rheinfränkischen Reichsgutes wird Kreuznach nicht erwähnt, aber Karl III. „der Dicke“ schenkte 882 in seiner Großen Nonenschenkung die „Nona“ von der königlichen indominicata villa [= „Frongut“] Crutchinaca dem Salvatorstift am Kaiserdom in Frankfurt am Main. Ein in älterer Literatur angenommener Normannensturm im Jahre 893, in dem die Kreuznacher Pfalz und Kirche zerstört worden seien, fand wohl nicht hier, sondern 882 in der Trierer Gegend statt. 977 bestätigte Kaiser Otto II. die Schenkung Karls des Dicken an das Salvatorstift. 1065 soll König Heinrich IV. laut einer formal gefälschten Urkunde den Ort Kreuznach und die Burg Böckelheim mitsamt der Lehnsherrschaft über ein Lehen des Grafen Eberhard VI. von Nellenburg dem Hochstift Speyer übertragen haben. Trotz der formalen Fälschung scheinen die Angaben richtig zu sein. Als Adalbert von Mörsberg, ein Enkel des Grafen Eberhard VI., seine Tochter Mechthild mit Meginhard von Sponheim vermählte, ging kurz nach 1105 das Lehen an die Grafschaft Sponheim über. Graf Meginhard urkundete 1127 in Kreuznach (in villa … crucinach) im Kreis seiner Vasallen und Ministerialen als Nachfolger seines Schwiegervaters. Während der ursprüngliche Siedlungskern Kreuznachs mit der Pfarrkirche St. Kilian in und am Kastell lag, verlagerte sich mit dem Aufstieg der Sponheimer der Siedlungsschwerpunkt an die von diesen gebaute hölzernen Nahebrücke. Graf Meginhard von Sponheim begann nach dem Tod seines Schwiegervaters um 1127 mit einer kompletten großzügigen Neuanlage einer Siedlung auf der Südseite der Nahebrücke („Altstadt“) mit einem Straßenkreuz (Mannheimer Str./Kreuzstr.), wie es von der 1091 bis 1120 erbauten Zähringerstadt Freiburg bekannt ist. Das alte fränkische Dorf am ehemaligen Römerkastell wurde nur noch „Osterburg“ (Hosterburc) genannt.
Am Dreikönigstag 1147 soll Bernhard von Clairvaux nach der Vita S. Bernardi fundatoris seines Schülers Gaufridus von Clairvaux auf seiner Reise von Speyer nach Koblenz bei der Kirche beim „castrum Gruzenach“ ein Heilungswunder bewirkt haben.
Am 20. Juli 1183 brannte die Hälfte der Osterburg ab. Von den 21 Familien siedelten danach 11 in das Gebiet der heutigen Altstadt über. In einer Schenkungsurkunde aus dem Jahr 1203 wird Crucenache erstmals als Stadt (oppidum) bezeichnet. In den Jahren 1206 bis 1230 ließen die Grafen Gottfried III. von Sponheim und Johann I. von Sponheim trotz des Verbots durch König Philipp von Schwaben die Kauzenburg bauen. Mit diesem Burgbau einher ging der Aufbau der auf dem nördlichen Naheufer gelegenen Neustadt. 1235 beziehungsweise 1270 bekam Kreuznach die Stadt-, Markt-, Steuer- und Zollrechte unter der Herrschaft des Grafengeschlechts derer von Sponheim verliehen, welche 1290 durch König Rudolf I. von Habsburg, der den Bürgern das Oppenheimer Stadtrecht verlieh, nochmals bestätigt wurden. 1241 erwarb der kinderlose Graf Heinrich III. von Sayn († 1247) für 1100 Mark Güter des Speyerer Domkapitels in Kreuznach, die über seine Schwester Adelheid, Witwe des Grafen Gottfried III. von Sponheim, vererbt wurden und das Sponheimer Allodialeigentum in der Stadt vergrößerten.
Das Kloster Otterberg, die raugräfliche und Falkensteiner Grablege, war im Ort begütert.
Eine frühe Bekanntheit der Stadt belegt die Zeile eines Liedes des Minnesängers Tannhäuser aus dem 13. Jh., das in einer Handschrift von Hans Sachs erhalten geblieben ist: „vur creűczenach rint aűch die na“. 1262 fand „eyn Magus unnd wunderseltzamer Gauckler auß dem Niderland“ namens „Meister (Magister) Theodo“, der auf dem Kreuznacher Markt eine scheinbare Köpfung und andere Zaubertricks vorführte, überregionale Beachtung. 1279 in der Schlacht bei Sprendlingen entstand die Legende des Michel Mort. Der Kreuznacher Metzger soll auf Seiten der Sponheimer Truppen gegen die Truppen des Erzbischofs von Mainz gekämpft haben. Als Graf Johann I. von Sponheim-Kreuznach in Bedrängnis geriet, zog Michel Mort die Lanzen der Feinde auf sich und rettete so durch seinen Tod den Grafen.
Seit dem Ende des 13. Jahrhunderts ist die Ansiedlung von Juden in Kreuznach bezeugt, im 14. Jahrhundert lebten auch oberitalienische Kaufleute („Lombarden“) – sogenannte „Kawerzen“ – in der Stadt. Graf Simon II. von Sponheim ließ um 1300 Alt- und Neustadt von Kreuznach durch eine steinerne Brücke verbinden. Nach einer Teilung der Vorderen Grafschaft Sponheim um 1301 residierten Simon II. und seine Frau Lisa von Valkenburg vorwiegend in Kastellaun, sein Bruder Johann II. in Kreuznach.
Im 13. Jahrhundert war Kreuznach eine befestigte Stadt und widerstand nach den Gesta Treverorum 1320 einer Belagerung durch den Trierer Erzbischof Balduin von Luxemburg in einer Fehde mit Simon II. von Sponheim-Kreuznach. Hintergrund war die Auseinandersetzung zwischen König Ludwig IV. dem Bayer, der vom Trierer Kurfürsten mit gewählt worden war, und dem Gegenkönig Friedrich dem Schönen, der von Simon II. unterstützt wurde. 1332 wurden die Stadtpfarrkirchenrechte von der inzwischen ungeschützt außerhalb der Stadt in der Osterburg liegenden Kirche St. Kilian auf die neu erbaute Wörthkirche übertragen. Simons II. Sohn Graf Walram I. von Sponheim, der 1340 auch den Anteil seines Onkels Johann II. erbte, verlegte die Vordersponheimer Residenz wieder von Kastellaun zurück nach Kreuznach. 1361 erteilte Kaiser Karl IV. dem Grafen Walram I. ein Jahrmarktsprivileg für Kreuznach, im Januar 1363 hielt sich der Kaiser zu Besuch in Kreuznach auf. Schon in dieser frühen Zeit ist 1372 ein Büchsenmeister (magister pixidum tonitrualium) in Kreuznach belegt.
1375 kam es in Kreuznach zu einem Aufstand von Bürgern gegen den Rat der Stadt. Walram I. ließ daraufhin vier der Anführer auf dem Marktplatz enthaupten. Während der Regentschaft von Graf Simon III. von Sponheim-Kreuznach nahm 1390 Herzog Wilhelm I. von Jülich-Geldern an einem Turnier in Kreuznach teil. 1399 zerstörte eine Feuersbrunst die halbe Neustadt. 1408 wurde Pfalzgraf Stefan, Sohn des Königs Ruprechts III. von der Pfalz, von dem Bischof von Speyer und Reichskanzler Raban von Helmstatt mit Burg und Stadt Kreuznach belehnt, weil Simon III. von Sponheim-Kreuznach das Lehen nicht rechtzeitig gemutet (förmlich beantragt) hatte. Stefan von der Pfalz konnte sich aber nicht gegen die Sponheimer durchsetzen, weil Kreuznach kein Speyrer Lehen war.
1417 starb mit Gräfin Elisabeth von Sponheim-Kreuznach, der Tochter Simons III., die vordere Linie des Hauses Sponheim aus. Sie teilte die Grafschaft in ihrem Testament zwischen der Kurpfalz (1/5) und der Grafschaft Sponheim-Starkenburg (4/5) auf. 1418 belehnte König Sigismund von Luxemburg den Grafen Johann V. von Sponheim-Starkenburg mit dem Jahrmarkt, der Münze, den Juden zu Kreuznach und dem Geleitrecht bis Gensingen auf der Trier-Mainzer Fernstraße. Pfalzgraf Ruprecht der Engländer (1406–1426) bat 1423 den Herzog Adolph VII. von Berg um Pferde, weil er im Mai an einem Turnier in Kreuznach teilnehmen wollte. 1437 wurde die Herrschaft über Kreuznach zwischen den Grafen von Veldenz, den Markgrafen von Baden und der Pfalzgrafschaft Pfalz-Simmern aufgeteilt.
1457, als es in vielen oberdeutschen Städten zu einer Kinderwallfahrtsbewegung kam, zogen auch 120 Kinder aus Kreuznach auf ihrem Weg zum Mont-Saint-Michel durch Wissembourg. Ein starkes Hochwasser, das die Wörthkirche gänzlich unter Wasser setzte, überflutete 1458 die Stadt.
1475 erließ die Kurpfalz eine umfassende Polizeiordnung für das Amt Kreuznach, in dem zwischen 1462 (Schlacht bei Seckenheim) und 1508 kein badischer Amtmann residierte. Während der Burgunderkriege hielten sich der päpstliche Legat Alessandro Numai († 1485), Bischof von Forlì, und wahrscheinlich auch Kaiser Friedrich III. auf der Durchreise in Kreuznach auf. Im Erbschaftsstreit zwischen Pfalzgraf Alexander von Pfalz-Zweibrücken und seinem Bruder Kaspar fand 1489 unter Vermittlung von Johann I. von Pfalz-Simmern ein Sühnetag in Kreuznach statt, bei dem Kurfürst Philipp der Aufrichtige von der Pfalz auf eine Teilung des Erbes entschied.
Kurfürst Philipp der Aufrichtige und Herzog Johann I. von Pfalz-Simmern bewilligten der Stadt 1490 einen zweiten Jahrmarkt. Im selben Jahr 1490 verlieh Kurfürst Philipp die „saltz- und badbronnen“ zwischen der Ebernburg und Kreuznach seinen Köchen Conrad Brunn und Matthes von Nuwendorff. Die solehaltigen Quellen waren wahrscheinlich 1478 entdeckt worden, allerdings wurde schon im 13./14. Jh. ein „Sulzer Hof“ im heutigen Salinental erwähnt.
Am 24. August 1495 kam es zu einem weiteren Aufstand von Bürgern, der diesmal gegen den pfälzischen Kreuznacher Amtmann Albrecht V. Göler von Ravensburg gerichtet war, der die Entlassung eines Gefangenen gegen Bürgschaft verweigert hatte. Kurfürst Philipp ließ daraufhin einige der Anführer verstümmeln und setzte eine neue Stadtordnung in Kraft.
Herzog Eberhard II. von Württemberg machte 1498 nach seiner Absetzung auf dem Weg in das Exil, das ihm Kurfürst Philipp von der Pfalz auf der Burg Lindenfels gewährte, einige Zeit in „Stauronesum Oppidum, vulgo Creutz dictum“ Station.
Achim von Arnim und Clemens Brentano überliefern in ihren Kinderliedern ein Brunneneier-Heische-Lied „Gaͤrtlein, Gaͤrtlein, Brunneneyer / Heut han wir Johannistag“ aus Kreuznach, das aus dem 15. Jahrhundert stammen soll und zum Eiersammeln am Tag der Reinigung der öffentlichen Brunnen gesungen wurde.

#### Stadtbefestigung

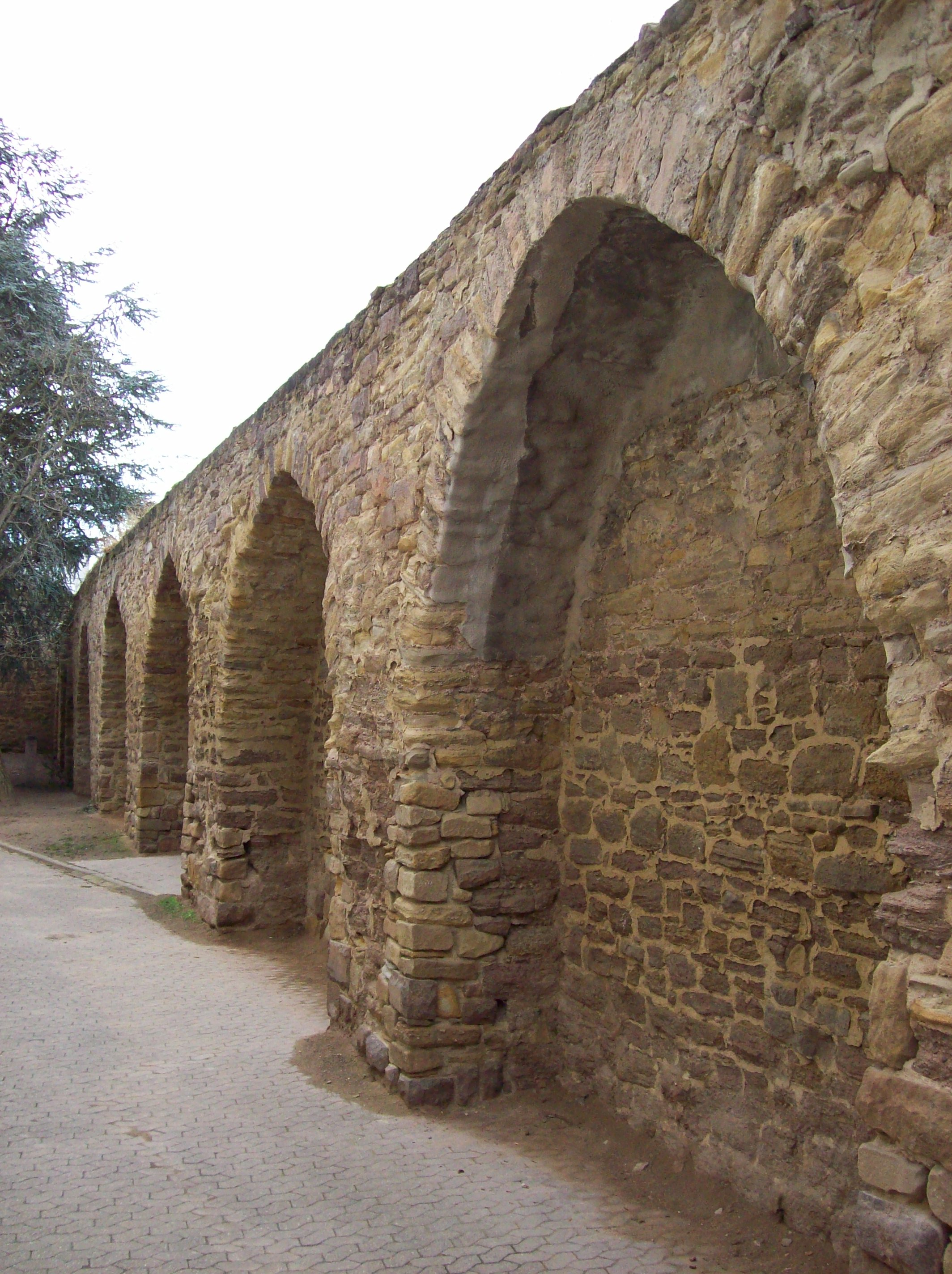
Stadtmauer im Gymnasialgarten

Die 1247 erstmals erwähnte Stadtmauer bildete in der Altstadt im Grundriss ungefähr ein Quadrat, das einige Meter vor dem Verlauf der heutigen Straßen Wilhelmstraße–Salinenstraße–Schloßstraße und vor dem Mühlenteich verlief. Als Stadttore dienten im Norden das Kilians- oder Mühlentor (1877 abgebrochen), im Südosten das Hackenheimer Tor (später Mannheimer Tor; 1860 abgebrochen) und im Süden das – oft zum Schutz zugemauerte – St.-Peter-Pförtchen am Ende der Rossstraße.
In der Neustadt zog sich die Stadtmauer vom „Butterfass“ (dem späteren Gefängnisturm) am Naheufer bis zum Übergang von der Wilhelmstraße zum Brückes auf der B 48, wo sich im Nordwesten die Löhrpforte (auch Lehrtor oder Binger Tor; um 1837 abgebrochen) befand. Dann verlief sie im Bogen zwischen Hofgartenstraße und Hochstraße bis zum Rüdesheimer Tor im Südwesten am Beginn der Gerbergasse, deren Verlauf sie bis zur Ellerbach und der Nahe entlang als Ufermauer folgte. In diesem Abschnitt enthielt die Stadtmauer die Fischer- oder Ellerpforte als Wassertor und im Süden die „Große Pforte“ an der Nahebrücke.
Zur Befestigungsanlage der Kauzenburg auf dem der Neustadt gegenüberliegenden Ufer der Ellerbach, dem Burgfrieden, gehörten das Klappertor und ein Zwinger, von dem sich der Straßenname „Zwingel“ erhalten hat. Auf der Brücke zum Wörth (der Flussinsel zwischen beiden Stadtteilen) befand sich das „Brückentor“.
Zur Verteidigung der Stadt bestand neben den Burgmannen der Burg eine Art Bürgerwehr bzw. Schützengilde. Aus dem Jahre 1487 ist eine von Peter Schöffer in Mainz gedruckte Einladung von Bürgermeister und Rat der Stadt „un[d] gemeyn schießgesellen der armbrost schutze[n] da selbst“ zu einem Schießwettbewerb am 23. September als Inkunabeldruck erhalten.

#### Jüdische Bevölkerung
Am 31. März 1283 (2. Nisan 5043) wurde in Kreuznach (קרוצנכא, קרייצנך) Raw (Herr) Ephraim bar Elieser ha-Levi – offenbar aufgrund eines Gerichtsurteils – gerädert. Wahrscheinlich steht die Hinrichtung im Zusammenhang mit der Mainzer Ritualmordbeschuldigung, die im März und April 1283 auch zu Pogromen in Mellrichstadt, Mainz, Bacharach und Rockenhausen führte. 1301 war Joseph von Crucenach einer der Gläubiger der Grafen Simon II. und Johann II. von Sponheim-Kreuznach. 1311 wird Aaron Judeus de Crucenaco und 1328, um 1333, 1342, 1343 der jüdische Bankier Abraham von Kreuznach in Bingen, dem Erzbischof Heinrich III. von Virneburg 1342 den Rheinzoll zu Geisenheim verpachtete, erwähnt.
1336 erlaubte Kaiser Ludwig der Bayer dem Grafen Johann II. von Sponheim-Kreuznach, „daß er zu Creützenach oder anderstwoh in seinen landen 60 haußgesäsß gefreyter juden ewiglich halten möge“. Nach weiteren Verfolgungen in der Pestzeit 1348/49 sind bereits 1358, 1363 und 1367 wieder Juden in Kreuznach (iuden zů Crůcenachin) nachweisbar.
Spätestens seit 1382 lebte der Jude Gottschalk aus Katzenelnbogen in Kreuznach, dem das Haus an der Ecke Lämmergasse / Mannheimerstraße 12 (später: Löwensteiner Hof) nahe dem Eiermarkt gehörte. Unter dem Vorwand des Wuchers wurden er und seine Familie 1404 von Simon III. von Sponheim ins Gefängnis geworfen und erst gegen eine sehr hohe Lösegeldzahlung freigelassen. Auf Gottschalks Intervention hin schaffte Erzbischof Johann von Nassau-Wiesbaden-Idstein den Würfelzoll für Juden beim Grenzübertritt zum Erzstift Mainz ab.
Die von König Sigismund von Luxemburg angeordneten Sondersteuern für Juden wurden 1418 und 1434 auch in Kreuznach erhoben.
Jakob von Kreuznach, Seligman Smohel von Kreuznach, Sohn des Gottschalk von Kreuznach, wohnhaft zu Bingen, und viele weitere Juden verglichen sich 1429 mit Erzbischof Konrad II. von Mainz wegen ihrer Gefangenschaft und der Plünderung ihrer Habe dahingehend, dass sie aus dem Gefängnis entlassen werden und ihre Habe soweit vorhanden wieder rückerstattet werde. In den Folgejahren wurde der Binger Jude Smohel von Kreuznach von Erzbischof Dietrich von Mainz gegen jährliche „Schutzgeld“-Zahlungen als „Schutzjuden“ angenommen.
1432 wurden zwei Juden, denen vorgeworfen wurde, im „Wolfsheck“ (bei Bockenau) einen Ritualmord an einem Kind aus Braunweiler begangen zu haben, in Kreuznach vor der Stadtmauer verbrannt.
Im Mittelalter war der östliche Teil der heutigen Poststraße in der Neustadt die Judengasse, die Kleine Judengasse führte von ihr zur jetzigen Magister-Faust-Gasse. Die Altstädter Judengasse lag „in der Ecke beim Judenturm“ (südöstlicher Eckturm der Altstadtbefestigung im Winkel zwischen heutigen Salinenstraße und Wilhelmstraße) in einer Art Ghetto, einem Häuserblock, „in den nur eine Gasse und ein Reil hineinführen, und der von der oberen Leitergasse umzogen wird … Der Reil liegt zwischen den Häusern Leitergasse 45 und 49“. 1482 wird eine „Judenschule“ erwähnt, die sich möglicherweise schon in der Fährgasse 2 (früher: „Kleine Eselsgass“) befand, wo später die „Alte Synagoge“ von Bad Kreuznach stand (1715 hier erstmals erwähnt; 1737 barocker Neubau, 1844 renoviert, 1938 verwüstet, 1953/54 abgebrochen, 1975 letzter Mauerrest beseitigt).
Pfalzgraf Ludwig V. erlaubte 1525 dem Meïr Levi, sich zunächst für 12 Jahre in Kreuznach anzusiedeln, den dortigen Geldhandel zu ordnen, Besuche zu empfangen, eine eigene Begräbnisstätte anzulegen und mit Arzneimitteln zu handeln. 1532 scheint Meïr Levi nach Frankfurt am Main übersiedelt zu sein. In der 1. Hälfte des 16. Jahrhunderts lebte sein Sohn, der Arzt Isaak Levi, in Kreuznach, dessen Sammlung medizinischer Rezepte als Des Juden buch von kreuczenach bekannt geworden ist. Das Werk ist in einer von Ludwig V. von der Pfalz persönlich abgeschriebenen Handschrift erhalten.
Der älteste jüdische Friedhof in Kreuznach lag im Gebiet des heutigen Rittergutes Bangert (1525 und 1636 erwähnt). Der jüdische Friedhof an der Stromberger Straße wurde 1661 angekauft (ein erhaltener Grabstein stammt schon aus dem Jahr 1630) und 1919 erweitert. Er gilt als einer der besterhaltenen in Rheinland-Pfalz.
Die ursprünglich aus Kreuznach stammende jüdische Familie Creizenach ist seit 1733 in Mainz und Frankfurt am Main bezeugt und hat bedeutende Gelehrte (Michael Creizenach, Theodor Creizenach, Wilhelm Creizenach) hervorgebracht.
Die jiddische Bezeichnung für Kreuznach war צלם־מקום (abgekürzt צ״מ) Zelem-Mochum (Celemochum oder Zelemochum), wörtlich Bildnis-Ort, da der Begriff Kreuz von frommen Juden gemieden wurde.
1828 waren 425 von 7.896 Einwohnern der Bürgermeisterei Kreuznach (5,4 %) und 1890 waren 611 von 18.143 Einwohnern der Stadt Kreuznach (3,4 %) jüdischen Glaubens.

#### Zünfte
Im Mittelalter und in der Frühen Neuzeit gab es in Kreuznach verschiedene Zünfte, in denen das wirtschaftliche Leben geordnet wurde: die Hammerzunft (metall- und holzverarbeitende Berufe, Fischer, Seiler, Maurer, Leyendecker u. a.), die Handlungs- oder Krämerzunft, die Bäckerzunft, die Müllerzunft, die Metzgerzunft, die Gerberzunft, die Ringerzunft, die Kieferzunft, die Bierbrauerzunft, die Leinenweber- und Wollweberzunft, die Schneiderzunft, die Schuhmacherzunft, die Geschenkten- oder „Hundsgässer“-Zunft (nichthandwerkliche Berufe) und die Rebstöcklerzunft. Die Zünfte und Städte am Mittelrhein schlossen vor allem im 13.–15. Jahrhundert untereinander Vereinbarungen über Regeln des Handwerks ab. Erhalten sind Bundesbriefe der Faßbinder (1341), Schmiede (1383), Lohgerber (1390, 1440, 1490), Sattler und Zeugmacher (1439), Holzschuhmacher (vor 1473) oder Schneider (1496, 1520, 1565, 1589) unter Kreuznacher Beteiligung.

#### Klöster
Vor dem Dreißigjährigen Krieg gab es in Kreuznach bei etwa 8000 Einwohnern sieben Klöster. Im Mittelalter und der Frühen Neuzeit werden erwähnt:
- St. Marien-Kloster (Klostereigenschaft legendenhaft) bzw. St. Marien-Kirche auf dem Wörth, angeblich von König Dagobert I. († 639) am Ort der heutigen Pauluskirche gestiftet,
- Kloster St. Kilian (alte Pfarrkirche; Klostereigenschaft unsicher), in der „Osterburg“ (altes Römerkastell, Pfalz Karls des Großen) an der „Heidenmauer“ anstelle der um 741 erstmals erwähnten, später zerstörten konstantinischen St. Martins-Kirche[97] zur Pfarrkirche erhoben, 1310 mit einem Hospital verbunden, im 14. Jh. Beginen-Klause mit Bethaus, um 1590 abgebrochen. Die Patrozinien von St. Martin und St. Kilian wurden 1332 der St. Marienkirche auf dem Wörth zusätzlich beigelegt,
- Augustiner-Chorfrauenstift St. Peter, um 1140 gestiftet von Rheingraf Wolfram I. (III.) vom Stein († um 1179), 1566/68 aufgehoben, später Schloss Oranienhof; heute „Oranienpark“,
- Kloster der Karmeliten an St. Nikolaus, sogenanntes „Schwarz-Kloster“, 1281 von der Sponheimer Grafenfamilie gestiftet, 1290 bestätigt durch Erzbischof Gerhard II. von Eppstein von Mainz, 1802 aufgehoben,
- Cluse an der St. Antonius-und-St. Katharinen-Kapelle (sogenannte „Bubenkapelle“) am Eingang der Mühlengasse, die dem Augustiner-Chorherrenstift Pfaffen-Schwabenheim gehörte; hierher in das Innere der Stadt wurde von Graf Walram von Sponheim (um 1305–1380) die Beginen-Klause von St. Kilian verlegt, die Nonnen nahmen die Augustinusregel an und wurden 1491 in das St. Peter-Kloster versetzt,
- Franziskanerkloster St. Wolfgang, 1472 gestiftet von Kurfürst Friedrich I. von der Pfalz und Pfalzgraf Friedrich I. von Pfalz-Simmern, bestätigt durch Papst Sixtus IV., 1802 aufgehoben, heute Gymnasium an der Stadtmauer,
- St.-Vinzent-Kloster, Lage unsicher.[98]

Im Dreißigjährigen Krieg und danach
- Jesuiten-Niederlassung um 1623, 1625 bis 1632 und 1636 bis 1652 im Chor der Wörthkirche (Brückenkirche, heute Pauluskirche), erhielten 1631 von Kaiser Ferdinand II. das St. Peter-Kloster und nahmen 1636 davon Besitz. In Kreuznach wirkte und starb der Studienpräfekt Johann Engelbert Oliverius (1588–1631).[99]

#### Pest, Lepra und Seuchen
Die Pest bedrohte die Stadt mehrmals in ihrer Geschichte. Große Epidemien waren 1348/49 (Johannes Trithemius spricht von 1600 Opfern), 1364, 1501/02, 1608, 1635 (ab September) oder 1666 (angeblich 1300 Opfer) belegt. Während der Epidemie 1501 schrieb der Humanist und pfälzische Prinzenerzieher Adam Werner von Themar, ein Freund des Abtes Trithemius, in Kreuznach ein Gedicht über den Pestheiligen Sebastian. 1503 wütete die Ruhr in der Region und forderte auch viele Opfer in Kreuznach.
Außerhalb der Stadt wurde am Gräfenbach unterhalb des Dorfes Hargesheim ein Siechenhaus für Leprakranke, der sog. „Gutleuthof“, gegründet, das 1487 erstmals erwähnt wurde. Philipp Schopf, 1575–1581 als Stadtarzt in Kreuznach für die Untersuchung und Aussonderung infizierter Personen zuständig, veröffentlichte 1582 ein Buch über den „Aussatz“, dem er eine Widmung mit dem Kreuznacher Stadtwappen an die „Herren Schultheyß, Burgemeyster, Gericht und Raht der Statt Creutzenach“ voranstellte.

### Neuzeit

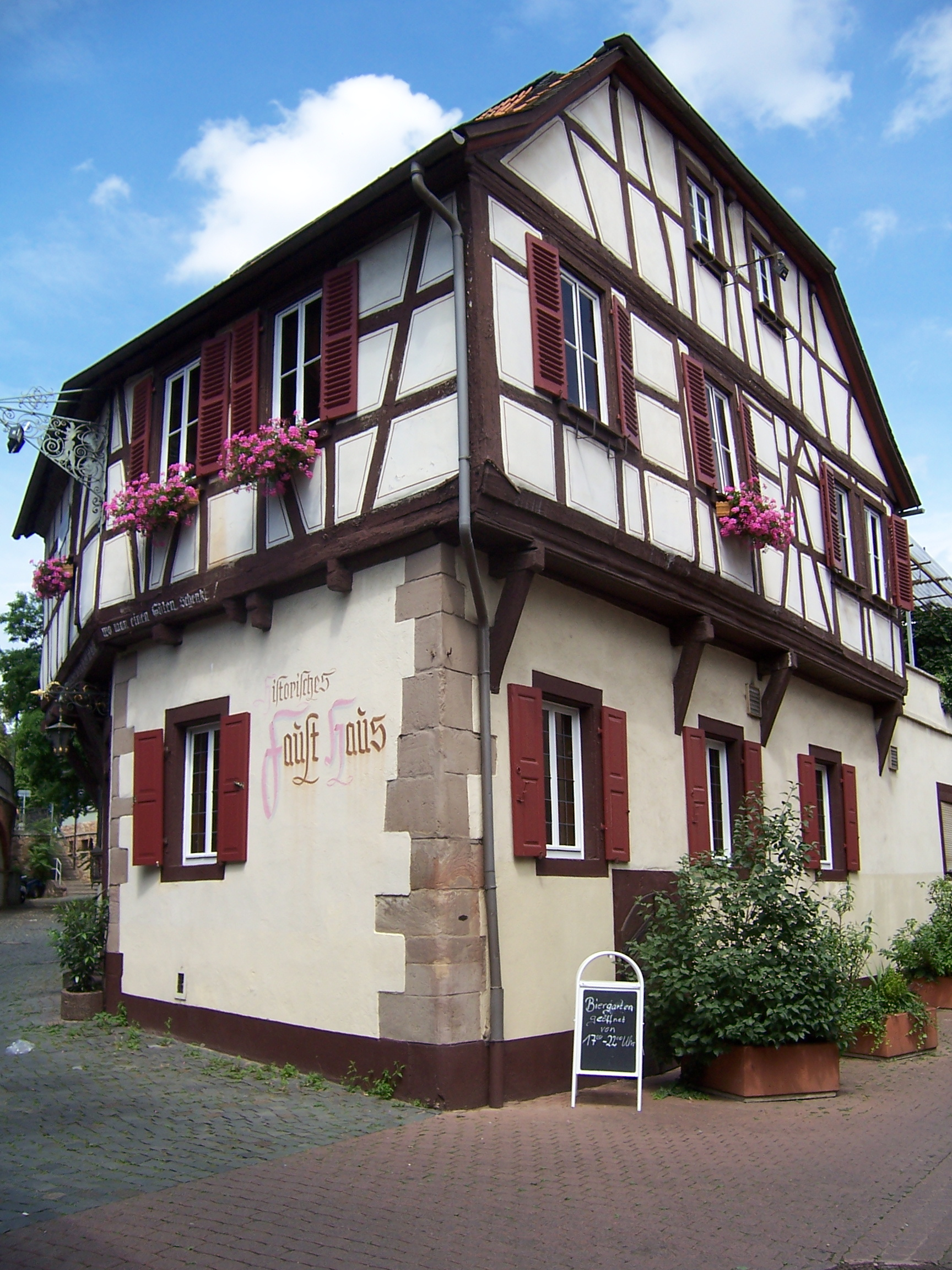
Das sogenannte „Fausthaus“. Tatsächlich wurde das Zehnthaus einer Inschrift im Kellergeschoss zufolge erst dreißig Jahre nach dem Aufenthalt des Faust in Kreuznach errichtet.

Im Landshuter Erbfolgekrieg gegen Pfalzgraf Philipp bei Rhein wurden Stadt und Burg 1504 sechs Tage lang von Herzog Alexander von Pfalz-Zweibrücken, Landgraf Wilhelm von Hessen und Herzog Heinrich I. von Braunschweig-Wolfenbüttel vergeblich belagert, nachdem sie das Umland verwüstet hatten. Der Sponheimer Abt Johannes Trithemius (1462–1516) hatte das Klostergut, die Bibliothek und das Archiv nach Kreuznach in Sicherheit gebracht. Die belagerte Stadt wurde von dem kurpfälzischen Hauptmann Hans III. Landschad von Steinach (1465–1531) entsetzt.
Im Jahre 1507 trat Magister Faust die durch Franz von Sickingen vermittelte Stelle des Rektors an der Kreuznacher Lateinschule an. Aufgrund von Vorwürfen der Pädophilie floh er nur kurze Zeit später aus der Stadt. Belegt ist dies durch einen Brief des Johannes Trithemius an Johannes Virdung, in dem Virdung vor Faust gewarnt wird.
Kaiser Maximilian I., der Pfingsten 1508 in Boppard verbracht hatte, hielt sich im Juni 1508 auf der Weiterreise nach Speyer in Kreuznach auf und schrieb von dort an seine Tochter Margarete von Österreich, die Herzogin von Savoyen. Auch am 11. November 1512 besuchte der Kaiser „Creyzenach“.
Ab 1516 wurde von König Karl I. von Spanien – dem späteren Kaiser Karl V. – ein regelmäßiger wöchentlicher Kurs der Kaiserlichen Reichspost von Wien über Augsburg, Rheinhausen und Lieser nach Mechelen/Brüssel (Niederländischer Postkurs) eingerichtet, der über Wöllstein und Kreuznach (1587 erstmals als Station belegt) führen sollte.
Ende April 1523 kamen Pfalzgraf Ludwig V. von der Pfalz, Erzbischof Richard von Greiffenklau zu Vollrads von Trier und Landgraf Philipp I. von Hessen auf ihren Feldzug gegen Franz von Sickingen zu einem Kriegsrat in Kreuznach zusammen. Eine weitere Beratung der drei Fürsten in der Stadt fand am 25. Mai nach der Kapitulation der sickingischen Burg Ebernburg statt.
Nachdem der Reichstag zu Speyer ein Wiedertäufermandat verabschiedet hatte, wurde Philips von Langenlansshaim (Langenlonsheim) 1529 als Täufer in Kreuznach enthauptet. Dennoch verabredeten sich 1533 Täufer aus Hessen über interne Kanäle zu einer Versammlung in Kreuznach.
Kurfürst Friedrich III. „der Fromme“ von der Pfalz heiratete 1537 in Kreuznach Marie von Brandenburg-Kulmbach. Ihr damals 15-jähriger Bruder Markgraf Albrecht II. Alcibiades von Brandenburg-Kulmbach erkrankte im Anschluss an die Feier schwer. 1540 wurde in Kreuznach zwischen Pfalzgraf Johann II. von Simmern und Landgraf Philipp I. von Hessen der Ehevertrag für die Heirat von Pfalzgraf Georg von Simmern mit Landgräfin Elisabeth von Hessen geschlossen.
Auf der Fahrt zum Speyerer Reichstag empfing Kaiser Karl V. am 21. Januar 1544 in Kreuznach den päpstlichen Kardinallegaten Alessandro Farnese, der von Kanzler Nicolas Perrenot de Granvelle und seinem Neffen Kardinal Antoine Perrenot de Granvelle, dem Bischof von Arras, begleitet wurde. Auch am 14. Mai 1545 machte Kaiser Karl V. auf der Reise zum Reichstag zu Worms, den er zwei Tage später erreichte, in Kreuznach Station und übergab hier Melchior Zobel von Giebelstadt die Regalien als neuem Bischof von Würzburg. Im Zweiten Markgrafenkrieg, der auch die Nahegegend beeinträchtigte, erlitt Albrecht II. Alcibiades von Brandenburg-Kulmbach 1553 bei Kreuznach einen Jagdunfall.
Nachdem bereits 1556 in Kreuznach unter Leitung von Johannes Marbach eine kurpfälzische Kirchen-Visitation durchgeführt worden war, bei der zwei Täufer zum Widerruf genötigt wurden, wurde 1557 nach dem Tod des Inhabers der Kreuznacher Pfarrpfründe, Wild- und Rheingraf Jakob von Dhaun-Kyrburg zu Salm († 1557), von Kurfürst Ottheinrich von der Pfalz die Reformation eingeführt.

#### Kreuznacher Ärzte in der Frühen Neuzeit
Im Jahre 1561 gab Achates Cornarius († 1573) als Stadtmedicus in Kreuznach eine lateinische Gesamtausgabe des antiken Philosophen Platon heraus, die sein Vater, der Arzt und Humanist Janus Cornarius zusammengestellt hatte. Philipp Schopf amtierte von 1575 bis Ende 1581 als Stadtarzt in Kreuznach. Er veröffentlichte allgemeinverständliche Ratgaber zu Prophylaxe und Therapie bei Aussatz und Pest. Der spätere Heidelberger Universitätsrektor Lubertus Esthius (1569–1606) war ab etwa 1594  Stadtphysikus in Kreuznach. Er traf einen seiner Vorgänger im Amt, den zweibrückischen und hessischen Leibarzt und „Rat von Haus aus“ Erhard Neuphart (* um 1517; † um 1597), noch lebend in Kreuznach an. Im Jahre 1600 wirkten Karl Hügel (* um 1535; † vor 1613) und sein Studienfreund Christophorus Epstein († 1615) als Ärzte in Kreuznach.

Älteste (altkolorierte) Stadtansicht von Kreuznach mit „Wunderzeichen“ (Haloerscheinung), Holzschnitt 1592

Postmeister Jakob Henot richtete 1580 eine zweite „Postgasse“ von Köln über Bonn und Remagen nach Wöllstein/Kreuznach zum dortigen Anschluss an die taxis’sche Post nach Brüssel ein. Im Truchsessischen Krieg wurde 1588 der Kreuznacher Frühjahrs-Jahrmarkt abgesagt, als das spanische Söldnerregiment „Saint-Bellemont“ des Gérard de Reinach-Montreux († 1596) plündernd entlang der Mosel zum Rhein zog. Eine Haloerscheinung über der Stadt am 15. Märzjul. / 25. März 1592greg., die 10 Tage zuvor ähnlich auch im entfernten Wittenberg beobachtet wurde, erregte große Aufmerksamkeit. 1601 wurde die kostbare Sponheimer Klosterbibliothek, die im Landshuter Erbfolgekrieg nach Kreuznach gebracht worden war, in die kurfürstliche Bibliothek nach Heidelberg überführt.
Nach dem „Verzeichnis aller Herrlich- und Gerechtigkeiten der Stätt und Dörffer der vorderen Grafschaft Sponheim im Ampt Creutznach“ von 1601, das der kurpfälzische Oberamtmann Johann von Eltz-Blieskastel-Wecklingen (1553–1610) angelegt hat, hatte die Stadt 807 Hofstätten und war der Sitz eines Hofgerichtes, das durch die „Freidörfer“ Waldböckelheim, Wöllstein, Volxheim, Braunweiler, Mandel und Roxheim, die dafür von dem Zoll zu Kreuznach befreit waren, mit Schöffen beschickt werden musste. 1604 eröffnete der taxis’sche Postmeister Johann von Coesfeld gen. zum Bach einen Postkurs Straßburg-Worms-Kreuznach. Das Thurn- und Taxis’sche Postgebäude befand sich in der Alten Poststraße 27.

#### Dreißigjähriger Krieg
Während des Dreißigjährigen Krieges wurde die Stadt wechselseitig eingenommen,
- von kaiserlich-spanischen Truppen des Generals Marqués Ambrosio Spinola unter Wilhelm Ferdinand von Effern († um 1628) am 31. Augustjul. / 10. September 1620greg.. Spinola nahm 1620/21 sein Winterquartier in der Stadt. Katharina Belgica von Oranien-Nassau reiste 1621 dorthin zu ihm, um Schonung für die Grafschaft Hanau-Münzenberg zu erbitten. General Gonzalo Fernández de Córdoba, dem Spinola das Kommando in der Unterpfalz übergeben hatte, verschanzte sich nach der Belagerung von Frankenthal im Herbst 1621 in Kreuznach, Oppenheim und Alzey, als er von den Truppen Ernsts II. von Mansfeld bedrängt wurde.[132] Als Generalgouverneure der Unterpfalz residierten in Kreuznach ab April 1623 bis Januar 1629[133] Don Guillermo (Guilelmo, Wilhelm) de Verdugo di Fauleria (1578–1629), Freiherr zu Böhmisch-Mascha, Duppau und Neprowitz,[134] danach Don Philipp de Sylva († 1644)[135] und bis Februar/März 1632 Louis de la Tour. Ziviler „Superintendant“ wurde Claude de Humyn (1581–1639) aus Bastogne. Die Statthalterin der spanischen Niederlande Isabella Clara Eugenia von Spanien sandte 1626 und 1631 den Generalkommissar der Franziskaner für Deutschland und die Niederlande Joseph Bergaigne (1588–1647) nach Kreuznach, um Meinungsverschiedenheiten zwischen den Generalgouverneuren und dem Oberbefehlshaber Spinola zu schlichten.[136]

Belagerung und Angriff von Gustav II Adolf im Dreißigjährigen Krieg, 1632. Matthias Merian in Danckerts Historis 1642.

- von schwedischen, britischen, französischen und deutschen Truppen unter König Gustav II. Adolf am 20. Februarjul. / 1. März 1632greg. (die Burg kapitulierte am 23. Februarjul. / 4. März 1632greg.). Oberst Johann Georg aus dem Winckel (1596–1639) befehligte die Fußtruppen (das „Blaue Regiment“); acht oder neun Offiziere und etwa 250 Soldaten Gustavs II. Adolf fielen, ungefähr 175 weitere wurden verwundet, darunter Lord William Craven, 1. Earl of Craven (1608–1697) und Sir Francis Fane of Fulbeck (* um 1611; † 1680).[137] 12 Kompanien spanischer Kavallerie unter Generalkommissar Don Lucas Caïro, die kurz darauf bei Kreuznach die Nahe überquerten, wurden am 12. Apriljul. / 22. April 1632greg. von General Otto Ludwig von Salm, Wild- und Rheingraf zu Kyrburg und Mörchingen bei Nieder-Saulheim geschlagen.[138] Mitte Juli 1632 kam Generalfeldmarschall Gustaf Horn auf dem Weg von der Mosel nach Mainz mit seinen Truppen durch Kreuznach.[139]
Kommandanten der Stadt wurden die Schotten Oberst Alexander Ramsay († 1634) und Oberstleutnant George Douglas of Torthorwald-Mordington († 1635).[137][140] Julius Wilhelm Zincgref wurde 1632 vom alliierten Pfalzgrafen Ludwig Philipp zum Kreuznacher Landschreiber bestellt. Ende 1634 lag das schottische Regiment von General-Lieutenant Patrick Ruthven (Rüdwen) of Bandean (Ballendean) (* um 1573; † 1651), später Baron Ruthven of Ettrick (1639), Earl of Forth (1642) und Earl of Brentford (1644), in der Stadt,
- von kaiserlichen Truppen, die am 14. Juli 1635 kurzzeitig in die Stadt eindrangen, aber von der Schlossbesatzung wieder vertrieben wurden; sachsen-weimarische und französische Truppen unter Herzog Bernhard von Sachsen-Weimar und Kardinal Louis de Nogaret de La Valette d’Épernon, die mit den Schweden verbündet waren, kamen am 27. Julijul. / 6. August 1635greg. und auf ihrem Rückzug am 9. Septemberjul. / 19. September 1635greg. durch die Stadt; der letzte „schwedische“ Kommandant Kreuznachs war Oberst Johann Georg Stauff (1603–1683; 1661 geadelt) aus Dirmstein,
- von kaiserlich-spanischen und -kroatischen Truppen unter General Matthias Gallas am 20. Dezember 1635; die Burg wurde nach einer Waffenstillstands-Vereinbarung vom 30. Dezember 1635jul. / 9. Januar 1636greg. zwischen Oberst Stauff und dem badischen Obristlieutenant Bernhard Studnitzky von Beneschau (Studnický z Benešova) noch bis zum Mai 1636 von den Schweden gehalten. In der Stadt lagen Regimenter des Markgrafen Wilhelm von Baden, als neutraler Ort wurde sie unter gemeinschaftliche Regierung von Baden und Pfalz-Simmern gestellt, Stadtkommandant wurde der badische Oberstwachtmeister Ladislaus Podstatzký von Prussinowitz († 1637),
- von französischen und sachsen-weimarischen Truppen unter dem Herzog Henri II. d’Orléans-Longueville am 11. Novemberjul. / 21. November 1639greg., nachdem der Kommandant der Stadt, Nikolaus Braun von Schmidtburg zu Schweich, zu ihnen übergelaufen war. Hugo Grotius berichtet, dass Longuevilles Geschütze Anfang 1640 durch langanhaltenden Frost in Kreuznach festgehalten wurden,[141]
- von kaiserlich-bayerischen und -spanischen Truppen des Feldmarschalls Guillaume de Lamboy unter dem „Schillerhaas“ Generalfeldwachtmeister Gilles de Haes (1597–1657). Nachdem ein Angriff im März 1641 noch abgeschlagen worden war, begann die Belagerung am 17. Maijul. / 27. Mai 1641greg.. Zuerst kapitulierte die Altstadt, am 27. Maijul. / 6. Juni 1641greg. auch die Neustadt und am 2. Junijul. / 12. Juni 1641greg. die Festung.[142] Die Belagerung und Erstürmung wurde von de Haes' Offizieren Giulio Antonio Frangipani (1606–1656),[143] Kommandant des Regiments Beck, Graf Gerolamo II. von Lodron-Laterano (* um 1620; † 1657), Don Francisco del Hierro,[144] Claude-François d'Iselin de Lanans (Claudius Franz de Lannoy) († 1650), Franz Paradeiser zu Neuhaus und Gradisch († 1659),[145] John Henderson († nach 1645), Eichhorn,[146] Zeiler von einem kurmainzischen Regiment, Camillo Gonzaga, Marchese di Mantova (1600–1659),[147] Inhaber des Regiments „Mantoue“ zu Fuß, und Christian (Adrian) von Henning angeführt,[148]
- von den Franzosen unter Marschall Henri de La Tour d’Auvergne, vicomte de Turenne am 25. Oktoberjul. / 4. November 1644greg. (die Burg wurde noch bis zum 16. Dezemberjul. / 26. Dezember 1644greg. von den Bayern gehalten) durch den französischen Maréchal de camp Guy de Bar (1605–1695), übergeben an Pfalz-Simmern.

Die Stadt wurde dabei schwer in Mitleidenschaft gezogen, die Bevölkerung verringerte sich von ehemals ca. 8000 auf ca. 3500 Einwohner. „Er ist zu Kreuznach geboren“ wurde sprichwörtlich für jemanden, der mit viel Elend zu kämpfen hat.
Zum 4. Januarjul. / 14. Januar 1650greg. fand ein von Pfalz-Simmern ausgeschriebener und nur von evangelischen Ständen besuchter Kreistag des Oberrheinischen Kreises in Kreuznach statt, auf dem Beschwerden der Kreisstände an den Kaiser über die Lage des Kreises und die Garnisonen ausländischer Mächte verabschiedet wurden. Die französische Garnison zog erst am 14. Julijul. / 24. Juli 1650greg. aus Kreuznach ab.
Am 9. Augustjul. / 19. August 1663greg. wurde die Stadt von einem außergewöhnlich starkem Nahehochwasser heimgesucht. Im Pfälzischen Wildfangstreit (1664–1666) blieb die Stadt verschont, obwohl lothringische Truppen vor ihre „schlechte Maur und … bißweilen biß vor die Thor“ gekommen waren.
Im November 1676 vereinigten sich bei Kreuznach die Truppen des kaiserlichen Generalmajors Johann Heinrich von Dünewald und Herzogs Georg Wilhelm von Braunschweig-Lüneburg-Celle während des Holländischen Krieges vor ihrem Angriff auf Zweibrücken. Johann Georg III. von Sachsen überquerte mit seinen sächsischen Hilfstruppen, die das kaiserliche Heer im Krieg gegen Frankreich unterstützten, am 5. Mai 1677 auf dem Zug nach Lothringen bei Kreuznach die Nahe.

#### Pfälzischer Erbfolgekrieg
Im Pfälzischen Erbfolgekrieg wurde die Stadt am 1. Oktoberjul. / 11. Oktober 1688greg., die Kauzenburg am 8. Oktoberjul. / 18. Oktober 1688greg. von Marschall Louis-François de Boufflers erobert. Französischer Stadtkommandant wurde der spätere Marschall von Frankreich Léonor-Marie du Maine, comte du Bourg (1655–1739). Die Stadtbefestigung und die Burg wurden im Mai 1689 unter seinem Kommando durch französische Truppen des Brigadiers Ezéchiel de Mélac bzw. des Generalleutnants Nicolas du Blé, Marquis d’Huxelles geschleift und die Stadt weitgehend zerstört. Am 8. Oktoberjul. / 18. Oktober 1689greg. wurden die Kreuznacher Kirchen durch die Franzosen niedergebrannt. 1691 wurde der Stadt die Reparatur der Stadttore und die Versehung „mit Gewöhr“ erlaubt, weil sie von marodierenden Vagabunden bedroht wurde.
Am 3. Septemberjul. / 13. September 1697greg. überschritten die Truppen des Markgrafen Ludwig Wilhelm von Baden auf ihrem Zug zur Eroberung der Ebernburg in Kreuznach die Nahe. Der Scharfrichter seines Generalstabs wurde wegen eines Verbrechens am 5. Septemberjul. / 15. September 1697greg. in der Stadt hingerichtet.
Im Jahre 1698 gab die rhein- und wildgräfliche bzw. fürstlich salm-kyrburgische Familie die Rechte an der Kreuznacher Osterburg mit allem Zubehör an die Kurpfalz ab.

#### 18. Jahrhundert

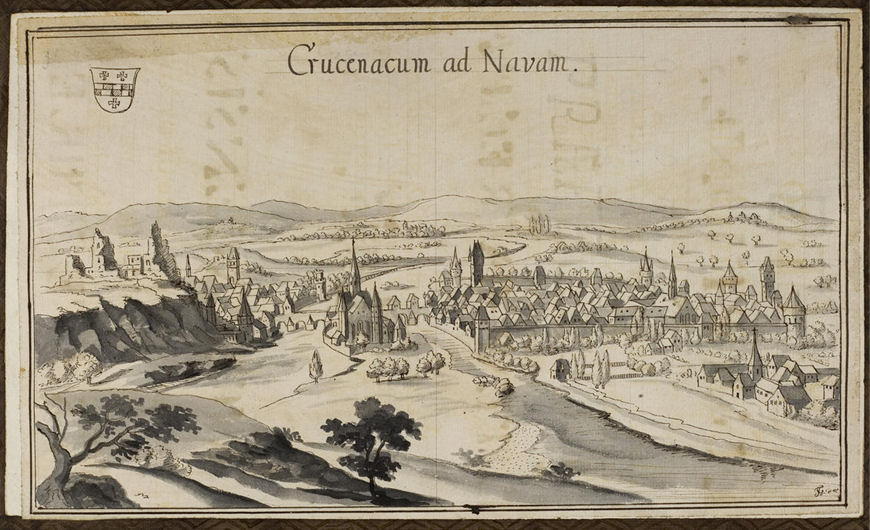
Zeichnung „Crucenacum ad Navam“, um 1747, von Theodor Gottfried Thum, aus dem Thesaurus Palatinus des Johann Franz Capellini von Wickenburg

Während des Spanischen Erbfolgekrieges kam ein am 20. Mai 1705 in Kreuznach geplantes Treffen von John Churchill, 1. Duke of Marlborough mit Markgraf Ludwig Wilhelm von Baden, dessen Verbündeter er war, wegen dessen Verwundung nicht zustande, sondern wurde nach Rastatt verlegt. Marlborough schrieb am 24. Mai dem Kurfürsten Georg Ludwig von Braunschweig-Lüneburg aus Kreuznach. Im Juni hielt sich Graf Julius Heinrich von Friesen (1657–1706) als Heerführer des Markgrafen drei Tage mit seinen Truppen in der Stadt auf.
Ab 1708 gehörte Kreuznach vollständig zur Kurpfalz mit Ausnahme des Oranienhofes vor der Stadtmauer, der Teil der 1707 gebildeten Reichsgrafschaft Wartenberg blieb.
Am 13. Mai 1725 wurde Kreuznach nach einem Wolkenbruch bei Bockenau und Hagelgewitter von einem extremen Hochwasser der Ellerbach heimgesucht, bei dem 31 Menschen ums Leben kamen, 300 bis 400 Stück Vieh ertranken, zwei Häuser völlig zerstört, viele beschädigt und Teile der Stadtmauer eingerissen wurden.
Unter Kurfürst Karl Philipp von der Pfalz wurde 1729 die Saline Karlshalle zur Salzgewinnung gebaut, unter Kurfürst Karl Theodor 1743 die Theodorshalle. Der kurpfälzische Generalsalzdirektor Freiherr Joachim Friedrich von Beust (1697–1771) führte in Kreuznach Dorngradierwerke zur wirtschaftlicheren Steigerung der Salzkonzentration ein.
Im März 1745 zogen im Österreichischen Erbfolgekrieg Truppen des französischen Generalleutnants Graf Ulrich von Löwendal, die die Mittelrheinarmee des Marschalls Jean-Baptiste Desmarets, marquis de Maillebois im Rhein-Main-Gebiet als Nachschub verstärken sollten, aus Trier kommend durch die Stadt.
Prinzessin Henriette Amalie von Anhalt-Dessau erwarb ab 1766 in Kreuznach und Umgebung Grundbesitz im Wert von 46.207 Gulden (unter anderem Hundheim’sche Güter mit Hundheimer Hof (später „Dessauer Hof“, heute Stadthaus) und Kilians Garten, Rittergut Bangert (später „Dessauer“ oder „Amalienschloss“) in der heutigen „Dessauer Straße“, Kammeralgut auf dem Kauzenberg mit der Kauzenburg, Koppensteiner-Cramm’sches Gut in Mandel, die sogenannten Wambold’schen Güter bei Hackenheim: Bonnheimer Hof und Hackenheimer Hofgut), den sie testamentarisch der Amalienstiftung in Dessau vermachte. Die Güter wurden 1799 von der französischen Verwaltung unter Sequestration gestellt und anschließend versteigert.
An der Gründung der Freimaurerloge Zum wiedererbauten Tempel der Bruderliebe in Worms nahmen 1781 auch Kreuznacher Freimaurer teil. Bereits 1775 hatte die in Frankfurt am Main gegründete Großkompturei (Präfektur) der rheinischen Freimaurerlogen (8. Provinz) der strikten Observanz (Hochgradfreimaurerei) den Namen „Kreuznach“ erhalten.
Im extremen Winter 1783/84 wurde die Stadt am 27./28. Februar 1784 durch Eisgang und Hochwasser schwer beschädigt; der Apotheker Johann Daniel Riem (1730–1784) und der Sohn seines Nachbarn Speyer kamen beim Einsturz seines Hauses „Zum weißen Schwan“ in den Fluten um.
Alexander von Humboldt und Stephan Jan van Geuns (1767–1795) besuchten die Saline Theodorshalle 1789 auf einer halurgischen Studienreise.

#### Französische Zeit
Im Gefolge der Unruhen, die nach der Französischen Revolution auch in Deutschland auftraten, veranstalteten 1789 die Zünfte in Kreuznach einen förmlichen Kongress und stellten sich gegen den Magistrat. Im Verlauf des Ersten Koalitionskriegs (1792–1797) kamen im Juni/Juli 1792 bis zu 1200 französische Emigranten nach Kreuznach, darunter auch Louis V. Joseph de Bourbon, prince de Condé. Im Oktober 1792 besetzten französische Truppen unter General Adam-Philippe de Custine das Land um Kreuznach, wo sie sich bis zum 28. März 1793 aufhielten. Die Stadt wurde kurzzeitig am 4. Januar und dann wieder am 16. Oktober 1794 von französischen Truppen unter General François Séverin Marceau besetzt. Vor dem Frieden von Basel vom 5. April 1795 fanden im Juli 1794 in Kreuznach und Basel durch Vermittlung des Kreuznacher Kaufmanns Gerhard Heinrich Schmerz (1740–1810) Geheimverhandlungen zwischen dem preußischen Feldmarschall Wichard von Möllendorff und der Französischen Republik statt. Möllendorf verlegte im August sein Hauptquartier von Flonheim nach Kreuznach.
Vom 30. Oktober bis zum 1. Dezember 1795 hielten Reichstruppen der von Friedrich August Joseph von Nauendorf und Paul Kray von Krajowa geführten Niederrhein-Armee unter Rheingraf Karl August von Salm-Grumbach (1742–1800) die Stadt, wehrten dabei am 11. November in einem heftigen Gefecht einen Einfall der Franzosen unter General Marceau in die Stadt ab, wurden aber von den Marschällen Jean-Baptiste Jourdan und Jean-Baptiste Bernadotte in blutigen Kämpfen zunächst wieder aus Kreuznach vertrieben. Die Stadt hatte in dieser Zeit schwer unter Plünderungen und Kontributionen zu leiden. Am 1. Dezember 1795 zog eine Division unter General André Poncet (1755–1838) in die Stadt ein. Nach dem Abzug der Franzosen am 13. Dezember wurde sie von einem österreichischen Bataillon unter Hauptmann Alois Graf Gavasini (1759–1834) besetzt, das am 30. Mai 1796 wieder abzog. Am 9. Juni 1796 wurde die Stadt wiederum von den Franzosen besetzt. Der Kommandant des Corps d'armée du Hundsruck der französischen Sambre- und Maas-Armee, General René Charles Élisabeth de Ligniville (1760–1813), errichtete in Kreuznach im Herbst 1796 sein Hauptquartier.
Kreuznach wurde 1796 Sitz einer französischen Bezirksregierung, die im November/Dezember 1797 vorübergehend nach Alzey verlegt wurde. Im Zusammenhang der Bestrebungen zur Bildung einer Cisrhenanischen Republik wurde auch in Kreuznach am 22. September 1797 – anlässlich der Fünfjahresfeier zur Gründung der Ersten Französischen Republik – von republikanisch gesinnten Klubisten ein Freiheitsbaum aufgestellt.
Nach dem Frieden von Campo Formio wurde Kreuznach am 4. November 1797 zusammen mit allen linksrheinischen Gebieten von der Französischen Republik annektiert, völkerrechtlich bestätigt mit Wirkung zum 9. März 1801 im Frieden von Lunéville. Am 23. Januar 1798 wurden die Stadtteile nördlich der Nahe dem Arrondissement Simmern im Département de Rhin-et-Moselle (Rhein und Mosel), die südlichen Stadtteile dem Arrondissement Birkenfeld im Département du Mont-Tonnerre (Donnersberg) zugeordnet. Unterpräfekt in Simmern wurden 1800 Andreas van Recum und 1806 Ludwig von Closen (1752–1830), Kreuznacher Maire waren ab 1800 Franz Joseph Potthoff (1755–1827) und ab 1806 Karl Joseph Burret (1761–1828).

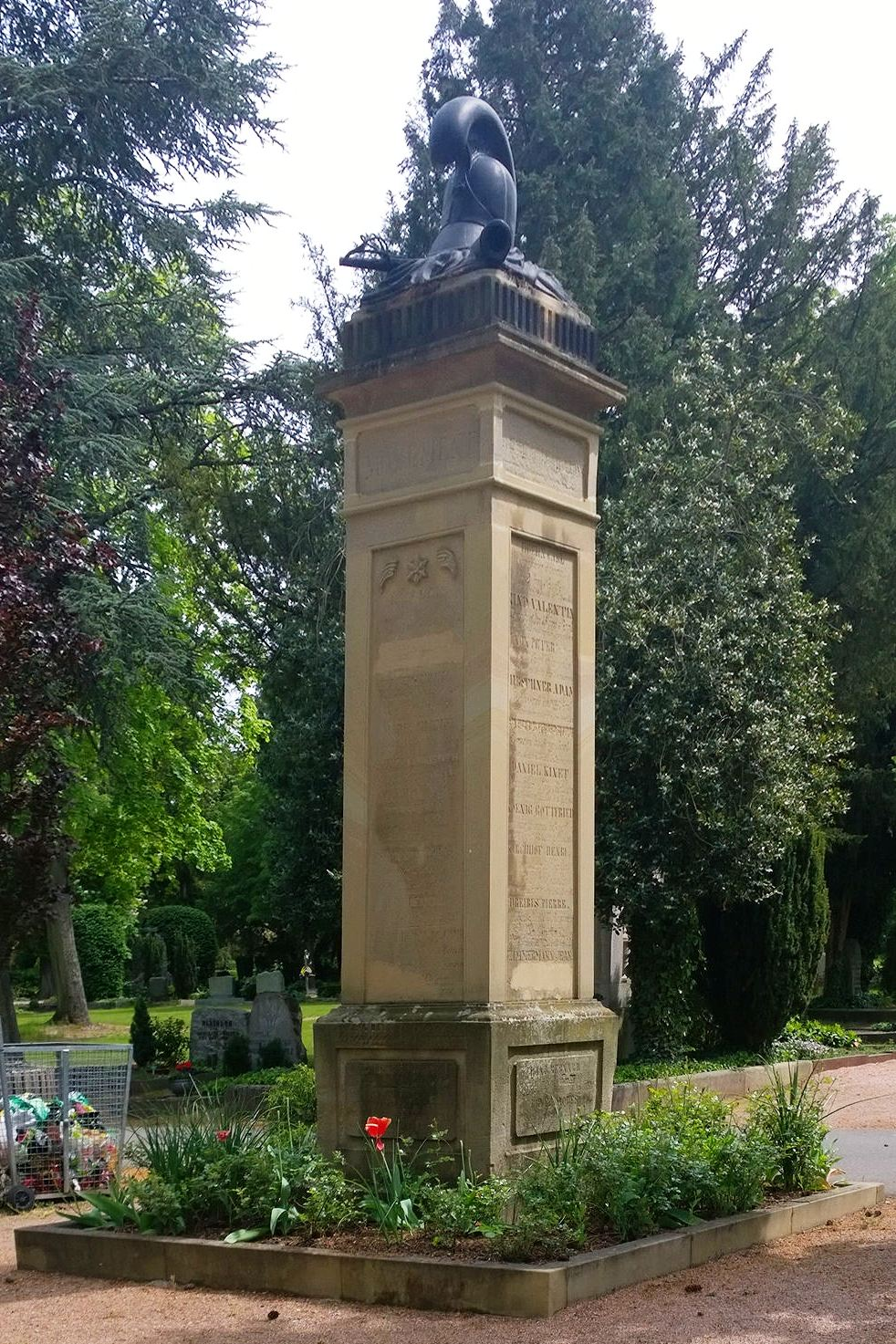
Napoleonstein auf dem Friedhof Mannheimer Straße, 1842

Am 20. September und am 5. Oktober 1804 besuchte der französische Kaiser Napoleon Bonaparte Kreuznach. „So wohlgelaunt ist er vielleicht in wenigen Teutschen Städten empfangen worden, als hier“, berichtete ein Zeitzeuge. Aus Anlass seines Sieges in der Schlacht bei Austerlitz wurde im Januar 1806 in den katholischen Kirchen auf Anordnung des Bischofs von Aachen Marc-Antoine Berdolet, dessen Bistum Kreuznach von 1801 bis 1821 zugeordnet war, ein feierliches Te Deum abgehalten. Napoleon schenkte 1808 die beiden Kreuznacher Salinen seiner Lieblingsschwester Pauline. 1809 wurde von van Reccum die Kreuznacher Freimaurerloge „Les amis réunis de la Nahe et du Rhin“ gegründet, die zunächst nur bis 1814 bestand, aber 1858 wiedergegründet wurde. Zu Ehren Napoleons wurde 1810 der Termin des Kreuznacher Jahrmarktes von Maire Burret auf den Sonntag nach dessen Geburtstag (15. August) festgelegt. Am Russlandfeldzug 1812 Napoléons nahmen auf französischer Seite auch Kreuznacher teil, für die 1842 ein noch heute auf dem Friedhof „Mannheimer Straße“ existierendes Ehrenmal errichtet wurde.
Die anschließenden Befreiungskriege beendeten die französische Herrschaft. Nach dem Rheinübergang bei Kaub schlug der preußische Feldmarschall Gebhard Leberecht von Blücher sein Hauptquartier am 4./5. Januar 1814 im später sogenannten „Blücherhaus“ am Kornmarkt (Mannheimer Straße 114) in Kreuznach auf.

#### Vom Wiener Kongress bis zum Ersten Weltkrieg

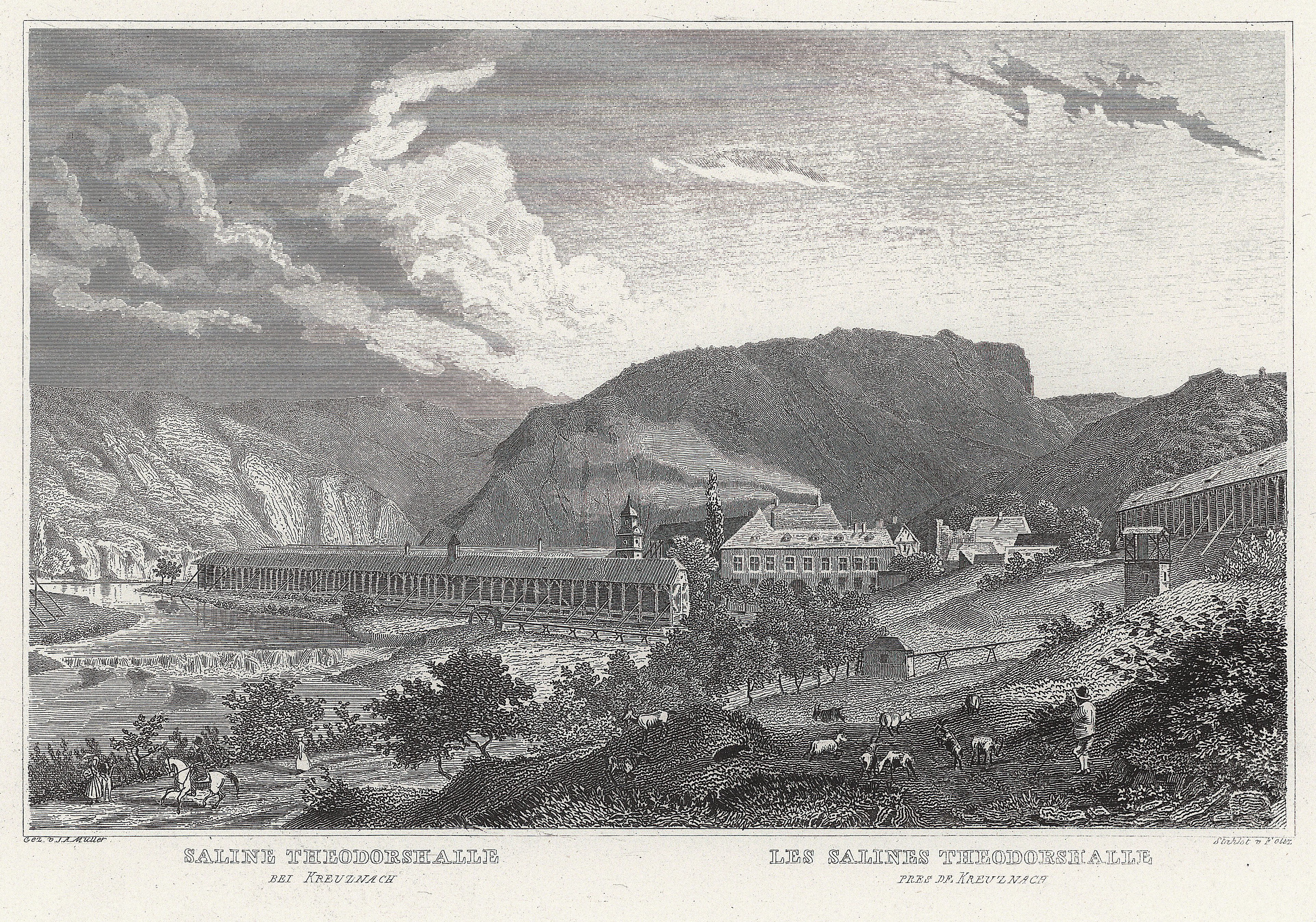
Die Saline Theodorshalle im 19. Jh.

Bis zur dauerhaften Neuordnung durch den Wiener Kongress stand das Gebiet südlich der Mosel vom 16. Juni 1814 an unter der Verwaltung einer bayerisch-österreichischen „Gemeinschaftlichen Landes-Administrations-Kommission (LAK)“ mit Sitz in Kreuznach. Als Folge des Ersten Pariser Friedens kam Kreuznach zum Königreich Preußen und gehörte vom 28. Mai 1815 an zur Provinz Großherzogtum Niederrhein (ab 1822 Rheinprovinz). Die bayerisch-österreichische LAK wurde im Juni 1815 nach Worms verlegt. Kreuznach wurde Grenzstadt zum Großherzogtum Hessen im Osten und zum bayerischen Rheinkreis im Süden in dem am 22. April 1816 neu gebildeten preußischen Regierungsbezirk Koblenz. Das Dreiländereck befand sich von 1815 bis 1945 am Zusammentreffen der Gemarkungen Bad Kreuznach, Altenbamberg und Frei-Laubersheim in der Nähe des „Schäferplacken“.
Die beiden Kreuznacher Salinen waren von 1816 bis 1897 großherzoglich-hessische Domänen, die aber seit dem Friedensvertrag von 1866 preußischen Mitbestimmungsrechten unterlagen. 1817 eröffnete Johann Erhard Prieger die erste Badestube mit solehaltigem Wasser und bildete die Grundlage für den schnell wachsenden Kurbetrieb.
1834 gründete Josef Stöck von der Mainzer Auswandereragentur Strecker, Klein & Stöck, die Ländereien in Tennessee erworben hatte, ein Büro in Kreuznach. Viele Kreuznacher wanderten im 19. Jahrhundert nach Nordamerika, England oder Brasilien (Rio Grande do Sul) aus.

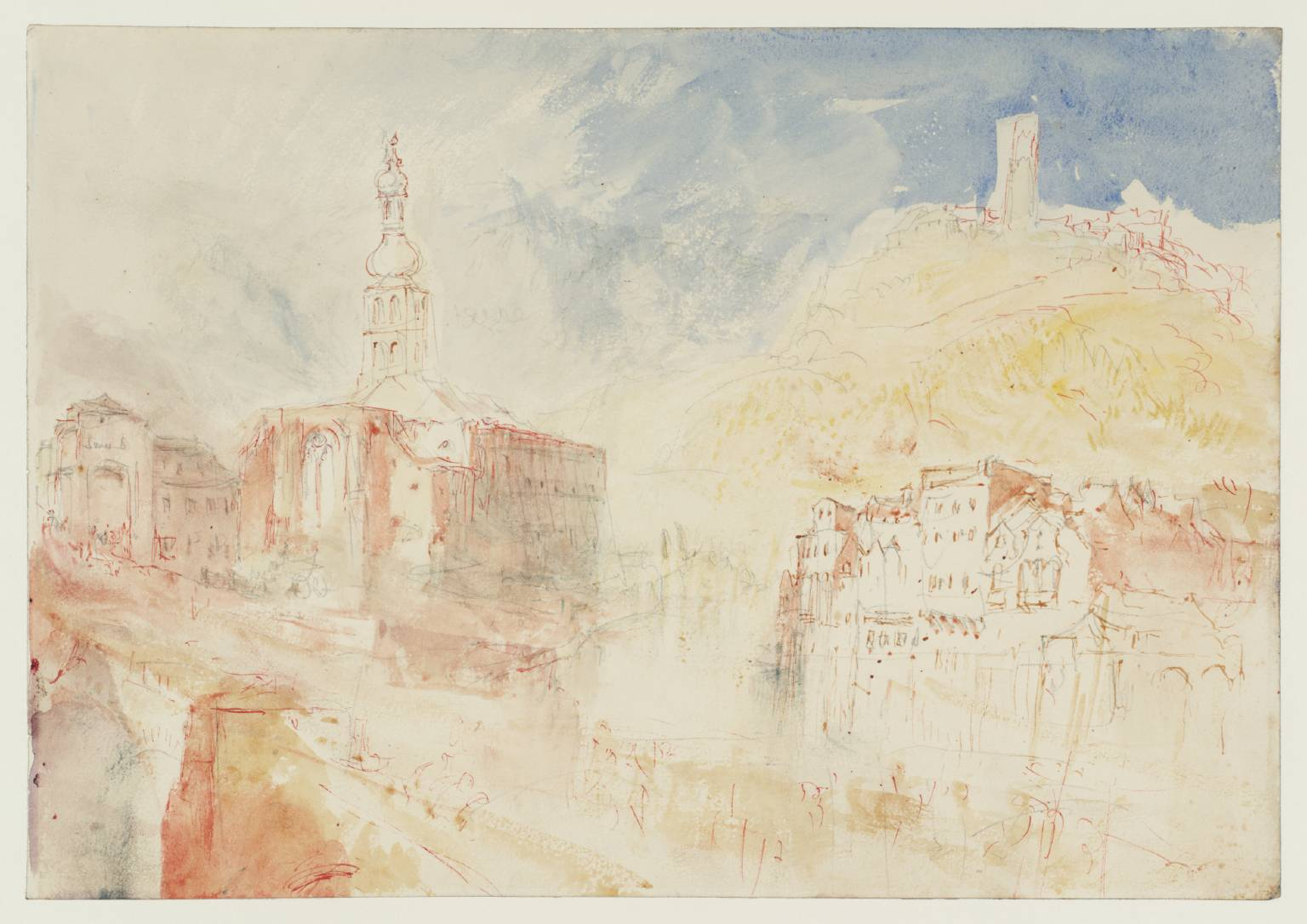
William Turner, Skizze Kreuznach an der Nahe, 1844

Im Jahre 1843 heiratete Karl Marx in Kreuznach, vermutlich in der 1698 bis 1700 errichteten, 1968 bis auf den Turm abgerissenen Wilhelmskirche, Jenny von Westphalen. In Kreuznach verfasste er 1843 auch wesentliche Teile seiner Schrift Zur Kritik der Hegelschen Rechtsphilosophie.
Im Frankfurter Vorparlament 1848 waren unter 141 preußischen Vertretern die Kreuznacher Stadträte Rechtskonsulent Eduard Wilhelm Eberts (1808–1864) und Apotheker Bernhard Laist.
Clara Schumann, die in Kreuznach kurte, und ihre Halbschwester Marie Wieck gaben 1860 ein Konzert im Kurhaus.
Durch den Bau der Nahetalbahn von Bingerbrück nach Saarbrücken 1858/60 wurde die Grundlage zur Industrialisierung der Stadt geschaffen. Dies führte, zusammen mit dem immer stärker aufkommenden Kurbetrieb, nach Jahren der Stagnation zu einem Entwicklungsschub für die Stadt. Allerdings wurde die Bahn nicht nur der Industrie und des Kurbetriebs wegen gebaut, sondern auch als Nachschubstrecke für einen erwarteten Krieg mit Frankreich. Zuvor standen sich aber 1866 an Kreuznachs Stadtgrenze Preußen und Bayern noch einmal feindlich gegenüber. Davon nicht beeinflusste Überlegungen führten dazu, dass noch vor dem Ersten Weltkrieg eine zweite Bahnlinie, die „strategische Bahn“ von Bad Münster über Staudernheim, Meisenheim, Lauterecken und Kusel nach Westen geführt wurde und Bad Kreuznach damit zu einem bedeutenden Verteiler für Transporte nach Westen machte. Erst um 1950 wurde diese Strecke in Teilen abgebaut und schließlich stillgelegt. Heute dient sie zwischen Staudernheim und Kusel einer touristischen Attraktion, der Draisinenbahn.

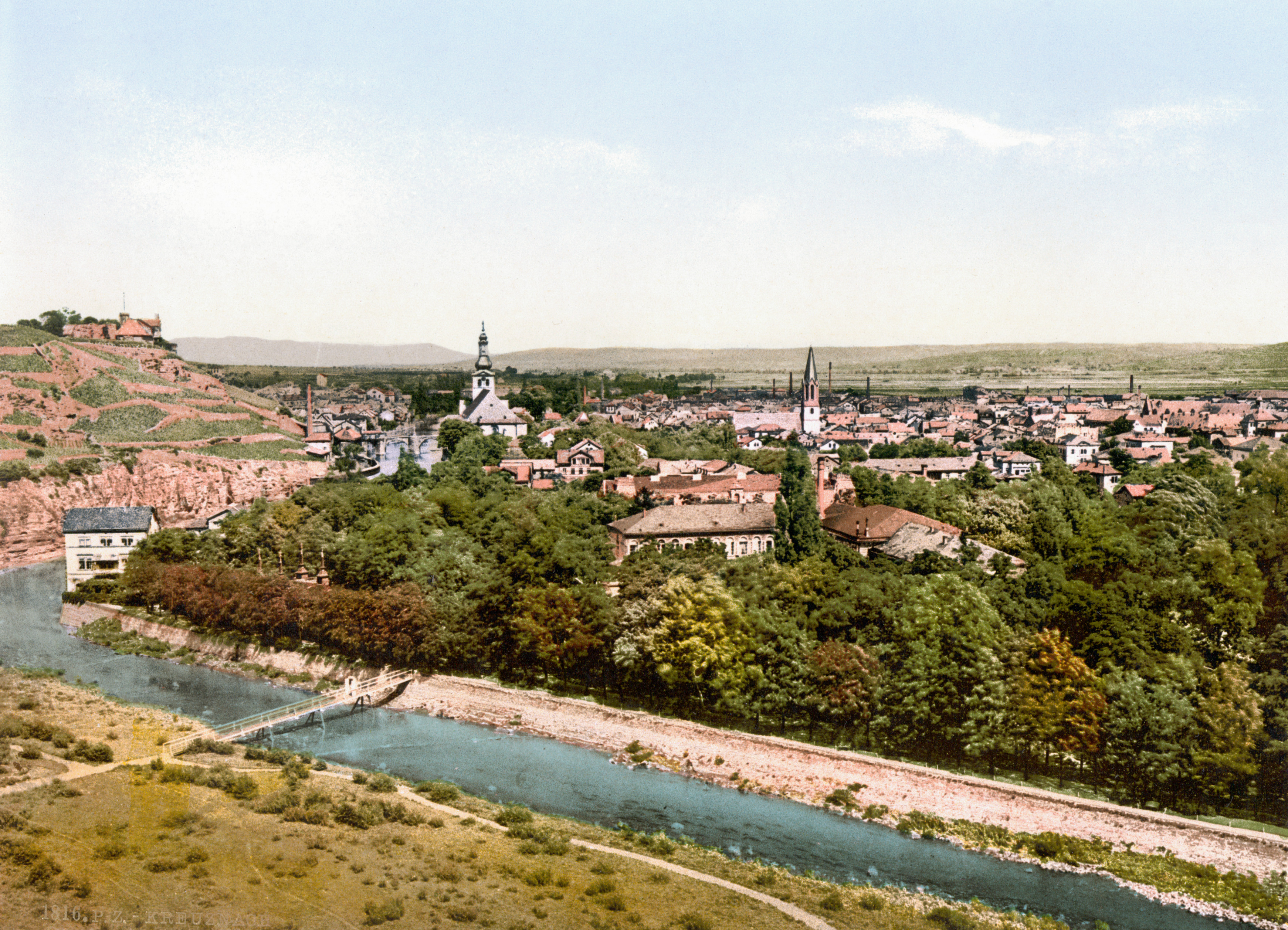
Blick über die Stadt, um 1900

1891 ließen sich drei Ordensbrüder der Franziskanerbrüder vom Heiligen Kreuz in Kreuznach nieder. Sie übernahmen 1893 das Krankenhaus Kiskys-Wörth, welches seit 1905 den Namen St. Marienwörth trägt. Seit 1948 führen sie dies gemeinsam mit den Schwestern der Kongregation der Mägde Mariens von der Unbefleckten Empfängnis, heute als Krankenhaus der Regelversorgung.
1901 zog das 1889 in Sobernheim gegründete II. Rheinische Diakonissen-Mutterhaus unter seinem Vorsteher Pfarrer Hugo Reich nach Kreuznach um (heute Stiftung kreuznacher diakonie).
Der Apotheker Karl Aschoff entdeckte 1904 den Radongehalt der Kreuznacher Sole und führte daraufhin die bereits zuvor schon im böhmischen Sankt Joachimsthal praktizierte Radium-Therapie ein, auch Radontherapie. Bad Kreuznach wurde ungeachtet seiner weitaus geringeren Radonwerte neben dem sächsischen Bad Brambach und Bad Gastein im Salzburger Pongau zu einem „Radiumheilbad“. 1912 wurde ein Radon-Inhalatorium in Betrieb genommen, in das die stärker radonhaltige Luft aus einem alten Bergwerkstollen im Kauzenberg eingeleitet wurde. Das Inhalatorium wurde 1945 zerstört. 1974 erfolgte der Ausbau des Stollens selbst zum Therapieraum. Bis heute dient Radoninhalation als natürliches Schmerzmittel bei rheumatischen Erkrankungen.
Im Ersten Weltkrieg wurde sowohl das Kreuznacher Kurhaus wie auch weitere Hotels und Villen seit dem 2. Januar 1917 zum Sitz des Großen Hauptquartiers von Kaiser Wilhelm II. Im Kurhaus nahm der Kaiser seinen Wohnsitz. Als Generalstabsgebäude wurde das Hotel Oranienhof genutzt. Im Kurhaus wurden am 23. April und am 17./18. Mai 1917 die Kreuznacher Kriegszielkonferenzen abgehalten. Am 29. Juni empfing der Kaiser hier den Nuntius Eugenio Pacelli, der eine päpstliche Friedensbotschaft übermittelte. Im Oranienhof trafen sich am 19. Dezember 1917 General Mustafa Kemal Pascha, besser bekannt als Atatürk („Vater der Türken“) und später Präsident einer streng laizistischen Türkei, Kaiser Wilhelm II., Hindenburg und Ludendorff zu Gesprächen. Erst ein extremes, winterliches Hochwasser an der Nahe im Januar 1918 führte zur Verlegung der Obersten Heeresleitung in das belgische Spa.

#### Weimarer Republik und Zeit des Nationalsozialismus
Nach dem Ende des Krieges besetzten französische Truppen bis 1930 das Rheinland und auch die Stadt, deren große Hotels danach mehrheitlich dem Abbruch verfielen.
Seit 1924 darf Kreuznach die Bezeichnung Bad führen. Der „Bund rheinischer Dichter“, eine Vereinigung von etwa 130 Schriftstellern der Weimarer Republik, 1926 formlos gegründet und 1933 aufgelöst, konstituierte sich auf einer Arbeitstagung im Bad Kreuznacher Kurhaus 1930 unter dem Vorsitz von Alfons Paquet als e. V.
Nach der NS-Machtübernahme 1933 organisierte unter anderem der Gewerkschafter Hugo Salzmann Widerstand gegen die Nationalsozialisten. Trotz Inhaftierung überlebte Salzmann die Nazi-Zeit und saß nach 1945 für die KPD im Stadtrat. Die nach Kriegsbeginn noch verbliebenen Juden aus dem Kreis Kreuznach wurden 1942 auf Anweisung der Kreisleitung ins frühere Kolpinghaus gebracht und am 27. Juli von dort nach Theresienstadt deportiert.

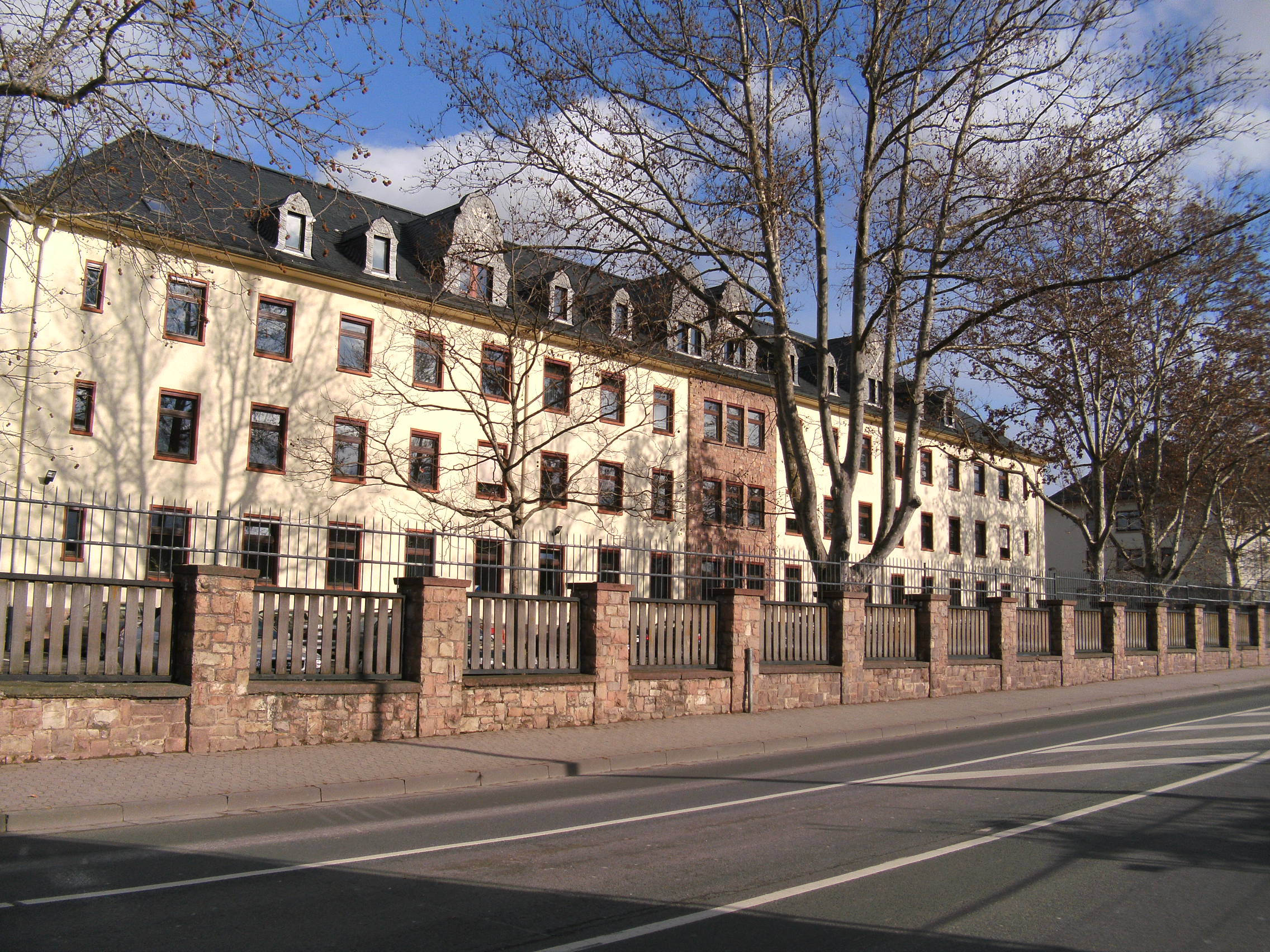
Rose Barracks an der Alzeyer Straße (2009)

Bad Kreuznach, dessen Kuranlagen und verbliebene Hotels von 1939 bis 1940 erneut zum Sitz eines Armeeoberkommandos wurden, war im Kriegsverlauf aufgrund der Wehrmacht-Kasernen in der Bosenheimer, der Alzeyer und der Franziska-Puricelli-Straße sowie der strategisch wichtigen Bahnstrecke Berlin-Paris, die damals durch die Stadt führte, immer wieder Ziel alliierter Bombenangriffe. Der letzte Stadtkommandant, Oberstleutnant Johannes Kaup († 1945), bewahrte Bad Kreuznach vor noch größerer Zerstörung, als er den vorrückenden Verbänden der US Army keinen Widerstand mehr leistete und die Stadt am 16. März 1945 weitgehend kampflos den Amerikanern überließ. Kurz zuvor hatten deutsche Truppen noch einen Teil der alten Nahebrücke gesprengt und dabei Wohngebäude in der Nähe der Brückenköpfe zerstört.

#### Kriegsgefangenenlager Bad Kreuznach
Nach der Besetzung von Bad Kreuznach legten die US-amerikanischen Truppen Anfang April 1945 als eines der ersten Kriegsgefangenenlager das Lager am Galgenberg am Stadtrand an. Es lag unterhalb des Galgenberges (wurde deshalb auch Lager Galgenberg genannt), grenzte an eine ehemalige Wehrmachtskaserne und die Optischen Werke Schneider. Es war für 45.000 bis 50.000 Gefangene geplant. Da immer weitere Gefangenentransporte eintrafen wurde das Lager erweitert und dehnte sich Ende April / Anfang Mai 1945 auf einer Fläche von 35,2 Hektar aus. Mitte Juni 1945 wurde das Lager in Bad Kreuznach aufgelöst.
Das Gelände auf dem ehemaligen Kriegsgefangenenlager in Bad Kreuznach wurde in den Folgejahren bebaut. An den damaligen Lagerfriedhof Galgenberg erinnert ein Gedenkkreuz auf dem Gelände des Galgenberges.
In der Nähe von Bad Kreuznach, an der Straße nach Bretzenheim, befand sich ein weiteres Rheinwiesenlager für deutsche Kriegsgefangene und Internierte, das noch heute durch ein Mahnmal für dieses Feld des Jammers gekennzeichnet ist.
Im Lohrer Wald befindet sich der Ehrenfriedhof Lohrer Wald für Kriegs- und Lageropfer. In den 1950er Jahren wurden auch die Verstorbenen des ehemaligen Lagerfriedhofes Galgenberg dorthin umgebettet.

### Nach 1945
Bad Kreuznach wurde im März 1945 von US-Truppen besetzt und stand damit unter amerikanischer Befehlsgewalt. Den Potsdamer Protokollen zur Festlegung sogenannter Zonengrenzen gemäß wurde Bad Kreuznach dann für einige Zeit Teil der französischen Besatzungszone. In einem Austausch kamen am Anfang der 1950er Jahre statt französischer Einheiten US-Streitkräfte wieder in die Kreise Kreuznach, Birkenfeld und Kusel. Am 14. Dezember 1957 wurden der Stab und die Stabskompanie der 8th Infantry Division in Bad Kreuznach eingerichtet und in der Rose Baracks-Kasernenanlage untergebracht. Bis Mitte 2001 unterhielten die US-Streitkräfte in der Gemarkung und Umgebung von Bad Kreuznach vier Kasernen, ein Raketenlager, einen Schießstand, einen kleinen Flugplatz und einen Standortübungsplatz. Zuletzt waren noch Teile der 1. US-Panzerdivision (genannt Old Ironsides) stationiert.
In Bad Kreuznach einigten sich im Jahre 1958 der französische Staatspräsident Charles de Gaulle und der deutsche Bundeskanzler Konrad Adenauer auf eine Institutionalisierung der besonderen Beziehungen beider Länder, was 1963 in den Élysée-Vertrag mündete. Ein Gedenkstein vor dem ehemaligen Kurhaus erinnert an das historische Ereignis von 1958.
Am 1. April 1960 wurde die Stadt Bad Kreuznach auf ihren Antrag hin von der Landesregierung zur großen kreisangehörigen Stadt erklärt.
Am 13. Juni 1961 wurde in Bad Kreuznach der „Finanz- und Ausgleichsvertrag“ über die Regelung von Kriegsfolgen in Bezug auf politisch Verfolgte, Umsiedler und Sozialversicherung von den Ministern Gerhard Schröder und Franz Etzel für die Bundesrepublik Deutschland sowie Bruno Kreisky und Josef Klaus für die Republik Österreich paraphiert (sog. „Kreuznacher Abkommen“), in dem sich beide Seiten auf eine deutsche Zahlung von 101 Millionen DM einigten. Am 28. Oktober 1962 gründete sich der Landesfeuerwehrverband Rheinland-Pfalz in Bad Kreuznach.

### Eingemeindungen
Im Zuge einer Verwaltungsreform in Rheinland-Pfalz wurden am 8. Juni 1969 die bis dahin selbstständigen Gemeinden Bosenheim, Ippesheim, Planig (alle drei bis dahin zum Landkreis Bingen gehörend) und Winzenheim eingemeindet. Darüber hinaus wurde auch noch Rüdesheim eingemeindet, welches sich aber gerichtlich dagegen wehrte und nach einigen Monaten seine Selbständigkeit zurückerhielt.
Im Zuge der Bundestagswahl 2009 wurde eine Bürgerbefragung zum Thema „Zusammenschluss von Bad Kreuznach und Bad Münster am Stein-Ebernburg“ durchgeführt. 68,3 % der befragten Bad Kreuznacher Bürger sprachen sich für Verhandlungen der beiden Städte aus. Anlässlich der Bundestagswahl 2013 fand erneut eine Bürgerbefragung statt, bei der sich 54,7 % der befragten Bürger für eine Fusion aussprachen. Am 1. Oktober unterzeichneten die Oberbürgermeisterin von Bad Kreuznach und die Stadtbürgermeisterin von Bad Münster am Stein-Ebernburg den entsprechenden Gebietsänderungsvertrag; die Gebietsänderung trat zum 1. Juli 2014 in Kraft.
Durch die Eingemeindungen erstreckt sich das Stadtgebiet des bis 1945 zu Preußen gehörigen Bad Kreuznach nunmehr auch auf vormals hessisches (Bosenheim, Ippesheim, Planig) und bayerisches Gebiet (Ebernburg). Deswegen sind nun im Stadtgebiet drei katholische Bistümer (Trier, Mainz, Speyer) und drei evangelische Landeskirchen (Evangelische Kirche im Rheinland, Evangelische Kirche in Hessen und Nassau, Evangelische Kirche der Pfalz) vertreten.
Am 25. Mai 2009 erhielt die Stadt den von der Bundesregierung verliehenen Titel „Ort der Vielfalt“.

### Einwohnerstatistik
| Bad Kreuznach: Einwohnerzahlen von 2012 bis 2024 | Bad Kreuznach: Einwohnerzahlen von 2012 bis 2024 | Bad Kreuznach: Einwohnerzahlen von 2012 bis 2024 | Bad Kreuznach: Einwohnerzahlen von 2012 bis 2024 | Bad Kreuznach: Einwohnerzahlen von 2012 bis 2024 |
| ------------------------------------------------ | ------------------------------------------------ | ------------------------------------------------ | ------------------------------------------------ | ------------------------------------------------ |
| Jahr                                             |                                                  |                                                  |                                                  | Einwohner                                        |
| 2012                                             | 2012                                             |                                                  | 47.687                                           | 47.687                                           |
| 2015                                             | 2015                                             |                                                  | 49.406                                           | 49.406                                           |
| 2020                                             | 2020                                             |                                                  | 51.310                                           | 51.310                                           |
| 2024                                             | 2024                                             |                                                  | 54.168                                           | 54.168                                           |
| Quelle(n): statistik.rlp.de                      |                                                  |                                                  |                                                  |                                                  |

## Politik

### Stadtrat
Der Stadtrat von Bad Kreuznach besteht aus 44 ehrenamtlichen Ratsmitgliedern, die bei der Kommunalwahl am 9. Juni 2024 in einer personalisierten Verhältniswahl gewählt wurden, und dem hauptamtlichen Oberbürgermeister als Vorsitzendem.
Der Stadtrat setzt sich wie folgt zusammen:
- Linke: 1
- SPD: 8
- Grüne: 5
- WG: 8
- FDP: 4
- CDU: 12
- AfD: 6

| Parteien        | 2024   | 2024   | 2024    | 2024   | 2019   | 2019   |
| Parteien        | Anteil | Sitze  | ±Anteil | ±Sitze | Anteil | Sitze  |
| --------------- | ------ | ------ | ------- | ------ | ------ | ------ |
| CDU             | 26,9 % | 12     | −0,8 %  | ±0     | 27,7 % | 12     |
| SPD             | 19,3 % | 8      | −4,7 %  | −2     | 24,0 % | 10     |
| AfD             | 13,4 % | 6      | +4,5 %  | +2     | 8,9 %  | 4      |
| GRÜNE           | 12,4 % | 5      | −5 %    | −3     | 17,4 % | 8      |
| FDP             | 10,0 % | 4      | +3 %    | +1     | 7,0 %  | 3      |
| LINKE           | 3,1 %  | 1      | −1,2 %  | −1     | 4,3 %  | 2      |
| Wählergruppen   | 14,9 % | 8      | +4,3 %  | +3     | 10,6 % | 5      |
| Wahlbeteiligung | 49,2 % | 49,2 % | +0,8 %  | +0,8 % | 48,4 % | 48,4 % |

Die prozentualen Ergebnisse der Gemeinderatswahlen sind als „gewichtete Ergebnisse“ ausgewiesen.
Die fünf Mandate für die Wählergruppen verteilten sich 2009 auf die Liste faires Bad Kreuznach, die Bürgerliste und die FWG. 2014 kam die BüFEP, das Bündnis für soziale Energiepreise und gerechte Politik, hinzu, 2019 Progressives Bad Kreuznach (PBK). Die  Freien Wähler und die Liste faires Bad Kreuznach konnten 2024 je zweite Mandate erringen, je ein Mandat gingen an die FWG, das BüFEP, die PBK und das neue Bündnis für Bad Kreuznach.
In Bad Kreuznach regierte nach der Wahl 2014 eine Große Koalition aus CDU und SPD, welche im August 2017 zerbrach. Nach den Kommunalwahlen 2019 und 2024 wurde im Stadtrat von Bad Kreuznach keine Koalition gebildet.

### Bürgermeister und Oberbürgermeister
Emanuel Letz (FDP) wurde am 1. Juli 2022 Oberbürgermeister von Bad Kreuznach. Bei der Direktwahl am 13. März 2022 konnte seine Vorgängerin Heike Kaster-Meurer (SPD) mit einem Stimmenanteil von 23,7 % ihr Amt nicht erfolgreich verteidigen. Da keiner der vier Bewerber im ersten Wahlgang eine ausreichende Mehrheit erreichte, fand am 27. März 2022 eine Stichwahl statt, bei der sich Letz mit einem Stimmenanteil von 62,4 % gegen Sabine Drees (CDU) durchsetzen konnte.
Liste der Bürgermeister und Oberbürgermeister:
- 1800–1806 Franz Joseph Potthoff[205]
- 1806–1813 Carl Josef Burret*
- 1813–1814 Jacob Friedrich Karcher*
- 000001814 Stanislaus Schmitt*[206]
- 1814–1817 Joseph Dheil (Theil)*
- 1817–1818 Ruprecht*
- 1819–1845 Franz Xaver Buß*
- 1845–1846 Karl Joseph Movius
- 1846–1850 Berthold
- 1851–1875 Heinrich Küppers
- 1875–1881 Gerhard Bunnemann
- 1881–1896 Felix Albert Scheibner
- 000001897 Hermann Bemme
- 1897–1909 Rudolf Kirschstein*
- 1909–1914 Karl Schleicher
- 1917–1919 Hans Körnicke
- 1921–1933 Robert Fischer
- 1934–1942 Friedrich Wetzler
- 000001945 Viktor Risse
- 1945–1947 Robert Fischer
- 1947–1949 Willibald Hamburger (CDU)
- 1949–1952 Josef Kohns (CDU)
- 1952–1956 Ludwig Jungermann (CDU)
- 1957–1967 Gerhard Muhs* (FDP)
- 1967–1985 Peter Fink* (SPD)
- 1985–1995 Helmut Schwindt* (SPD)
- 1995–2003 Rolf Ebbeke* (CDU)
- 2003–2011 Andreas Ludwig* (CDU)
- 2011–2022 Heike Kaster-Meurer* (SPD)
- seit 2022 Emanuel Letz* (FDP)

Die Oberbürgermeister sind mit einem „*“ am Ende des Namens gekennzeichnet, Personen ohne einen „*“ waren Bürgermeister.

### Wappen
| Wappen von Bad Kreuznach | Blasonierung: „In Silber (Weiß) ein von Gold (Gelb) und Blau in zwei Reihen geschachter Balken, zwischen drei zwei zu eins gestellten schwebenden schwarzen Tatzenkreuzen; im Oberwappen eine dreitürmige Mauerkrone in natürlichen Farben.“ |
| Wappen von Bad Kreuznach | Wappenbegründung: Das Wappen basiert auf einem Siegel aus dem späten 15. Jahrhundert. Es wurde 1817 durch den preußischen König verliehen. Die Kreuze stehen redend für den Stadtnamen. Der Schachbalken entstammt dem Wappen der Grafen von Sponheim. Die Mauerkrone steht für die im 13. Jahrhundert verliehenen Stadtrechte. Das Wappen findet sich in dieser Form erstmals im Schlussstein der Kirche St. Nikolaus im späten 13. Jahrhundert. 1373 hat Henne von Cruzenach, Burggraf zu Vianden, unehelicher Sohn des Grafen Johann II. von Sponheim-Kreuznach, in seinem Wappen einen mit drei Kreuzchen belegten Pfahl über das Sponheimer Schach gelegt. |

### Städtepartnerschaften
Partnerschaften bestehen mit folgenden Städten:
- Bourg-en-Bresse (Département Ain, Frankreich), seit 1963
- Neuruppin (Brandenburg, Deutschland), seit 1990

## Kultur, Religion und Sehenswürdigkeiten

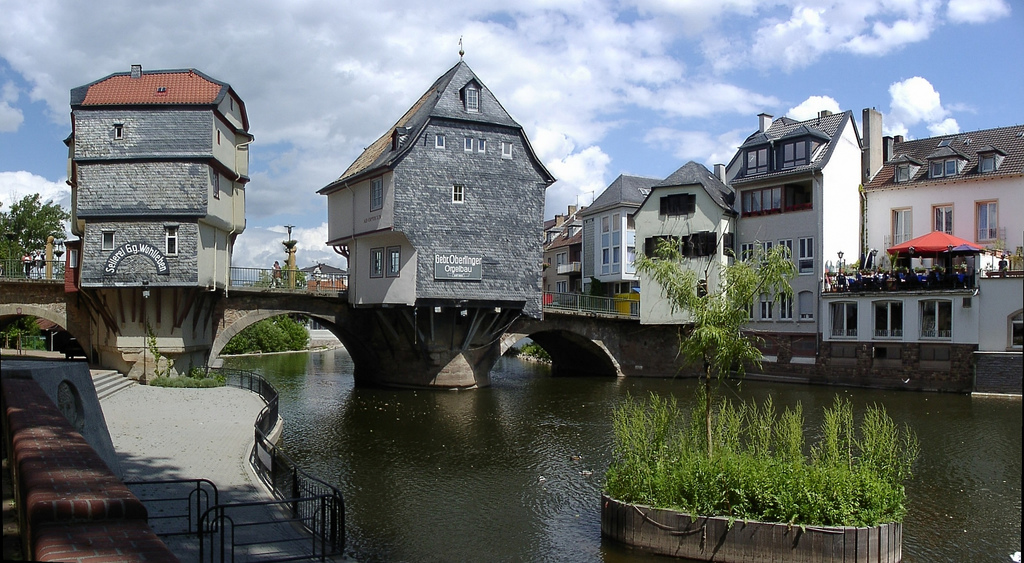
Alte Nahebrücke, Ansicht oberstrom (Blick Richtung Nordosten)

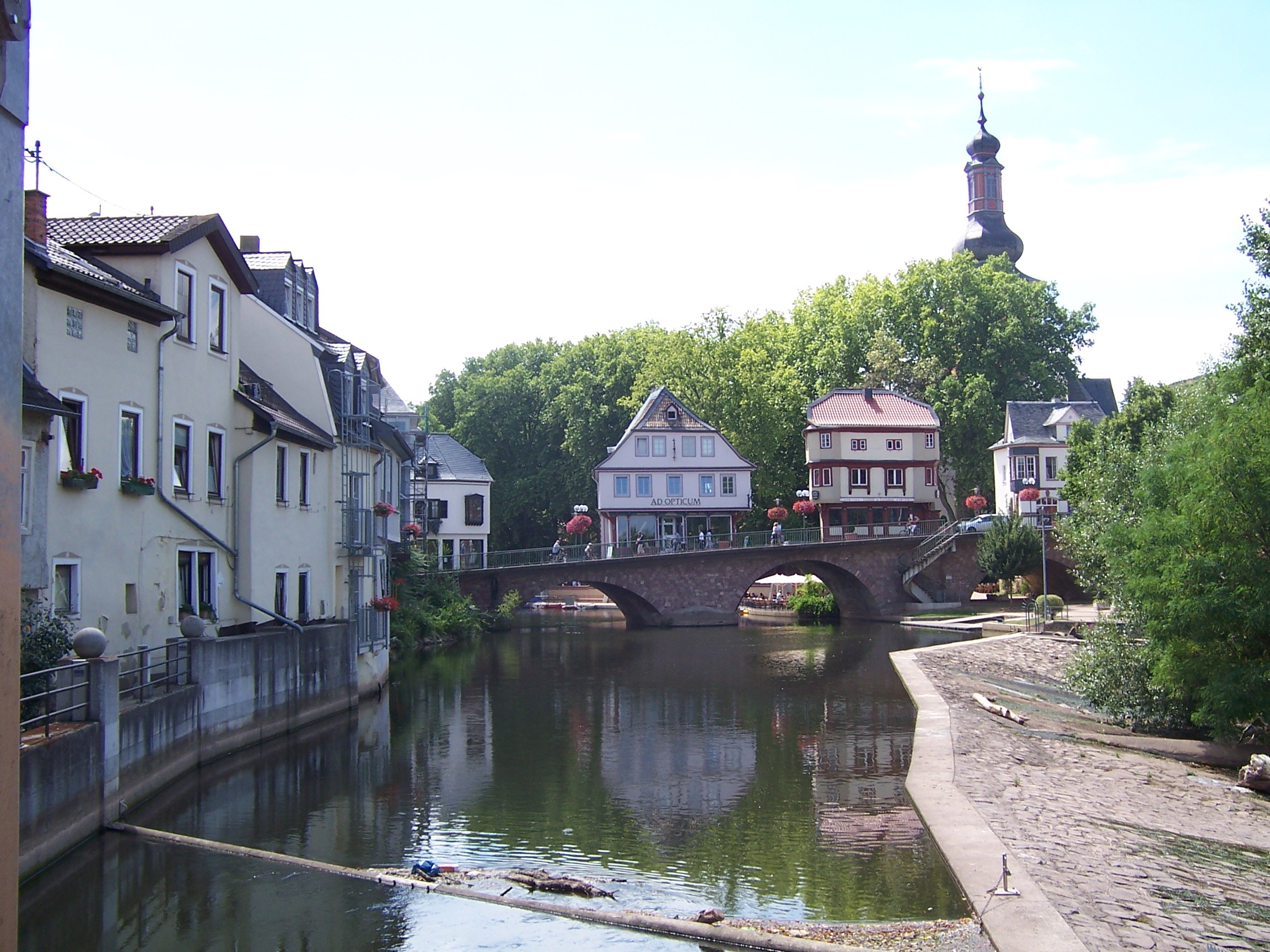
Alte Nahebrücke, Ansicht unterstrom (Blick Richtung Südwesten); im Hintergrund der Turm der Pauluskirche

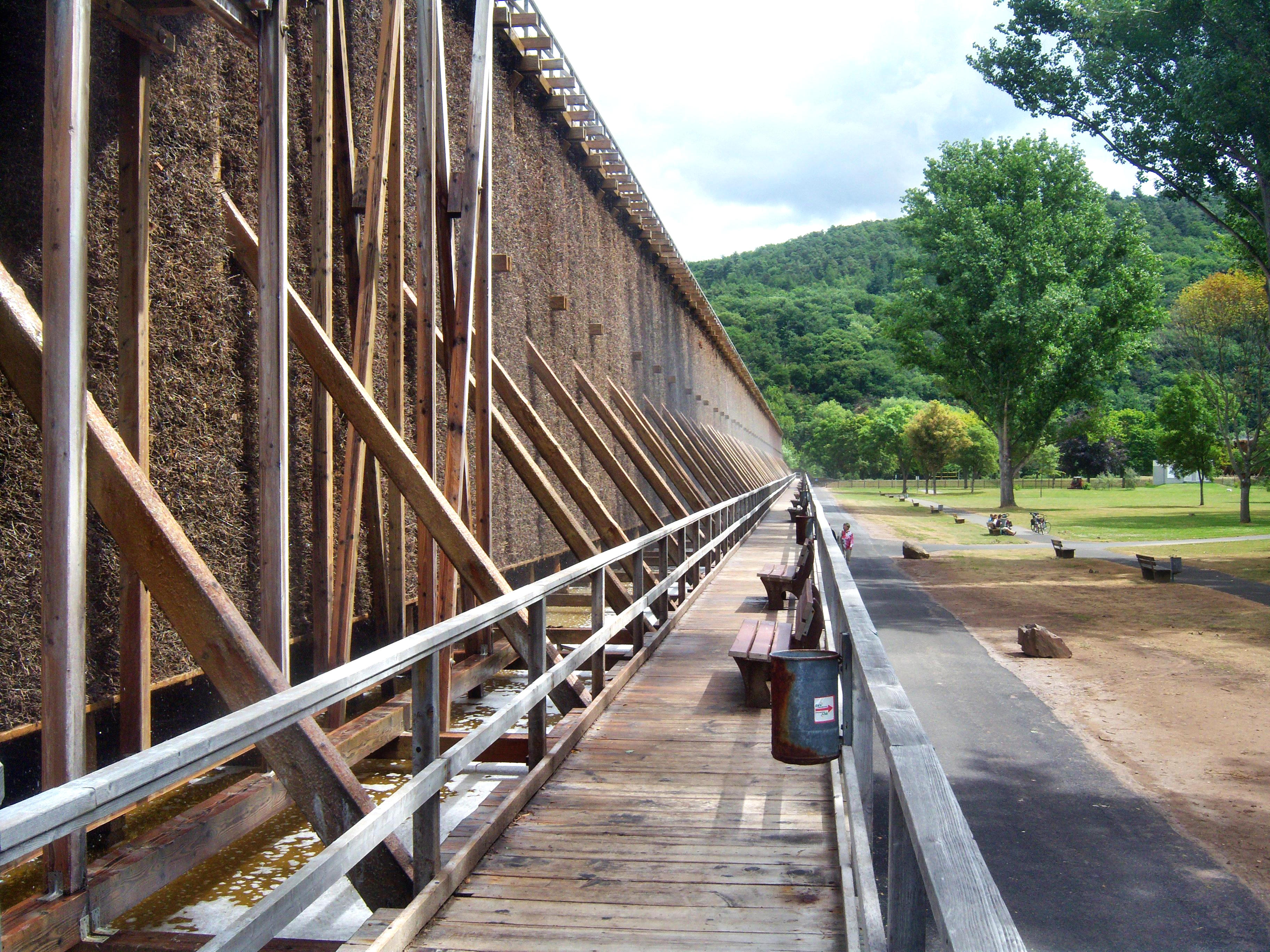
Gradierwerk in Bad Kreuznach

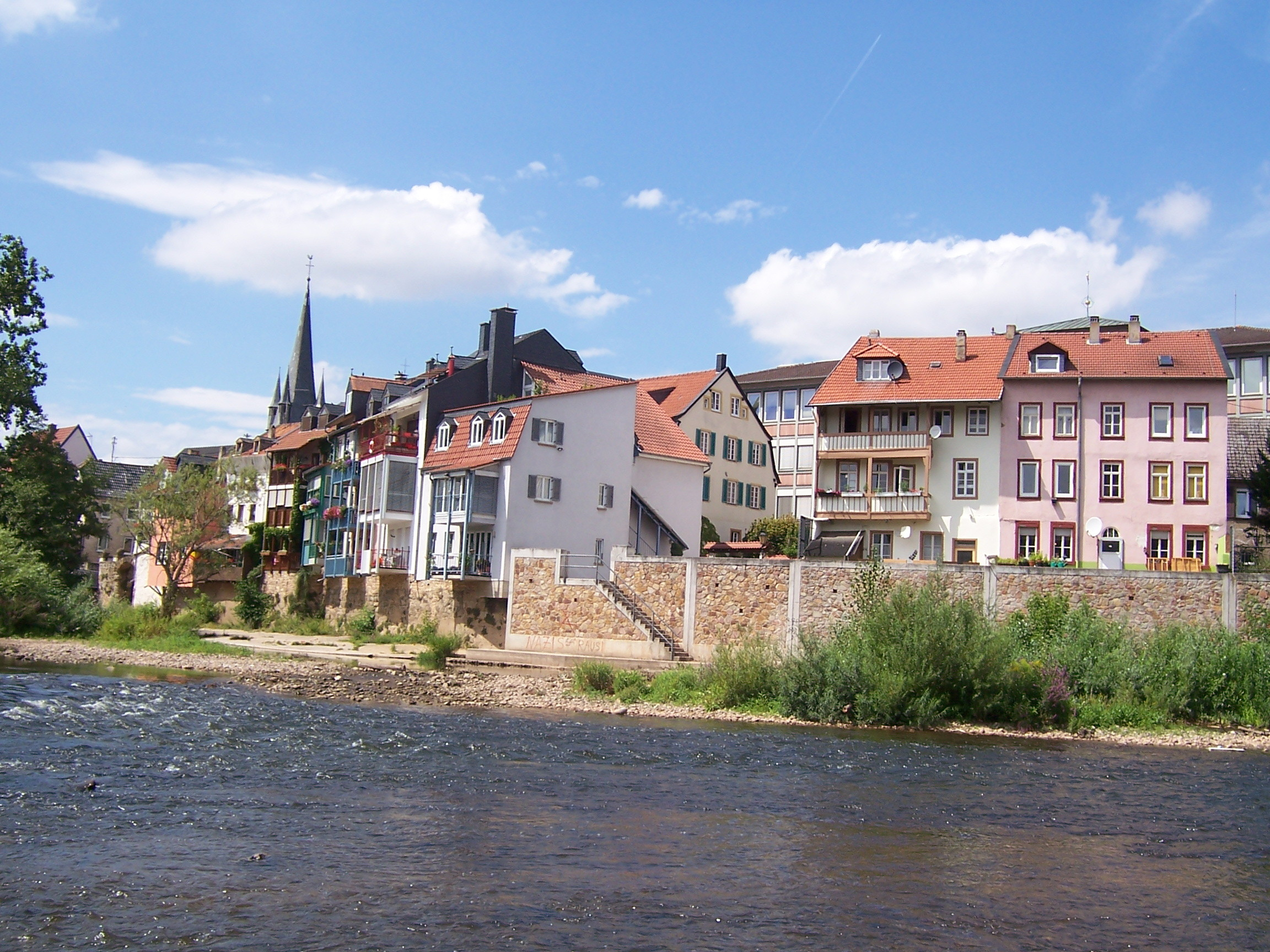
Alte Neustadt; links „Klein-Venedig“, im Hintergrund der Turm der Nikolauskirche

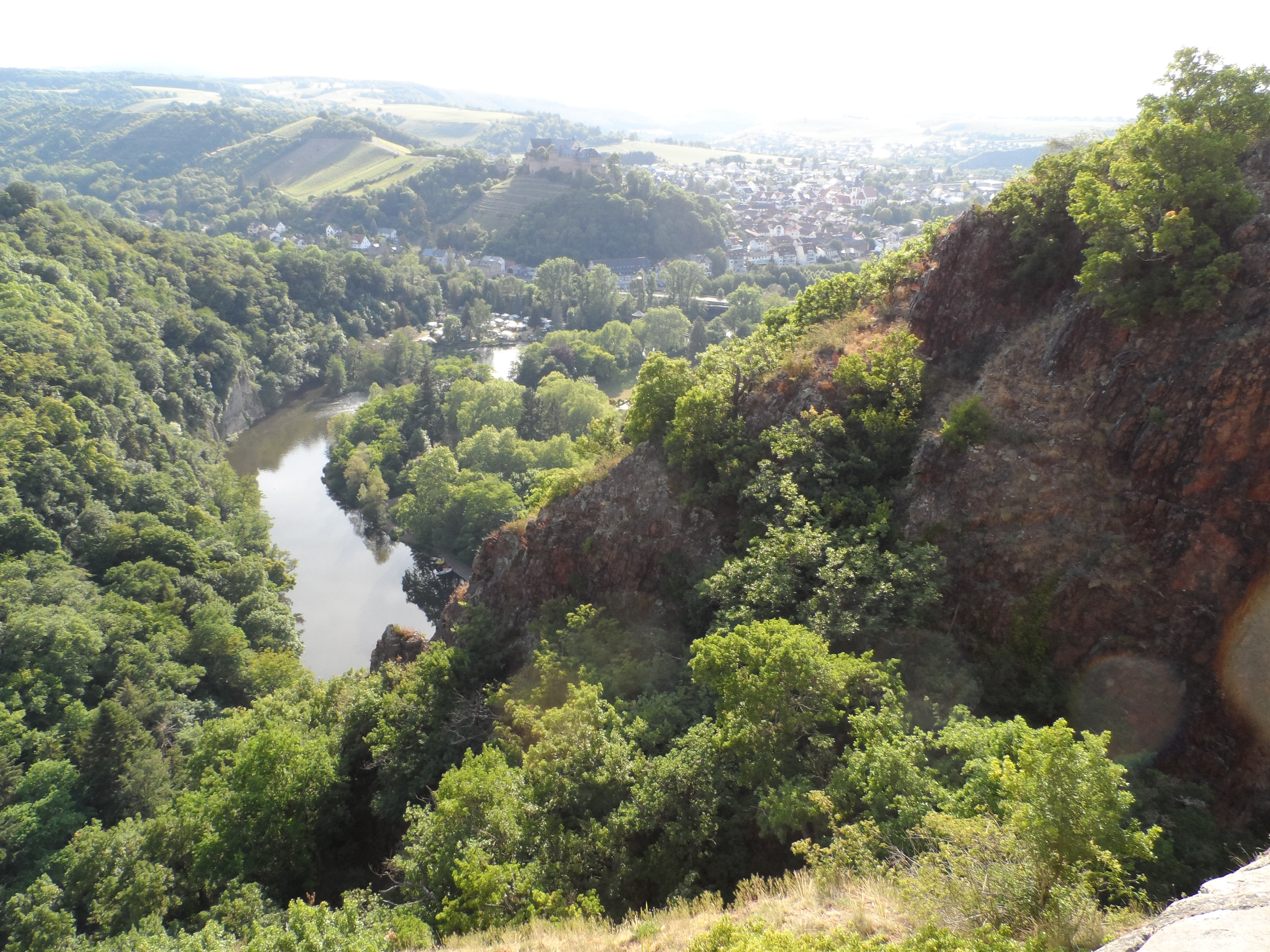
Blick vom Rheingrafenstein ins Naheland

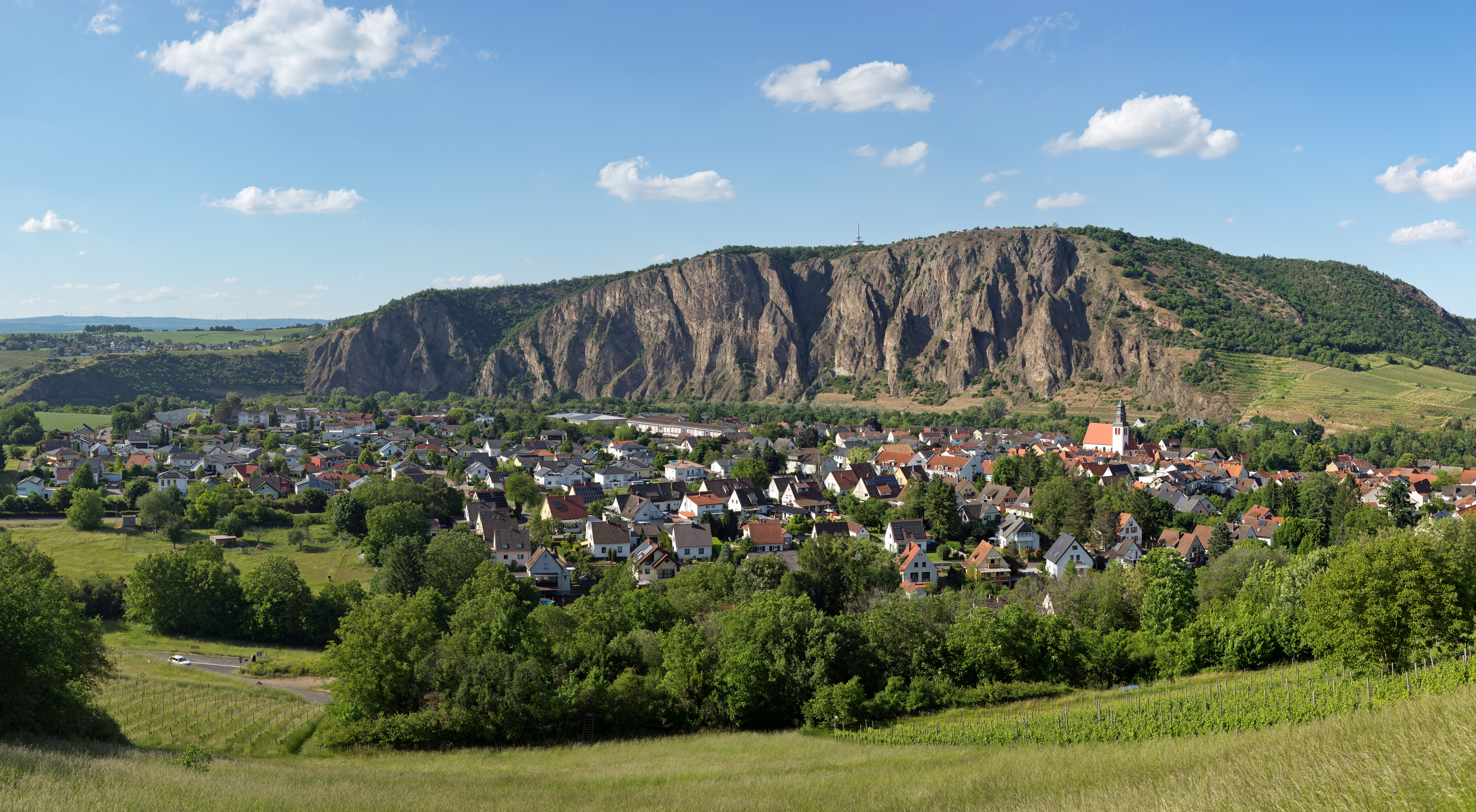
Rotenfels

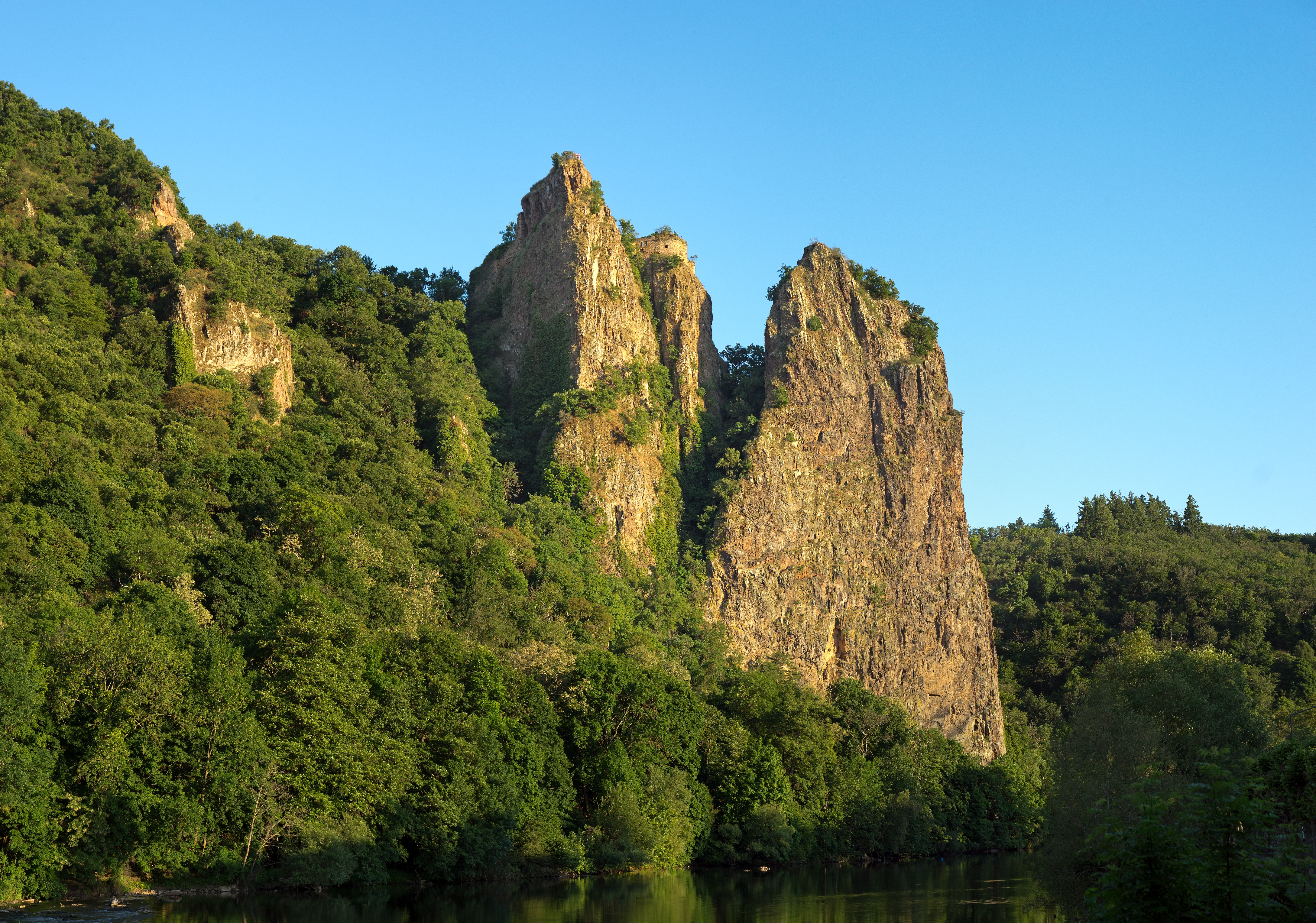
Rheingrafenstein

### Sehenswürdigkeiten
- Die Brückenhäuser aus dem 15. Jahrhundert auf der Alten Nahebrücke sind das Wahrzeichen der Stadt Bad Kreuznach
- Burgruine Kauzenburg (1206), frühere Residenz der vorderen Grafschaft Sponheim
- Nikolauskirche, ältestes in Benutzung befindliches Gotteshaus in Bad Kreuznach
- Pauluskirche mit gotischer Pauluskapelle (Grabkapelle der Sponheimer Grafen von der Kauzenburg und der Rheingrafen) in unmittelbarer Nachbarschaft der Brückenhäuser.
- Die Heilig-Kreuz-Kirche, erbaut durch Ludwig Becker, ist eine katholische Kirche
- Crucenia-Therme (Thermalbad)
- Kurhaus (1912–1913 von Emanuel von Seidl), vierflügelige Hotelanlage mit Kurpark
- ein älteres Wohngebiet in der Nähe des Bahnhofs mit Kopfsteinpflaster (sog. „Pariser Viertel“)
- Bäderhaus: eine der größten Wellness- und Saunaanlagen Deutschlands.
- Salinental: Mit seinen sechs 9 m hohen Gradierwerken bildet es auf 1100 m Länge das größte natürliche Freiluftinhalatorium Europas. Schon die Kelten haben aus den salzhaltigen Quellen der Gegend Salz gewonnen. Im Salinental wurde mit Hilfe von Gradierwerken seit 1732 in einem aufwendigen Verfahren Salz produziert.
- Rheingrafenstein: Felsformation an der Nahe im Stadtteil Bad Münster Am Stein mit Aussichtsplattform über die Landschaft der Region.
- Burg Rheingrafenstein
- Rotenfels: höchste Steilwand nördlich der Alpen mit Aussichtsplattform über die Landschaft der Region. Gelegen im Stadtteil Bad Münster am Stein-Ebernburg.
- Burg Ebernburg
- ehemaliges Rittergut Bangert mit heute drei Museen:
  - Römerhalle: Die Römerhalle zeigt u. a. die Funde der Ausgrabungen einer römischen Palastvilla aus dem 3. Jahrhundert. Diese war im Besitz eines vermutlichen Großgrundbesitzers resp. Politikers. Allerdings wurde in den 1950er Jahren eine Straße mitten durch die Ausgrabungsstätte gebaut. Besonders sehenswert sind die beiden großflächigen in Bad Kreuznach gefundenen Steinteppich-Mosaike, die in die dafür errichtete Römerhalle überführt wurden. Sie gehören zu den bedeutendsten römischen Mosaikbodenfunde nördlich der Alpen und sind wegen ihrer Qualität weltberühmt. Jedoch wurde ein kleines Stück falsch rekonstruiert.[211]
  - Schlossparkmuseum (u. a. Stadtgeschichte Bad Kreuznachs). Besonders erwähnenswert ist die Dauerausstellung über die Bildhauerdynastie Cauer, die europäischen künstlerischen Rang besitzt.
  - Das 2005 neu eröffnete Museum für Puppentheaterkultur: Ausgestellt wird die Sammlung von Karl-Heinz Rother (1928–2010), die heute Eigentum des Landes Rheinland-Pfalz ist, sowie weitere Meisterwerke des Figurentheaters (PuK-Sammlung).
- Das Dr.-Faust-Haus (1507) soll den Wunderheiler, Magier und Astrologen Johann Georg Faust beherbergt haben, welcher den bekannten Dichter und Naturforscher Johann Wolfgang von Goethe zu seinen Faust-Werken inspiriert haben soll.
- „Klein Venedig“, ehemaliges Gerberviertel, das am Zusammenfluss von Nahe und Ellerbach gelegen ist und aufgrund der beiden Wasserarme sowie der kleinen, alten Häuser malerisch wirkt.
- Die Volkssternwarte Bad Kreuznach auf dem Kuhberg.
- Die Bad Kreuznacher Neustadt, das mittelalterlich geprägte Viertel der Stadt am Fuße der Kauzenburg auf dem westlichen Naheufer mit seinen vielen Gaststätten, das heute die ältesten noch bewohnten Bauten der Stadt beherbergt.
- Schanzenkopf, eine bewaldete Erhebung westlich der Stadt
- „Hungriger Wolf“, eine Erhebung nördlich der Stadt an der ehemaligen Heerstraße nach Stromberg und zum Rhein mit 360-Grad-Rundumsicht, zu napoleonischer Zeit Standort eines von französischen Beamten bedienten Semaphors der optischen Telegrafenlinie Paris – Metz – Mainz.
- Die heutige Synagoge ist eine 2001/02 umgebaute amerikanische Kapelle.

### Musikvereinigungen und Chöre
- Capella Nicolai
- Chor Cantamus
- Chor Mosaik (Markuskirche)

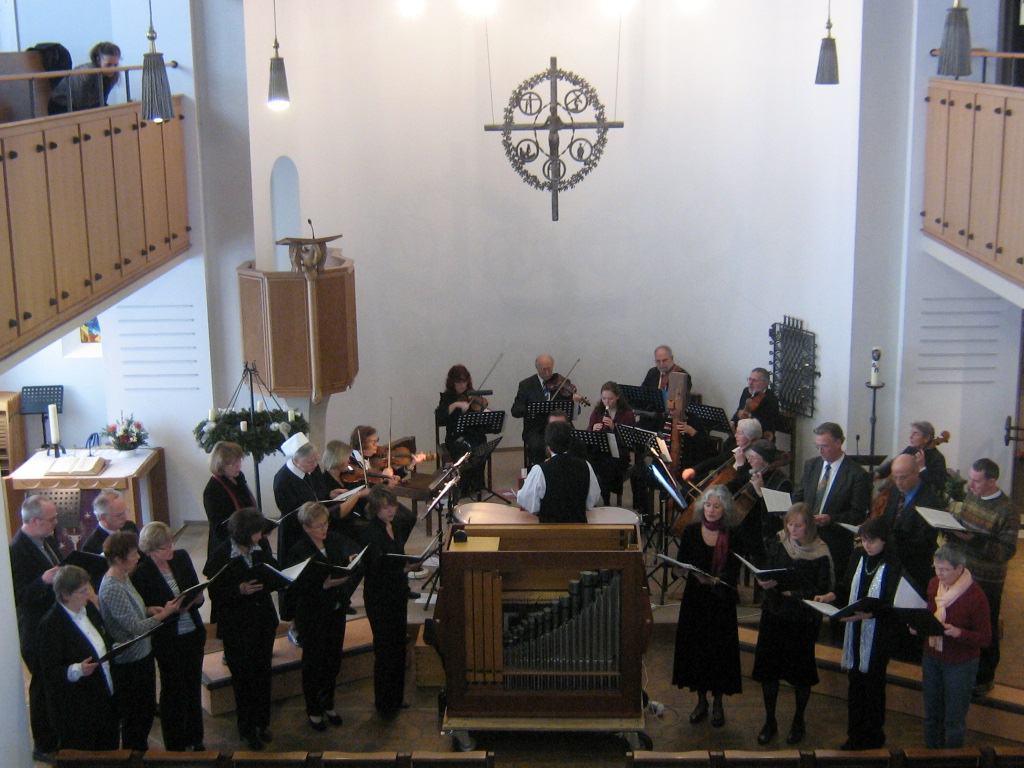
Kreuznacher-Diakonie-Kantorei

- Gospelchor „Grenzenlos“ e. V.
- Kantorei an der Pauluskirche
- Konzertgesellschaft Bad Kreuznach
- Kreuznacher-Diakonie-Kantorei
- Musikverein „Musikfreunde Winzenheim“ e. V.
- MC Harmonie 1845 Planig e. V.
- Pop- und Gospelchor ReJOYSing, Planig
- Katholischer Kirchenchor Cäcilia, Planig
- Chor Capriccio

### Regelmäßige Feste und Veranstaltungen
- Wochenmarkt auf dem Kornmarkt: Dienstag und Freitag, 7 bis 13 Uhr
- Altweiberfastnacht im „Narrenkäfig“ auf dem Kornmarkt: Fastnachtsdonnerstag
- Kreuznacher Narrenfahrt: Fastnachtssamstag
- Nahetal-Turnier der Fußball-Junioren: immer an Pfingsten Freitag bis Montag
- Internationales Osterhockeyturnier Kreuznacher Hockey Club
- Automobilsalon: größte Automobilausstellung in Rheinland-Pfalz, letztes Wochenende im April
- Eiermarktfest: Mitte Juli
- Weinfest: Juli
- Kreuznacher Jahrmarkt: (seit 1810) drittes Wochenende im August (Freitag bis Dienstag)
- Fischerstechen: erstes Wochenende im September
- Herbst-Kanuslalom des RKV im Salinental: letztes Wochenende im September
- Nikolausmarkt: bis 2008 immer auf dem Eiermarkt, Zukunft noch ungeklärt
- Festival „marionettissimo“/Die Kunst des Spiels am Faden im November im Museum für PuppentheaterKultur
- Französischer Markt: einmal im Jahr richten Händler der französischen Partnergemeinde Bourg en Bresse einen französischen Markt auf dem Kornmarkt aus, letztmals 2007 durchgeführt.

### Kulturpreis der Stadt Bad Kreuznach
Der Kulturpreis der Stadt Bad Kreuznach ist ein Förderpreis der Stadt Bad Kreuznach, der jährlich abwechselnd in den Sparten Musik, bildende Kunst und Literatur vergeben wird. Vorschläge für Preisträger können in schriftlicher Form von den Bürgern eingereicht werden. Auch über E-Mail sind Einreichungen möglich. Die Preise werden vorrangig an Künstler aus der Stadt Bad Kreuznach und der Naheregion vergeben. Der Förderpreis ist in den meisten Fällen mit 2500 Euro dotiert.

### Konfessionsstatistik
Gemäß dem Zensus 2011 waren im Jahr 2011 35,5 % der Einwohner evangelisch, 30,1 % römisch-katholisch und 34,4 % waren konfessionslos, gehörten einer anderen Glaubensgemeinschaft an oder machten keine Angabe. Der Anteil der evangelischen und katholischen Kirchenmitglieder an der Gesamtbevölkerung ist seitdem beträchtlich gesunken. Ende Juni 2025 hatten 24,4 % der Einwohner die evangelische Konfession und 22,0 % die katholische. 53,6 % gehörten entweder einer anderen Glaubensgemeinschaft an oder waren konfessionslos.

## Sport

### Sportvereine
In Bad Kreuznach gibt es zahlreiche Vereine, die auf nationaler Ebene Erfolge vorweisen können. Im Trampolinturnen sowie Kanuslalom ist die Stadt Bundesstützpunkt, Landesleistungszentren bestehen für die Bereiche Sportschießen und Boccia.
Größter Verein ist der VfL 1848 Bad Kreuznach, in dem 1935 die erste Basketballabteilung in Deutschland gegründet wurde. Auch nach dem Zweiten Weltkrieg brachte der Verein zahlreiche bedeutende Persönlichkeiten hervor, darunter mehrere Nationalspieler. Daneben ist die Hockey-Abteilung des Vereins von Bedeutung, die zeitweise in der Damen-Bundesliga vertreten war. Die erste Hockey-Abteilung in der Stadt hatte indes der Kreuznacher HC inne, der 1960 im Halbfinale um die deutsche Meisterschaft stand und bis heute das traditionsreiche Osterhockeyturnier veranstaltet.
Im Fußball ist die Eintracht Bad Kreuznach der erfolgreichste Verein der Stadt. Sie spielte u. a. in der Oberliga, als diese die höchste Spielklasse in Deutschland darstellte, sowie in der Saison 1975/76 in der Zweiten Bundesliga. Seit der Saison 2023/24 spielt der Verein nach mehreren Abstiegen in untere Spielklassen in der sechstklassigen Verbandsliga Südwest. Die meisten Titelgewinne hat der MTV Bad Kreuznach vorzuweisen, im Trampolinturnen gehört er zu den erfolgreichsten Vereinen Deutschlands. Kanusport, insbesondere Kanuslalom, wird vom RKV Bad Kreuznach betrieben. Im Rudern weist der Creuznacher RV eine lange Tradition auf. Von Bedeutung sind auch die Schießsport-Vereine SG Bad Kreuznach 1847 und BSC Bad Kreuznach. Im Behindertensport sind die Sportfreunde Diakonie vor allem im Boccia erfolgreich.

### Sportplakette der Stadt Bad Kreuznach
Die Sportplakette ist eine Ehrung, die einmal im Jahr durch die Stadt vorgenommen wird. Geehrt werden einzelne Sportler, ganze Mannschaften, verdiente Förderer des Sports und verdiente Mitarbeiter des Sports. Mit dieser Ehrung möchte die Stadt ebenfalls ihr Image als Sportstadt in Rheinland-Pfalz unterstreichen. Die Sportplakette wird für Sportler in drei Stufen verliehen:
- Gold
  - Teilnahme an einer Weltmeisterschaft oder an den Olympischen Spielen
  - Welt-Cup-Rangliste Platz 1 bis 3
  - Platz 1 bis 3 bei Europameisterschaften
- Silber
  - Welt-Cup-Rangliste Platz 4 oder 5
  - Europameisterschaften Platz 4 oder 5
  - Platz 1 bei deutschen Meisterschaften
- Bronze
  - Welt-Cup-Rangliste Platz 6 oder 7
  - Teilnahme an einer Europameisterschaft
  - Platz 2 oder 3 bei einer deutschen Meisterschaft

Förderer und Mitarbeiter des Sports müssen mindestens 25 Jahre im Sport ehrenamtlich tätig sein, um diese Ehrung zu erhalten.

## Wirtschaft und Infrastruktur

### Weinbau
Bad Kreuznach ist erheblich geprägt vom Weinbau und mit 777 Hektar bestockter Rebfläche, davon 77 Prozent Weißwein- und 23 Prozent Rotweinsorten, größte Weinbaugemeinde im Gebiet Nahe und siebtgrößte Weinbaugemeinde in Rheinland-Pfalz.

### Industrie und Handel
Bad Kreuznach zählt ca. 1600 Betriebe mit mindestens einem Mitarbeiter und bietet so 28.000 Arbeitsplätze, wovon die Hälfte durch Pendler aus dem Umland besetzt sind. Die Wirtschaftsstruktur wird dabei vornehmlich durch kleine und mittlere Unternehmen geprägt, die sehr überregional ausgerichtet sind, beispielsweise die Holzgroßhandlung Kurz KG. Aber auch Großbetriebe wie der Reifenhersteller Michelin, der Maschinenhersteller KHS, die Meffert Farbwerke oder die Schneider Optischen Werke sind anzutreffen. Im Jahr 2002 wurden die traditionsreichen Seitz-Filter-Werke durch das amerikanische Unternehmen Pall übernommen. Dabei ist das produzierende Gewerbe von großer Bedeutung, besonders stark vertreten durch die chemische Industrie (Reifen, Lacke, Farben), die optische Industrie sowie Maschinenbauer und Autozulieferer.
Insbesondere der Einzelhandel sowie die Gastronomie besitzen speziell in der Innenstadt ein großes Gewicht, aber auch hier nimmt der Wettbewerb durch Filialisten zu.
Durch die Schnellstraßenverbindung zur Autobahn ist Bad Kreuznach näher an den Frankfurter Flughafen gerückt und kann mit seinen Konversionsflächen neue Investoren anziehen.

### Kur und Tourismus

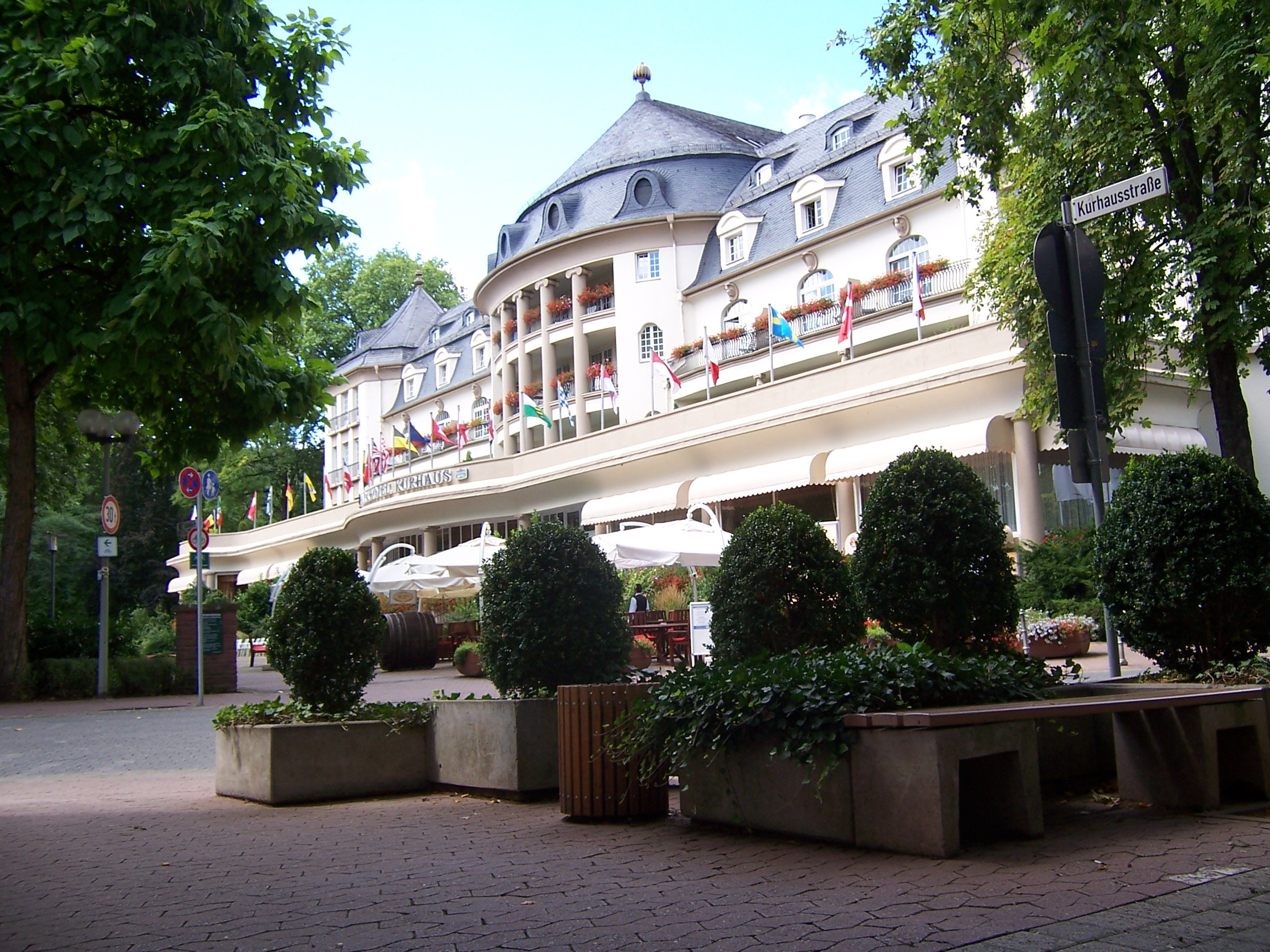
Parkhotel Kurhaus

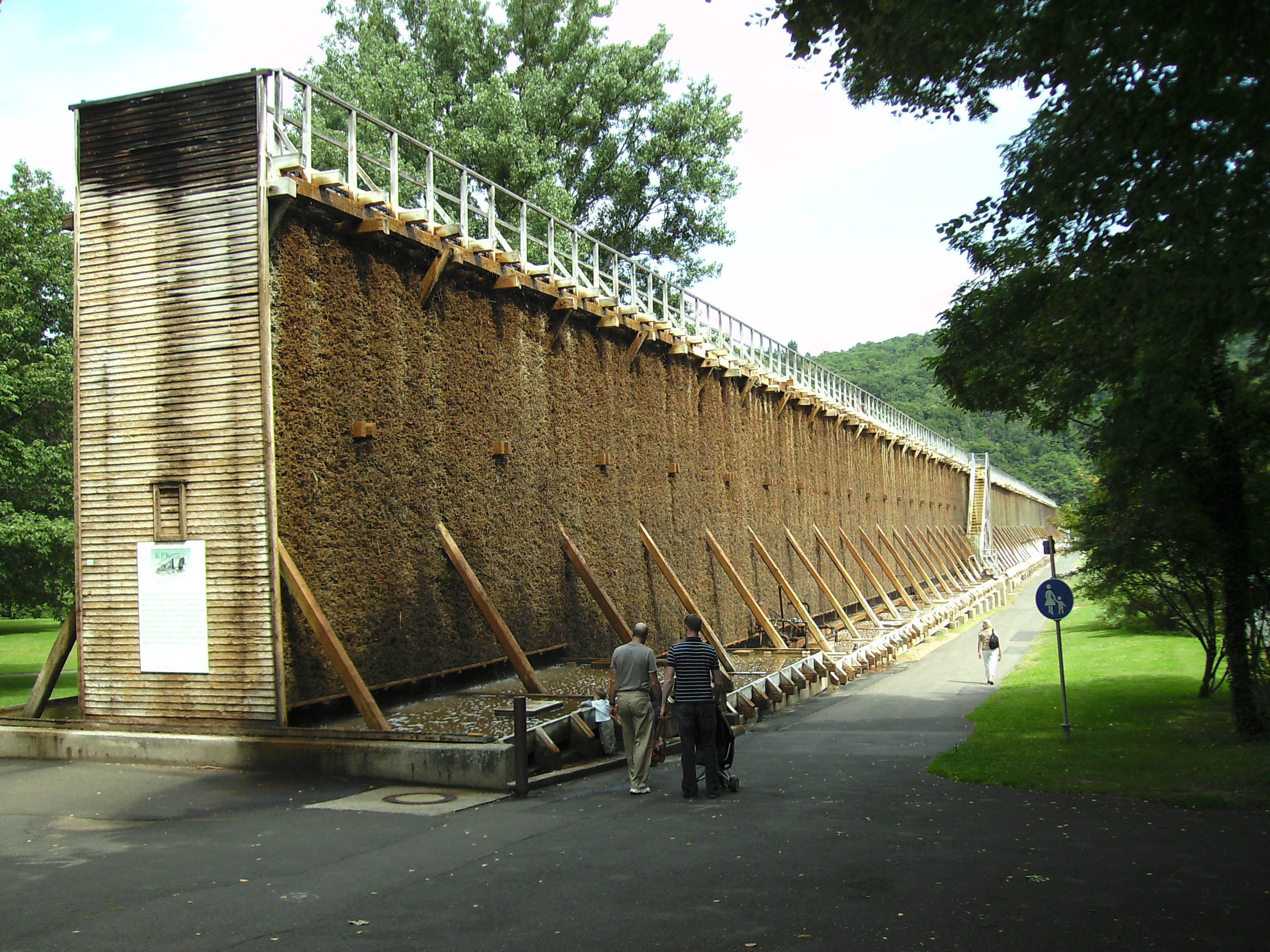
Gradierwerk in der Salinenanlage

Eine besondere Stellung für die Stadt als ältestes Radon-Sole-Bad der Welt und Rheumazentrum Rheinland-Pfalz hat darüber hinaus der Kurbetrieb und der Wellness-Tourismus. In der Stadt stehen 2.498* Fremdenbetten zur Verfügung, welche bei 449.756* Übernachtungen, davon 270.306* durch Gäste in Reha-Kliniken, genutzt wurden. Als das renommierteste Hotel gilt das Parkhotel Kurhaus. Die Stadt besuchten insgesamt 92.700 Übernachtungsgäste (* Stand 31. Dezember 2010). Weiterhin stehen für den Kurbetrieb sechs Kurkliniken, Kursanatorien, das Thermal-Sole-Bewegungsbad „Crucenia Thermen“ mit Salzgrotte, ein Radonstollen, Gradierwerke im Salinental und der Solezerstäuber im Kurpark als Freiluftinhalatorien sowie das „Crucenia Gesundheitszentrum“ für die ambulante Kur zur Verfügung. Die Heilanzeigen sind dabei: rheumatische Erkrankungen, Gelenkveränderungen durch Gicht, degenerative Erkrankungen der Wirbelsäule und der Gelenke, Frauenleiden, Erkrankungen der Atmungsorgane, Erkrankungen im Kindesalter, Gefäßerkrankungen, nichtansteckende Hauterkrankungen, Störungen der inneren Sekretion, psychosomatische Erkrankungen sowie Augenkrankheiten.
Nach einem deutlichen Rückgang des Kurbetriebs Mitte der 1990er Jahre erfolgte die Neuausrichtung des Heilbades. Mit der Saunalandschaft Bäderhaus entstand ein Wellness-Tempel mit zwölf Großsaunen auf 4.000 Quadratmetern Fläche, der jährlich ca. 80.000 Besucher zählt. Aufgrund des demographischen Wandels erfährt das gesundheitstouristische Angebot wieder zunehmende Bedeutung. Neben dem Gesundheits- und Wellnesstourismus werden Aktivurlaubsthemen wie Wandern und Radfahren immer wichtiger für die Region.

### Krankenhäuser und Fachkliniken
Mit dem Krankenhaus der Stiftung kreuznacher diakonie (397 Betten) und dem Krankenhaus St. Marienwörth (279 Betten) verfügt Bad Kreuznach über zwei Allgemeinkrankenhäuser, die über modernste Spezialabteilungen für Herz- und auch Darmerkrankungen sowie bei Schlaganfällen verfügen. Im Kurgebiet befindet sich zudem das Sana Rheumazentrum Rheinland-Pfalz, bestehend aus einem Rheumakrankenhaus sowie einer Rehaklinik, der Karl-Aschoff-Klinik. Eine weitere Rehaklinik in privater Trägerschaft ist die Klinik Nahetal. Außerdem gibt es die psychosomatische Fachklinik St.-Franziska-Stift, die Reha- und Vorsorgeklinik für Kinder und Jugendliche Viktoriastift sowie eine Tagesklinik des Deutschen Roten Kreuzes.

### Verkehr
Durch seine geografische Lage im engen Nahetal führen alle Verkehrswege flussaufwärts parallel zum Fluss. Darüber hinaus ist Bad Kreuznach auch ein wichtiger Kreuzungspunkt aller Verkehrsträger.

#### Schienenverkehr

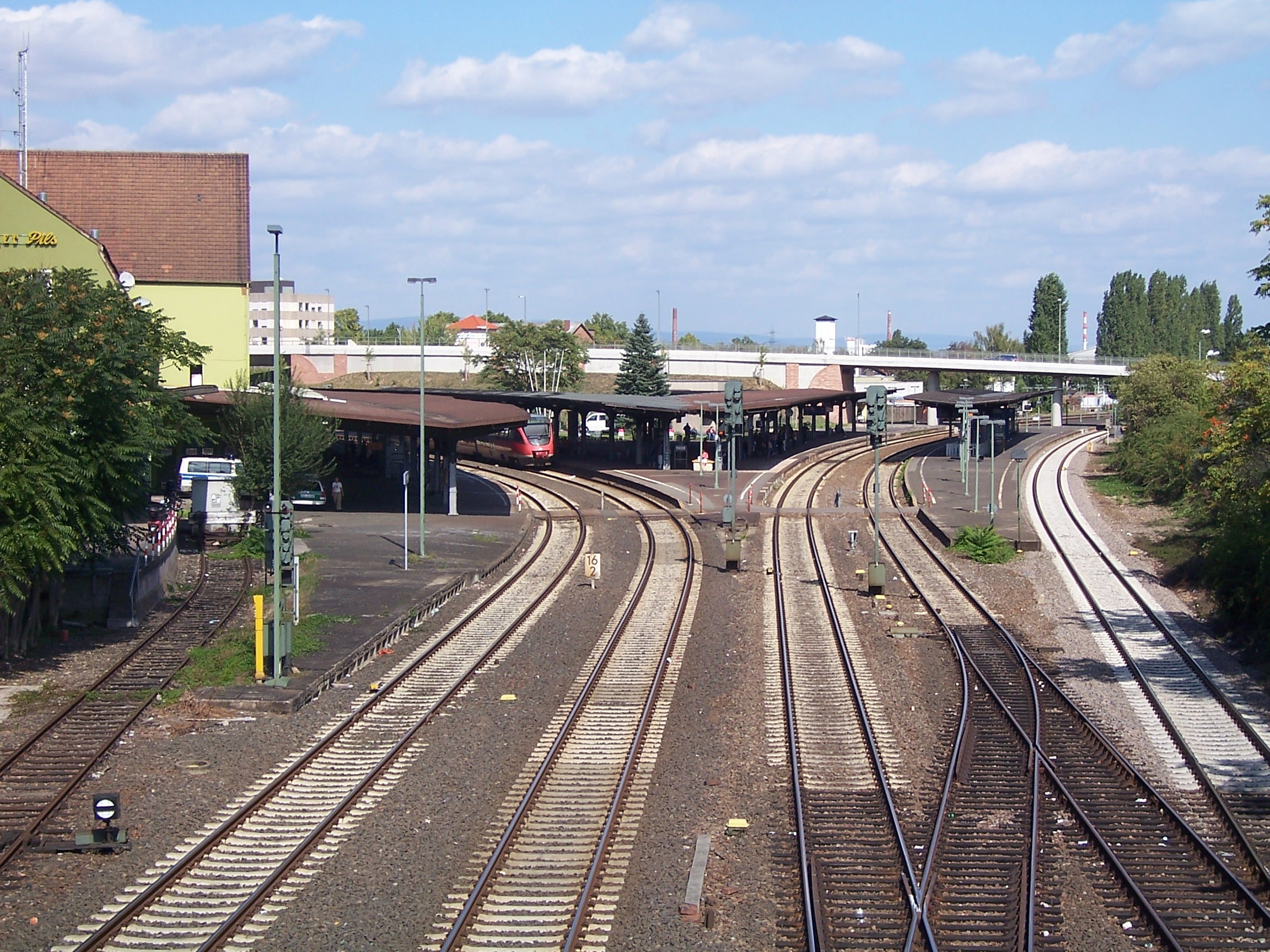
Gabelung der Gleise im Bahnhof

Der Bahnhof Bad Kreuznach ist einer von wenigen Keilbahnhöfen in Rheinland-Pfalz, hier zweigt die Bahnstrecke nach Gau Algesheim von der Nahetalbahn (Bingen am Rhein – Saarbrücken) ab. Seit Einführung des Rheinland-Pfalz-Taktes Mitte der 1990er Jahre haben die Strecken abseits der ICE/EC/IC-Strecken wieder an Bedeutung gewonnen. Neben der Einführung des Stundentaktes war das mit einer Ausweitung des Verkehrs in die Nachtstunden verbunden. Von Bingen am Rhein fahren Regionalbahnen über die im Stadtteil Bad Münster am Stein von der Nahetalbahn abzweigende Alsenztalbahn nach Kaiserslautern, das in etwa 65 Minuten erreicht wird. Auf der Strecke nach Saarbrücken und über Gau Algesheim und die Linke Rheinstrecke nach Mainz verkehren Regionalexpresszüge und Regionalbahnen. Die Fahrzeit nach Mainz liegt zwischen 25 und 40 Minuten, die nach Saarbrücken zwischen 1:40 und 2:20 Stunden.
Von 1896 bis 1936 bestanden die Kreuznacher Kleinbahnen, ein ländliches Schmalspurbahnnetz. Eine originale Dampflokomotive und die dazugehörige Halle, die aus Winterburg versetzt wurde, befinden sich bis heute in der Kreuznacher Ortsgemeinde Bockenau.
Die 1906 eröffneten Kreuznacher Straßen- und Vorortbahnen betrieben, neben einem innerstädtischen Netz, ebenfalls Strecken ins Umland: nach Bad Münster am Stein, Langenlonsheim und St. Johann. 1953 wurde der Gesamtbetrieb eingestellt.

#### Straßenverkehr
Mit dem Auto ist Bad Kreuznach über die gleichnamige Anschlussstelle 51 an der Autobahn 61 sowie die Bundesstraßen 41, 48 und 428 zu erreichen. Bis auf die B 48 führen alle genannten Straßen um die Innenstadt herum, die Autobahn ist ca. 12 km vom Stadtzentrum entfernt.
Der öffentliche Nahverkehr wurde bis Oktober 2022 durch ein innerstädtisches Busliniennetz im 15- bzw. 30-Minuten-Takt auf sieben Buslinien durch die Verkehrsgesellschaft Bad Kreuznach (VGK) durchgeführt. Darüber hinaus gibt es bis heute eine Vielzahl von Regionalbuslinien in die nähere Umgebung, welche von der VGK und vom Omnibusverkehr Rhein-Nahe (ORN) betrieben werden. Die Linienverkehre der verschiedenen Betreiber sind dabei Bestandteil des Rhein-Nahe-Nahverkehrsverbund RNN.
Um die Verkehrslärmschutzverordnung einzuhalten, wird die seit Februar 2018 bestehende Tempo-30-Zone in der Rüdesheimer Straße ab 2019 auf fast die ganze Straße ausgeweitet.

### Medien
Rundfunk
- Radiosender Antenne Bad Kreuznach
- domradio Studio-Nahe UKW 87,9, Pfarrradio, mit Mantelprogramm des domradio Köln, Lokalprogramm am Samstagvormittag und Gottesdienstübertragung am Sonntag
- Bürgerfernsehen naheTV
- SWR Studio Bad Kreuznach[220]
- Freies Internetradio Gässjer FM[221]
- Radio Musicstar Rhein-Nahe auf DAB+ Kanal 12A

Printmedien
- Allgemeine Zeitung Bad Kreuznach: Tageszeitung für Bad Kreuznach und Umgebung, zur Verlagsgruppe Rhein Main gehörend. Auflage ca. 13.000.
- Oeffentlicher Anzeiger: Tageszeitung für Bad Kreuznach und Umgebung, zur Rhein-Zeitung (Mittelrhein-Verlag) gehörend. Auflage ca. 22.000.
- Stadtgeschichtlich vertiefend: Bad Kreuznacher Heimatblätter, unregelmäßig erscheinende Beilage zum Öffentlichen Anzeiger
- VorSicht – Das Rhein-Nahe-Journal. Auflage 15.000
- Lifetime: Stadtmagazin für Bad Kreuznach
- Wochenspiegel Bad Kreuznach: wöchentliches Anzeigenblatt, zum SW-Verlag gehörend.
- Kreuznacher Rundschau, bis 1. Oktober 2010: Neue Kreuznacher Zeitung: wöchentliches Anzeigenblatt. Die erste Ausgabe erschien im Oktober 2006.

Online-Medien
- Kreuznach-Blog – Aktuelles und Informatives über Bad Kreuznach aus der Region und dem Internet. Ab 1. Juni 2008, eingestellt 1. Juni 2015[222].
- Nightlife-Kreuznach – News zu anstehenden Veranstaltungen in Bad Kreuznach. Die besten Bars, Clubs und Diskotheken in Bad Kreuznach
- Extrawelle – Nachrichten für Bad Kreuznach
- Hanz-Online – Heimatanzeiger für Bad Kreuznach und Umgebung

### Bildung und Forschung
In Bad Kreuznach finden sich neben mehreren Grundschulen, welche teilweise auch eine Ganztagesbetreuung anbieten, Schulen aller drei weiterführenden Schularten sowie berufsvorbereitende oder -begleitende Schulen wie z. B. Berufsfachschulen, Berufsoberfachschulen und Technikerschulen, welche an den Berufsschulen angesiedelt sind:
Grundschulen:
- Grundschule Bad Münster am Stein-Ebernburg
- Dr.-Martin-Luther-King-Schule (Ganztagsschule)
- Grundschule Kleiststraße (Ganztagsschule)
- Grundschule Hofgartenstraße
- Grundschule Planig
- Grundschule Winzenheim

Realschulen:
- Crucenia Realschule plus (Ganztagsschule)
- Realschule plus am Rotenfels Bad Münster am Stein-Ebernburg

Gesamtschulen:
- IGS Sophie Sondhelm (Ganztagsschule)[223]

Gymnasien:
- Lina-Hilger-Gymnasium
- Gymnasium an der Stadtmauer (mit altsprachlichem und mathematisch-naturwissenschaftlichem Zweig)
- Gymnasium am Römerkastell (mit bilingualem Zweig)
- Berufliches Gymnasium Fachrichtung Wirtschaft (nur Sekundarstufe II)
- Berufliches Gymnasium Fachrichtung Technik (nur Sekundarstufe II)
- Höhere Berufsfachschule Polizeidienst und Verwaltung (nur Fachhochschulreife)

Berufsbildende Schulen:
- Berufsbildende Schule für Technik, Gewerbe, Hauswirtschaft, Sozialwesen
- Berufsbildende Schule für Wirtschaft
- Berufsbildende Schule Landwirtschaft
- DEULA Rheinland-Pfalz GmbH Lehranstalt für Agrar- und Umwelttechnik

Förderschulen:
- Bethesda-Schule Schule für Körperbehinderte (Ganztagsschule)
- Don-Bosco-Schule Schule für geistig Behinderte (Ganztagsschule)
- Schule am Ellerbach Schule für Lernbehinderte (Ganztagsschule)

1950 wurde das Max-Planck-Institut für Landwirtschaftliche Arbeitswissenschaft und Landtechnik von Imbshausen nach Bad Kreuznach verlegt und nutzte dort Räumlichkeiten des Ritterguts Bangert. Von 1956 bis zu seiner Schließung 1976 trug es den Namen Max-Planck-Institut für Landarbeit und Landtechnik. Leiter des Instituts war Gerhardt Preuschen.
Von 1971 bis 1987 war die Fachrichtung Landbau der Fachhochschule Rheinland-Pfalz, Abteilung Bingen, in Bad Kreuznach angesiedelt. Nach dem Umzug des Landbaus nach Bingen bietet Bad Kreuznach mit dem DLR (Dienstleistungszentrum Ländlicher Raum) noch eine fachhochschulähnliche Ausbildung für angehende Winzer und Landbauer an. Diese zweijährige Technikerschule für Weinbau und Oenologie sowie Landbau ist ein Bildungsgang der Fachschule Agrarwirtschaft. Sie führt die Tradition der früheren bekannten Höheren Weinbauschule bzw. der Ingenieurschule für Landbau fort und schließt die Lücke in der Ausbildung des weinbaulich-kellerwirtschaftlichen Nachwuchses zwischen Fachhochschule und einjähriger Fachschule.
Die Agentur für Qualitätssicherung, Evaluation und Selbstständigkeit von Schulen und das Pädagogische Zentrum Rheinland-Pfalz, welches die Schulen des Landes bei ihrer pädagogischen und didaktischen Weiterentwicklung unterstützt, haben ebenso ihren Sitz in der Stadt wie das Staatliche Studienseminar Bad Kreuznach für das Lehramt an Gymnasien.
Die Evangelische Kirche im Rheinland unterhielt von 1960 bis 2003 in Bad Kreuznach ein Predigerseminar zur Ausbildung von Vikarinnen und Vikaren.

### Rechtspflege
Ansässig sind das Amtsgericht Bad Kreuznach und das Landgericht Bad Kreuznach.

## Persönlichkeiten

### Ehrenbürger
Bisher wurden 16 Personen zu Ehrenbürgern der Stadt Bad Kreuznach ernannt. Drei wurden diese Rechte wieder aberkannt: Adolf Hitler, Wilhelm Frick und Richard Walther Darré. Die 13 verbliebenen Ehrenbürger sind (Jahr der Verleihung in Klammern):
- Otto von Bismarck (1895)
- Berthold von Nasse (1901)
- Otto Agricola (1902)
- Jean Winckler (1904)
- Otto Hersing (1915)
- Paul von Hindenburg (1918)
- Erich Ludendorff (1918)
- Franz Ernst Potthoff (1924)
- Joseph Schneider, Unternehmer (1928)
- Werner Forßmann, Nobelpreisträger für Medizin 1956 (1957)
- Hans Staab, Inhaber eines Zeitschriftengroßvertriebs, nach ihm benannte Stiftung (1996)
- Alex Jacob, Hotelbesitzer, sozial engagierter Ehrengeneralkonsul für Rumänien (2008)
- Hans Jöckel, Bade- und Kurmediziner, Sanitätsrat (2020)
- André Borsche (2024)
- Eva Eisenhardt-Borsche (2024)

### Söhne und Töchter der Stadt

#### Bis 1900
- Konrad von Kreuznach; † 13. Oktober 1368 in Mainz, Lyriker (Minnesänger) und Musiker
- Nikolaus von Kreuznach, * um 1430; † 10. August 1491 in Wien, Jurist, Theologe und Rektor der Universität Wien
- Johannes Philippi „Alemanus“ de Butzbach aus Kreuznach (de Critznach), * vor 1460; † um 1519, in Toulouse und Paris tätiger „geschworener“ Drucker, dort Partner von Georg Wolff aus Baden in Baden
- Conrad Faber von Kreuznach, * um 1500; † 1552/53 in Frankfurt a. M., Maler und Zeichner
- Kaspar Stemper, * um 1555/57; † 1608/09 in Speyer oder Regensburg, Jurist, Advokat am Reichskammergericht, Ratskonsulent und Syndikus der Stadt Regensburg und pfalz-neuburgischer Rat
- Karl Konrad Achenbach, * 1655; † 1720 in Berlin, evangelisch-reformierter Theologe und Hochschullehrer
- Johann Heinrich von Carmer, * 29. Dezember 1721; † 23. Mai 1801 in Rützen, preußischer Großkanzler und Justizreformer
- Friedrich Müller, * 13. Januar 1749; † 23. April 1825 in Rom, Pseudonym: Nasturtius, Dichter und Maler
- Franz Christoph Braun, * 13. November 1766; † 9. Juni 1833, Pfarrer und Abgeordneter
- Carl Beck, * 10. Mai 1785; † 15. Januar 1849 in Heidelberg, badischer Oberamtmann
- August von Frays, * 15. April 1790; † 24. Oktober 1863 in München, geadelter bayerischer Generalmajor, Kammerherr und Hoftheater-Intendant
- Philipp Kaufmann, * 3. Dezember 1802; † 13. August 1846 in Paris, Lyriker, Übersetzer und Lehrer von Cosima Wagner
- Friedrich Lorentz, * 9. November 1803; † 10. Mai 1861 in Bonn, Historiker und Pädagoge
- Carl Löwig, * 17. März 1803; † 27. März 1890 in Breslau, Chemiker
- Eberhard Anheuser, * 27. September 1806; † 2. Mai 1880 in St. Louis, Unternehmer, Besitzer der Großbrauerei Anheuser-Busch
- Eduard Mohr, * 30. Oktober 1808; † 24. Februar 1892 in Kreuznach, Kaufmann und Schriftsteller
- Philipp Jakob Heep, * 2. Mai 1816; † 10. Oktober 1899, Pfarrer und provinzialrömischer Archäologe
- Arthur von Bothwell, * 26. Juni 1821 in Kreuznach; † 26. Dezember 1904 in Unkel, Leutnant der preußischen Artillerie und Marineoffizier, Förderer des Genossenschaftswesens und Lokalpolitiker
- Louise Pfähler, * um 1820; † 30. August 1899 in Wiesbaden, Stifterin
- Gustav Pfähler, * 16. Dezember 1821; † 28. Februar 1894 in Wiesbaden, Bergingenieur und Mitglied des Reichstages
- Victor Sahler, * 1. Oktober 1827; † 5. September 1891 ebenda, Bankier und Politiker
- Wilhelm Lossen, * 8. Mai 1838; † 29. Oktober 1906 in Aachen, Chemiker
- Karl August Lossen, * 5. Januar 1841; † 24. Februar 1894 in Berlin, Geologe
- Julius Bintz, * 10. April 1843; † 20. September 1891, Gymnasiallehrer, Schulleiter und Autor
- Robert Voigtländer, * 4. August 1849; † 27. September 1935, Verleger
- Erich Prieger, * 2. Oktober 1849; † 27. November 1913 in Bonn, Musikwissenschaftler
- Heinrich Karl Abraham Imhoff, * 20. Februar 1854; † 27. Februar 1918, preußischer Generalleutnant
- Arthur Quassowski, * 26. November 1858; † 17. Juni 1943 in Berlin, Generalleutnant
- Maria Mendelssohn, * 3. Mai 1861; † 25. Dezember 1928 in Darmstadt, Radiererin
- Jean Mannheim, * 18. November 1863; † 6. September 1945 in Pasadena/USA, deutsch-US-amerikanischer Maler
- Carl Menge, * 18. August 1864; † 9. Oktober 1945 in München, Gynäkologe
- Hugo Cauer, * 5. Oktober 1864; † 31. Juli 1918 in Bad Kreuznach, Bildhauer
- Hella O’Cuire Quirke, * 26. März 1866; † 9. November 1944 in Richmond, Virginia, Schriftstellerin
- Karl Eugen Schmidt, * 31. März 1866; † 30. März 1953 in Rom, Reporter und Schriftsteller
- Ludwig Cauer, * 28. Mai 1866; † 27. Dezember 1947 in Bad Kreuznach, Bildhauer
- Hermann Strahl, * 17. Dezember 1866; † 26. März 1924 in Frankfurt am Main, preußischer Verwaltungsjurist, Landrat in Kempen und Siegburg
- Johannes Mumbauer, * 27. Juli 1867; † 22. Dezember 1930 in Bad Kreuznach, Pfarrer, Theologe und Literaturkritiker
- Stanislaus Cauer, * 18. Oktober 1867; † 8. März 1943 in Königsberg, Bildhauer und Hochschullehrer
- Hans Driesch, * 28. Oktober 1867; † 16. April 1941 in Leipzig, Biologe und Naturphilosoph
- Augustin Lang, * 28. August 1869; † 30. Mai 1941 in Dittersbach, römisch-katholischer Geistlicher und Märtyrer
- Alexe Altenkirch, * 5. Juli 1871; † 25. September 1943 in Bad Kreuznach, Malerin, Designerin und Kunstpädagogin
- Eduard Strauss, * 18. Februar 1876; † 23. August 1952 in New York City, Chemiker und jüdischer Philosoph
- Walter Gräff, * 3. Mai 1876; † 11. Mai 1934 in München, Kunsthistoriker
- Friedrich Karl Johann Vaupel, * 23. Mai 1876; † 4. Mai 1927 in Berlin, Botaniker
- Heinrich Kohl, * 4. Mai 1877; † 26. September 1914 bei Moronvilliers nahe Reims, Architekt und Bauforscher
- Nelli Schmithals, * 23. Juli 1880; † 12. Juni 1975 in Bad Kreuznach, Fotografin
- Fritz Fuchs, * 24. Dezember 1881 in Kreuznach; † 6. Februar 1972 in Köln, Rechtsanwalt und Politiker (CDU), Gerechter unter den Völkern
- Else Voigtländer, * 14. April 1882; † 1946, Psychoanalytikerin
- Edmund Pnischeck, * 19. Februar 1883; † 11. April 1954 in Eltville, Politiker
- Gustav Richard Heyer, * 29. April 1890; † 19. November 1967 in Nußdorf am Inn, Psychotherapeut
- Valentin Dillmann, * 1. Oktober 1891; † 13. Februar 1963, Politiker (SPD), Mitglied des Landtags von Nordrhein-Westfalen
- Otto Kneip, * 11. August 1892; † 8. Oktober 1941 im KZ Groß-Rosen, Maler, Grafiker, Turner und Schullehrer
- Ilse Peters, * 10. März 1893; † 27. November 1980 in Hilden, evangelische Religionspädagogin, Professorin
- Ludwig Hartenfels, * 17. Juni 1894; † 6. April 1955 in Hamburg, Politiker der FDP
- Hermann Baruch, * 3. November 1894; † 1942 in Auschwitz; Europameister im Ringen
- Karl Sack, * 9. Juni 1896; † 9. April 1945 im KZ Flossenbürg, Jurist und Widerstandskämpfer
- Herbert Eimert, * 8. April 1897; † 15. Dezember 1972 in Düsseldorf, Komponist
- Karl Kuhn, * 14. Februar 1898; † 18. Oktober 1986 in Bad Kreuznach, Politiker, Mitglied des Landtags von Rheinland-Pfalz
- Max Rheinstein, * 5. Juli 1899; † 9. Juli 1977 in Schwarzach im Pongau, Jurist
- Karl Hornberger, * 30. März 1900; † 29. Mai 1988 in Bad Kreuznach, Leichtathlet

#### 1901 bis 1950
- Hanna Cauer, * 8. März 1902; † 16. Mai 1989 in Bad Kreuznach, Bildhauerin und Malerin
- Hugo Salzmann, * 4. Februar 1903; † 1979, Kommunist und Antifaschist
- Edmund Collein, * 10. Januar 1906; † 21. Januar 1992 in Berlin, Architekt
- Konrad Frey, * 24. April 1909; † 24. Mai 1974 in Bad Kreuznach, Turner
- Gerhart Stein, * 22. Dezember 1910; † 8. Mai 1971, Arzt und Rassentheoretiker
- Ekkehard Liehl, * 28. Mai 1911; † 5. März 2003 in Kirchzarten, Geograph und Bibliothekar
- Berti Breuer-Weber, * 4. August 1911; † 29. Januar 1989 in Göttingen, Autorin und Grafikerin
- Paul Yogi Mayer, * 8. September 1912; † 8. Juli 2011 in London, Sportler, Sportjournalist und Pädagoge, Emigrant
- Jakob Kiefer, * 3. Dezember 1919; † 18. Januar 1991 in Bad Kreuznach, Turner
- Hermann Weber, * 17. Februar 1922; † 15. August 2014 in Mainz, Historiker, Hochschullehrer
- Heinz Hesdörffer, * 30. Dezember 1923; gest. 3. Mai 2019 in Frankfurt am Main, Holocaust-Überlebender und Zeitzeuge, Träger des Bundesverdienstkreuzes am Bande
- Rudolf Anheuser, * 9. November 1924; † 27. Oktober 2009 in Bad Kreuznach, Basketballfunktionär
- Heijo Hangen, * 29. April 1927; † 18. Juli 2019, konstruktiver Künstler und documenta-Teilnehmer
- Albrecht Martin, * 9. Juli 1927; † 14. Juli 2014 in Bad Kreuznach, Pädagoge und Politiker (CDU)
- Hans Schumm, * 26. Dezember 1927; † 13. Juni 2007 in Bad Kreuznach, Landrat
- Joachim Eckart, * 30. Januar 1928; † 6. November 2023 in Augsburg, Anästhesist und Ernährungsmediziner
- Karl-Rudolf Hornberger, * 27. Juli 1931; † 16. August 2025, Mundartdichter
- Harald Winkel, * 30. Mai 1931; † 8. August 2005, Wirtschaftswissenschaftler, Historiker und Verleger
- Georg Johann Rieger, * 16. August 1931, Mathematiker
- Elmar Pieroth, * 9. November 1934; † 31. August 2018 in Berlin, deutscher Politiker (CDU)
- Ursula Hill-Samelson, * 22. Dezember 1935; † 10. Januar 2013 in Seefeld (Oberbayern), Mathematikerin und Informatik-Pionierin
- Robert Stern, * 1936, Pathologe[225]
- Rudolf Wohlleben, * 4. Juni 1936, Ingenieurwissenschaftler, Schriftsteller und Studentenhistoriker
- Wolfgang Dohle, * 13. November 1936, Zoologe
- Manfred Ströher, * 25. März 1937, Basketballfunktionär
- Rudolf Stertenbrink, * 26. Mai 1937; † 8. November 2017 in Reinbek, Dominikaner, Autor und Kölner Domprediger
- Winfried Vogel, * 21. Juli 1937, Brigadegeneral und Publizist
- Peter Anheuser, * 23. März 1938; † 27. Oktober 2016, Weinbauer und Politiker (CDU)
- Wolfgang Bötsch, * 8. September 1938; † 14. Oktober 2017, Politiker (CSU)
- Werner Stenger, * 14. November 1938; † 7. Juni 1990 in Krumbach, römisch-katholischer Theologe
- Harald Scheid; * 1939, deutscher Mathematiker
- Hans Maria Mole, * 13. Dezember 1940, Maler und Aktionskünstler
- Wulf-Dieter Schmidt-Wulffen, * 18. August 1941, † 8. April 2025, Geographiedidaktiker
- Jürgen Schweizer, * 16. Dezember 1941, Molekularbiologe
- Christian Millotat, * 16. Februar 1943, Generalmajor der Bundeswehr
- Gerhard Bahrenberg, * 3. Mai 1943; † 11. Mai 2022, Geograph
- Bernd Schauenberg, * 1944, Wirtschaftswissenschaftler
- Hein-Direck Neu, * 13. Februar 1944; † 14. April 2017 in Wiesbaden, Diskuswerfer
- Volker Pudel, * 1. März 1944; † 7. Oktober 2009, Ernährungspsychologe
- Günter Verheugen, * 28. April 1944, Politiker (SPD, davor FDP)
- Rebekka Fleming, * 31. Mai 1944; † 10. April 2014, Schauspielerin
- Peter G. Fuchß, * 1946, Agrarökonom, Weinbauexperte, Ministerialdirigent
- Ursula Reindell, * 1946, Malerin und Bildhauerin (Kulturpreisträger 2008)
- Joachim Werren, * 1948, Politiker
- Ulrich Birkenheier, * 13. September 1949, Präsident des Amtes für den Militärischen Abschirmdienst
- Udo van Kampen, * 4. April 1949, Journalist
- Wolfgang Donsbach, * 9. November 1949; † 26. Juli 2015 in Dresden, Kommunikationswissenschaftler
- Rolf Barth, * 1950, Theaterwissenschaftler, Dozent, Drehbuch- und Kinderbuchautor
- Jochen Staadt, * 1950, Politikwissenschaftler
- Andreas Höfele, * 19. September 1950, Anglist und Schriftsteller

#### Ab 1951
- Gernot Meyer-Grönhof, * 1951, Bildender Künstler
- Willy Ketzer, * 3. Februar 1951, Schlagzeuger, Bigband-Leader
- Armin Emrich, * 16. Juni 1951, Handballtrainer
- Horst Klee, * 1952, Gitarrist und Musikpädagoge
- Wolfgang Schömel, * 7. Mai 1952, Autor
- Hans-Werner Wagner, * 12. August 1952; † 2. Juli 1998 in Dresden, Staatssekretär (CDU)
- Anne Koenen, * 18. Juni 1953, Amerikanistin und emeritierte Hochschullehrerin
- Heijo Höfer, * 6. September 1953, Jurist und Kommunalpolitiker (SPD), Bürgermeister der Verbandsgemeinde Altenkirchen
- Michael Klein, * 1954, Psychologe und Hochschullehrer
- Rüdiger Oppermann, * 1954, Harfenist und Musikmanager
- Lee Charm, * 3. April 1954 als Bernhard Quandt, Präsident der Nationalen Tourismusbehörde Südkoreas
- Uwe Hahn, * 1. Juli 1954, Fußballspieler
- Hans-Joachim Schmidt, * 30. April 1955, Historiker und Hochschullehrer
- Holger Härter, * 24. April 1956, Manager
- Hartmut Döhner, * 1957, Hämatologe und Onkologe
- Yaacov Lozowick, * 1957, Philosoph und Pädagoge
- Sabine Hassinger, * 1958, Autorin
- Peter Lunkenheimer, * 11. Dezember 1958, Physiker und Privatdozent
- Stefan Kuhnke, * 7. Januar 1959, Ruderer
- Kajo Lang, * 9. Mai 1959, Journalist und Schriftsteller
- Helmut Freitag, * 1960, Universitätsmusikdirektor
- Ise Thomas, * 10. Januar 1960, Politikerin (Bündnis 90/Die Grünen)
- Torsten Fink, * September 1960, Autor
- Thomas Raab, * 1961, Rechtswissenschaftler und Hochschullehrer
- Karl Christoph Klauer, * 30. Oktober 1961, Kognitionspsychologe und Professor
- Ralf van Bühren, * 3. Februar 1962, Kunsthistoriker und Professor in Rom
- Dietmar Mosmann, * 25. März 1962, Brigadegeneral der Bundeswehr
- Klaus-Dieter von der Weiden, * 19. Dezember 1962, Jurist, Richter am Bundesverwaltungsgericht
- Peter Eich, * 18. Juni 1963, Fußballtorwart
- Hans-Peter Burghof, * 14. November 1963, Wirtschaftswissenschaftler
- Jürgen Mayer, * 1964, Hörfunk-Moderator, Journalist und Autor
- Thomas Gerards, * 31. Oktober 1964; † 8. September 1993 in Berlin; Unterhaltungs- und Travestiekünstler
- Aiman Abdallah, * 3. Januar 1965, Fernsehmoderator
- Karsten Thormaehlen, * 28. Juli 1965, Fotograf, Editor und Kurator
- Stefan Kiefer, * 17. November 1965; † 27. Oktober 2017 in Sepang/Malaysia; Motorradrennfahrer und Rennstallbesitzer
- Kerstin Hamann, * 1966, Schriftstellerin
- Petra Erdtmann, * 1967, Querflötistin
- Thomas Finkenauer, * 1968, Jurist
- Gregor Beyer, * 11. September 1968, Politiker (FDP)
- Sven Faller, * 1969, Jazz-Kontrabassist
- Dirk Maus, * 1969, Koch, mit Michelinstern ausgezeichnet
- Heribert Germeshausen, * 1971, deutscher Intendant
- Katharina Saalfrank, * 22. November 1971, Diplom-Pädagogin und Kolumnistin
- Andreas Fischer-Lescano, * 14. September 1972, Rechtswissenschaftler und Professor
- Michael Senft, * 28. September 1972, Kanute
- Julia Klöckner, * 16. Dezember 1972, Politikerin (CDU) und ehemalige Vorsitzende der CDU-Fraktion im Landtag Rheinland-Pfalz, Präsidentin des Deutschen Bundestages
- Henrik Zimmermann, * 1973, Schauspieler
- Yanou, * 1974, DJ und Musikproduzent
- Martin Kirschner, * 6. April 1974, römisch-katholischer Theologe und Hochschullehrer
- Siegfried Kärcher, * 4. Oktober 1974, Bildender Künstler
- Thomas Reichenberger, * 14. Oktober 1974, Fußballspieler
- Thomas Schmidt, * 18. Februar 1976, Kanute
- Alexander Graeff, * 24. September 1976, Schriftsteller
- Alexander Esters, * 1977, Maler und Bildhauer
- Mark Vogelsberger, * 10. Dezember 1978, Professor und theoretischer Astrophysiker
- Manuel Friedrich, * 13. September 1979, Fußballspieler
- Niklas Meinert, * 1. Mai 1981, Hockeyspieler
- Melanie Misamer, * 1981, deutsche Sozialwissenschaftlerin und Professorin
- Christian Böhmer, * 1984, Streetart-Künstler
- Jens Werrmann, * 29. Mai 1985, Leichtathlet (Hürdensprint)[226]
- Benjamin Kessel, * 1. Oktober 1987, Fußballspieler
- Jasmina Neudecker, * 1987, Biologin, Reporterin und Moderatorin beim ZDF
- Magdalena Adugna, *1. Oktober 1987, Filmemacherin und Musikerin
- Matthias de Zordo, * 21. Februar 1988, Leichtathlet (Speerwurf)
- Pierre Merkel, * 25. Mai 1989, Fußballspieler
- Lisa Hattemer, * 13. Juni 1992, Weltmeisterin im Einer-Kunstradfahren
- Lena Zelmel, * 27. Juni 1993, Handballspielerin
- Anabelle Stehl, * 1993, Schriftstellerin
- Jonas Reinhardt, * 30. Juli 1998, Volleyball- und Beachvolleyballspieler
- Jacob Engel, * 13. Januar 2001, Fußballspieler

### Weitere Persönlichkeiten
- Armand de Gramont, Comte de Guiche, * 1637; † 29. November 1673 in Kreuznach, Höfling, Abenteurer und Militär
- Ludwig Heinrich Moritz von Pfalz-Simmern, * 4. Oktober 1640 in Sedan; † 24. Dezember 1673 in Kreuznach, Herzog von Simmern-Kaiserslautern
- Marie Eleonore von Brandenburg, * 1. April 1607 in Kölln; † 18. Februar 1675 in Kreuznach, verheiratete Pfalzgräfin und von 1655 bis 1658 Regentin von Simmern
- Marie von Oranien-Nassau, * 5. September 1642 in Den Haag; † 20. März 1688 in Kreuznach, verheiratet mit Pfalzgraf Ludwig Heinrich Moritz von Simmern, gestaltete das aufgelassene Augustinerinnen-Kloster St. Peter zum „Schloss Oranienhof“ um
- Friedrich Christian Laukhard, * 7. Juni 1757 in Wendelsheim; † 28. April 1822 in Kreuznach, Theologe und politischer Schriftsteller; verbrachte hier seine letzten Lebensjahre
- Gerd Eilers, * 31. Januar 1788 in Grabstede/Oldenburg; 4. Mai 1863 in Saarbrücken, 1819–1833 Gründungsdirektor des Kreuznacher Gymnasiums und Regierungsrat im preußischen Kultusministerium in Berlin
- Herman de Ranitz, * 10. Februar 1794 in Groningen; † 7. August 1846 in Kreuznach, niederländischer Jurist, Politiker und Bürgermeister
- Emil Cauer der Ältere, * 19. November 1800 in Dresden; † 4. August 1867 in Kreuznach, Bildhauer
- Gustav Pfarrius, * 31. Dezember 1800 in Heddesheim, heute Ortsteil von Guldental; † 15. August 1884 in Köln, deutscher Dichter, Lehrer und Professor
- Stephan Lück, * 9. Januar 1806 in Linz am Rhein; † 3. November 1883 in Trier, Theologe, Dommusikdirektor von Trier und Herausgeber; wirkte von 1828 bis 1831 als Kaplan in Kreuznach
- Carl Prinz zu Solms-Braunfels, * 27. Juli 1812 in Neustrelitz; † 13. November 1875 auf Schloss Rheingrafenstein bei Kreuznach, genannt „Texas-Carl“; begraben auf dem Stadtfriedhof von Bad Kreuznach
- Gustav von Jagow, * 7. September 1813 in Dallmin; † 1. Februar 1879 in Potsdam, 1846 bis 1861 Landrat des Kreises Kreuznach, MdPrA, 1862 preußischer Innenminister. MdR
- Georg Franz Heinrich Stockmann, * 14. Januar 1825 in Ritzerau; † 6. Januar 1906 in Bad Kreuznach, Geschäftsmann und Gründer des finnischen Warenhauses Stockmann
- Robert Cauer der Ältere, * 2. April 1831 in Dresden; † 2. April 1893 in Kassel, Bildhauer, Sohn von Emil Cauer d. Ä. und Bruder von Karl Cauer
- August Stern, * 1837; † um 1914, Chorleiter der Kreuznacher-Diakonie-Kantorei
- Carl Heinrich Jacobi, * 1824 vermutlich in Neuendorf bei Koblenz; † nach 1890, für seine Lichtdrucke und Stereofotografien bekannter Fotograf
- Ludwig Geisenheyner, * 8. März 1841 in Potsdam; † 28. Januar 1926 in Kreuznach, Lehrer, Musiker und Botaniker
- Johann Baptist Engelsmann, * 22. Juni 1844; † 1. Oktober 1913 in Kreuznach, deutsche Weinhändler und Politiker
- Gisbert Enzian, * 11. August 1847; † 23. Mai 1919, städtischer Musikdirektor, Leiter der Konzertgesellschaft
- Hugo Reich, * 30. März 1854 in Elberfeld; † 23. Juli 1935 in Bad Kreuznach, deutscher Theologe, Gründer der Diakonie
- Emil Thormählen, * 24. Mai 1859 in Moorhusen (Wilstermarsch); † 1. April 1941 in Bad Kreuznach, Architekt und Direktor der Kölner Kunstgewerbeschule
- Elsbeth Krukenberg-Conze, * 5. Februar 1867 in Wien; † 16. August 1954 in Calw, Schriftstellerin und Frauenrechtlerin
- Lina Hilger, * 8. März 1874 in Kaiserslautern; † 13. April 1942 in Frankfurt a. M., deutsche Pädagogin
- Sophie Sondhelm, * 18. März 1887 in Kleinlangheim; verschollen 1944 in Auschwitz, Krankenschwester und Heimleiterin, Fluchthelferin während der Zeit des Nationalsozialismus
- Karl Kastenholz (1889–1964), Maler
- Elisabeth Jaeger, (* 13. März 1892; † 26. Februar 1969), Vorsteherin der Diakonieanstalten Bad Kreuznach von 1932–1968
- Klaus Thormaehlen, * 23. April 1892 in Hanau; † 4. Juli 1981 in Bad Kreuznach, Ingenieur, Winzer und Erfinder
- Julius Baruch, * 7. September 1892 in Gemünden; † 12. Februar 1945 im KZ Buchenwald, deutscher Ringer und Gewichtheber des ASV Bad Kreuznach und 1924 Europameister im Gewichtheben
- Hermann Niebuhr, * 14. Juni 1904 in Straßburg; † 29. Januar 1968 in Bad Kreuznach, Basketballpionier in Deutschland
- Werner Forßmann, * 29. August 1904 in Berlin; † 1. Juni 1979 in Schopfheim, Chefarzt bei der kreuznacher diakonie, Kardiologe, Nobelpreisträger
- Gerhardt Preuschen, * 22. Januar 1908 in Darmstadt; † 22. März 2004 in Goslar, Direktor des MPI für Landarbeit und Landtechnik
- Kurt Dossin, * 28. März 1913 in Leipzig; † 26. April 2004 in Bad Kreuznach, Handballspieler und Olympiasieger sowie dreifacher Deutscher Meister. Lebte von 1986 bis zu seinem Tod in Bad Kreuznach.
- Yakovos Bilek, * 7. Juli 1917 in İzmir; † 4. Mai 2005 in Athen, deutsch-türkischer Basketballspieler, -schiedsrichter und -trainer griechischer Herkunft
- Hanna Breidinger-Spohr, * 26. Juli 1922 in Eberbach; † 7. September 2000 in Bad Kreuznach, Malerin und Holzschnitt-Künstlerin
- Werner Danz, * 3. Juni 1923 in Koblenz; † 18. März 1999 in Bad Kreuznach, deutscher Politiker (FDP)
- Fridel Grenz, * 2. Oktober 1929; † 14. September 2018, Kirchenmusiker der Nikolauskirche
- Dieter Wellmann, * 28. Januar 1933 in Berlin; † 30. Juni 2025, Kirchenmusiker der Pauluskirche von 1960 bis 1996
- Inge Rossbach, Schauspielerin und Regisseurin
- Frédéric von Anhalt, * 18. Juni 1943 in Wallhausen, prominenter Geschäftsmann
- Carsten Pörksen, * 18. Juni 1944 in Nebel/Amrum, Politiker (SPD) und MdL
- Walter Brusius, * 1950 in Niederwörresbach, Maler (Kulturpreisträger 1999)
- Matthias Schmidt-Ohlemann, * 1951 in Münster, Orthopäde (kreuznacher diakonie)
- André Borsche, * 1955 in Berlin, Chefarzt für Plastische Chirurgie (kreuznacher diakonie)
- Helmut Kickton, * 28. Juni 1956 in Köln, Kantor der kreuznacher diakonie
- Peter Götzmann, * 1957, Schlagzeuger
- Erwin Manz, * 1960, Staatssekretär
- Gabriele B. Harter, * 28. Oktober 1962, Archäologin und Autorin
- Ulrich von Plettenberg, * 6. August 1964 in Birkenfeld, römisch-katholischer Priester und Generalvikar im Bistum Trier; wirkte als Kaplan in Bad Kreuznach
- Frank Leske, * 1965, Bildhauer (Kulturpreisträger 2002)
- Sabine Wassermann, * 6. September 1965 in Simmern/Hunsrück; † 31. März 2017 in Bad Kreuznach, Schriftstellerin und Künstlerin (Kulturpreisträgerin 2001)
- Susanne Schäfer, * 18. November 1966 in Düsseldorf, Autorin und Feinoptikerin
- Anna Dogonadze, * 15. Februar 1973 in Mzcheta, deutsch-georgische Olympiasiegerin im Trampolinturnen
- Kris Kristofferson, * 22. Juni 1936, in seiner Militärzeit mehrere Jahre in Bad Kreuznach als Hubschrauberpilot stationiert.
- Beate Rux-Voss, * 1967, Organistin und Kirchenmusikerin; Kantorin der Pauluskirche, Kulturpreisträgerin der Stadt Bad Kreuznach 2000
- Selina Herrero, * 28. Mai 1993 in Mainz, Popsängerin

## Varia
- In Eisenach ließ der wohlhabende Kaufmann und Patrizier Conrad Creutznacher ab 1507/39 neben der Georgenkirche das später so genannte „Creutznacher Haus“ im Renaissance-Stil erbauen. Es wurde Anfang des 17. Jahrhunderts in das alte Residenzschloss integriert (heute: Markt 9).
- In dem 1719 erschienenen Roman Robinson Crusoe von Daniel Defoe erzählt der Titelheld, der bezeichnenderweise 1632 geboren wurde, die Familie seiner Mutter habe ursprünglich den Namen Kreutznaer geführt und sei über Bremen nach England eingewandert.[227] Der Familienname Crusoe wird inzwischen vielfach als ein verschliffenes Kreuznacher erklärt. 1720 erschien – zunächst anonym – Defoes Roman Memoirs of a Cavalier: Or A Military Journal of the Wars in Germany, and the Wars in England; From the Years 1632 to 1648, in dem die Einnahme von „Creutznach“ 1632 geschildert wird.[228]